# Eredivisie 2021/22 (mannenvoetbal)/Wedstrijden
De wedstrijden van het Nederlandse Eredivisie voetbal uit het seizoen 2021/22 was het 66e seizoen van de hoogste Nederlandse voetbalcompetitie voor mannen. Aan de competitie namen achttien clubs deel. Het seizoen zou uit 34 speelronden van elk negen wedstrijden bestaan, gevolgd door een play-off. De competitie werd geopend op 13 augustus 2021 met een wedstrijd tussen Go Ahead Eagles en sc Heerenveen.
Vanaf 13 november 2021 werden bij alle Eredivisiewedstrijden geen toeschouwers toegelaten in het stadion. Dit vanwege de landelijke coronamaatregelen in Nederland door een te hoge aantal coronabestemmingen. Deze maatregel duurde tot 25 januari 2022 en gold voor speelronde 13 t/m 20 en inhaalronde 2 en 4. Na deze datum mag de stadionbezetting weer met een derde van de capaciteit worden benut. Vanaf 18 februari 2022 kon de stadionbezetting weer volledig worden benut.

## Speelronde 1
|                            |                 |         |               | |
| 13 augustus 2021 20:00 uur | Go Ahead Eagles | 0 – 1   | sc Heerenveen | Stadion: De Adelaarshorst, Deventer Toeschouwers: 6.650 Scheidsrechter: Blom Video-assistent: Blank |
| 13 augustus 2021 20:00 uur |                 | Verslag | 7' Halilović  | Stadion: De Adelaarshorst, Deventer Toeschouwers: 6.650 Scheidsrechter: Blom Video-assistent: Blank |
| 13 augustus 2021 20:00 uur |                 |         |               | Stadion: De Adelaarshorst, Deventer Toeschouwers: 6.650 Scheidsrechter: Blom Video-assistent: Blank |
| 13 augustus 2021 20:00 uur |                 |         |               | Stadion: De Adelaarshorst, Deventer Toeschouwers: 6.650 Scheidsrechter: Blom Video-assistent: Blank |
|                            |                 |         |               | |

|                            |              |         |    | |
| 14 augustus 2021 16:30 uur | RKC Waalwijk | 1 – 0   | AZ | Stadion: Mandemakers Stadion, Waalwijk Toeschouwers: 3.860 Scheidsrechter: Kooij Video-assistent: Pérez |
| 14 augustus 2021 16:30 uur | Kramer 45'   | Verslag |    | Stadion: Mandemakers Stadion, Waalwijk Toeschouwers: 3.860 Scheidsrechter: Kooij Video-assistent: Pérez |
| 14 augustus 2021 16:30 uur |              |         |    | Stadion: Mandemakers Stadion, Waalwijk Toeschouwers: 3.860 Scheidsrechter: Kooij Video-assistent: Pérez |
| 14 augustus 2021 16:30 uur |              |         |    | Stadion: Mandemakers Stadion, Waalwijk Toeschouwers: 3.860 Scheidsrechter: Kooij Video-assistent: Pérez |
|                            |              |         |    | |

|                            |                 |         |                       |                                                                                                  |
| 14 augustus 2021 18:45 uur | Heracles Almelo | 0 – 2   | PSV                   | Stadion: Erve Asito, Almelo Toeschouwers: 8.053 Scheidsrechter: Makkelie Video-assistent: Higler |
| 14 augustus 2021 18:45 uur |                 | Verslag | 40' Bruma 64' Madueke | Stadion: Erve Asito, Almelo Toeschouwers: 8.053 Scheidsrechter: Makkelie Video-assistent: Higler |
| 14 augustus 2021 18:45 uur |                 |         |                       | Stadion: Erve Asito, Almelo Toeschouwers: 8.053 Scheidsrechter: Makkelie Video-assistent: Higler |
| 14 augustus 2021 18:45 uur |                 |         |                       | Stadion: Erve Asito, Almelo Toeschouwers: 8.053 Scheidsrechter: Makkelie Video-assistent: Higler |
|                            |                 |         |                       |                                                                                                  |

|                            |                        |         |                     | |
| 14 augustus 2021 20:00 uur | Fortuna Sittard        | 2 – 1   | FC Twente           | Stadion: Fortuna Sittard Stadion, Sittard Toeschouwers: 6.300 Scheidsrechter: Kamphuis Video-assistent: Oostrom |
| 14 augustus 2021 20:00 uur | Seuntjens 61' Lake 81' | Verslag | 36' Van Wolfswinkel | Stadion: Fortuna Sittard Stadion, Sittard Toeschouwers: 6.300 Scheidsrechter: Kamphuis Video-assistent: Oostrom |
| 14 augustus 2021 20:00 uur |                        |         |                     | Stadion: Fortuna Sittard Stadion, Sittard Toeschouwers: 6.300 Scheidsrechter: Kamphuis Video-assistent: Oostrom |
| 14 augustus 2021 20:00 uur |                        |         |                     | Stadion: Fortuna Sittard Stadion, Sittard Toeschouwers: 6.300 Scheidsrechter: Kamphuis Video-assistent: Oostrom |
|                            |                        |         |                     | |

|                            |                                                            |         |        | |
| 14 augustus 2021 21:00 uur | Ajax                                                       | 5 – 0   | N.E.C. | Stadion: Johan Cruijff ArenA, Amsterdam Toeschouwers: 32.275 Scheidsrechter: Nijhuis Video-assistent: Gerrets |
| 14 augustus 2021 21:00 uur | Haller 6' Mazraoui 10' Van Rooij 15' (e.d.) Tadić 20', 39' | Verslag |        | Stadion: Johan Cruijff ArenA, Amsterdam Toeschouwers: 32.275 Scheidsrechter: Nijhuis Video-assistent: Gerrets |
| 14 augustus 2021 21:00 uur |                                                            |         |        | Stadion: Johan Cruijff ArenA, Amsterdam Toeschouwers: 32.275 Scheidsrechter: Nijhuis Video-assistent: Gerrets |
| 14 augustus 2021 21:00 uur |                                                            |         |        | Stadion: Johan Cruijff ArenA, Amsterdam Toeschouwers: 32.275 Scheidsrechter: Nijhuis Video-assistent: Gerrets |
|                            |                                                            |         |        | |

|                            |            |         |                                      | |
| 15 augustus 2021 12:15 uur | SC Cambuur | 1 – 2   | FC Groningen                         | Stadion: Cambuurstadion, Leeuwarden Toeschouwers: 7.000 Scheidsrechter: Lindhout Video-assistent: Dieperink |
| 15 augustus 2021 12:15 uur | Maulun 68' | Verslag | 33' El Messaoudi 90+3' Strand Larsen | Stadion: Cambuurstadion, Leeuwarden Toeschouwers: 7.000 Scheidsrechter: Lindhout Video-assistent: Dieperink |
| 15 augustus 2021 12:15 uur |            |         |                                      | Stadion: Cambuurstadion, Leeuwarden Toeschouwers: 7.000 Scheidsrechter: Lindhout Video-assistent: Dieperink |
| 15 augustus 2021 12:15 uur |            |         |                                      | Stadion: Cambuurstadion, Leeuwarden Toeschouwers: 7.000 Scheidsrechter: Lindhout Video-assistent: Dieperink |
|                            |            |         |                                      | |

|                            |            |         |                 | |
| 15 augustus 2021 14:30 uur | PEC Zwolle | 0 – 1   | Vitesse         | Stadion: MAC³PARK stadion, Zwolle Toeschouwers: 9.000 Scheidsrechter: Martens Video-assistent: Mulder |
| 15 augustus 2021 14:30 uur |            | Verslag | 20' Frederiksen | Stadion: MAC³PARK stadion, Zwolle Toeschouwers: 9.000 Scheidsrechter: Martens Video-assistent: Mulder |
| 15 augustus 2021 14:30 uur |            |         |                 | Stadion: MAC³PARK stadion, Zwolle Toeschouwers: 9.000 Scheidsrechter: Martens Video-assistent: Mulder |
| 15 augustus 2021 14:30 uur |            |         |                 | Stadion: MAC³PARK stadion, Zwolle Toeschouwers: 9.000 Scheidsrechter: Martens Video-assistent: Mulder |
|                            |            |         |                 | |

|                            |                                                                 |         |                  | |
| 15 augustus 2021 14:30 uur | FC Utrecht                                                      | 4 – 0   | Sparta Rotterdam | Stadion: Stadion Galgenwaard, Utrecht Toeschouwers: 16.000 Scheidsrechter: Van den Kerkhof Video-assistent: Van Boekel |
| 15 augustus 2021 14:30 uur | Maher 2' Van der Maarel 65' Douvikas 75' Gustafson 90+3' (pen.) | Verslag |                  | Stadion: Stadion Galgenwaard, Utrecht Toeschouwers: 16.000 Scheidsrechter: Van den Kerkhof Video-assistent: Van Boekel |
| 15 augustus 2021 14:30 uur |                                                                 |         |                  | Stadion: Stadion Galgenwaard, Utrecht Toeschouwers: 16.000 Scheidsrechter: Van den Kerkhof Video-assistent: Van Boekel |
| 15 augustus 2021 14:30 uur |                                                                 |         |                  | Stadion: Stadion Galgenwaard, Utrecht Toeschouwers: 16.000 Scheidsrechter: Van den Kerkhof Video-assistent: Van Boekel |
|                            |                                                                 |         |                  | |

|                            |               |         |                                                 | |
| 15 augustus 2021 16:45 uur | Willem II     | 0 – 4   | Feyenoord                                       | Stadion: Koning Willem II Stadion, Tilburg Toeschouwers: 9.700 Scheidsrechter: Gözübüyük Video-assistent: Van de Graaf |
| 15 augustus 2021 16:45 uur | Bergström 59' | Verslag | 17' Linssen 25' Sinisterra 48' Til 90+2' Bannis | Stadion: Koning Willem II Stadion, Tilburg Toeschouwers: 9.700 Scheidsrechter: Gözübüyük Video-assistent: Van de Graaf |
| 15 augustus 2021 16:45 uur |               |         |                                                 | Stadion: Koning Willem II Stadion, Tilburg Toeschouwers: 9.700 Scheidsrechter: Gözübüyük Video-assistent: Van de Graaf |
| 15 augustus 2021 16:45 uur |               |         |                                                 | Stadion: Koning Willem II Stadion, Tilburg Toeschouwers: 9.700 Scheidsrechter: Gözübüyük Video-assistent: Van de Graaf |
|                            |               |         |                                                 | |

## Speelronde 2
|                            |                    |         |             | |
| 20 augustus 2021 20:00 uur | N.E.C.             | 2 – 0   | PEC Zwolle  | Stadion: Goffertstadion, Nijmegen Toeschouwers: 8.500 Scheidsrechter: Van der Eijk Video-assistent: Cantineau |
| 20 augustus 2021 20:00 uur | Akman 4' Okita 42' | Verslag | 88' Kersten | Stadion: Goffertstadion, Nijmegen Toeschouwers: 8.500 Scheidsrechter: Van der Eijk Video-assistent: Cantineau |
| 20 augustus 2021 20:00 uur |                    |         |             | Stadion: Goffertstadion, Nijmegen Toeschouwers: 8.500 Scheidsrechter: Van der Eijk Video-assistent: Cantineau |
| 20 augustus 2021 20:00 uur |                    |         |             | Stadion: Goffertstadion, Nijmegen Toeschouwers: 8.500 Scheidsrechter: Van der Eijk Video-assistent: Cantineau |
|                            |                    |         |             | |

|                            |                                          |         |                               | |
| 21 augustus 2021 18:45 uur | sc Heerenveen                            | 3 – 2   | RKC Waalwijk                  | Stadion: Abe Lenstra Stadion, Heerenveen Toeschouwers: 13.600 Scheidsrechter: Nagtegaal Video-assistent: Bos |
| 21 augustus 2021 18:45 uur | H. Veerman 14' (pen.), 44' Halilović 31' | Verslag | 68' Odgaard 89' Van der Venne | Stadion: Abe Lenstra Stadion, Heerenveen Toeschouwers: 13.600 Scheidsrechter: Nagtegaal Video-assistent: Bos |
| 21 augustus 2021 18:45 uur |                                          |         |                               | Stadion: Abe Lenstra Stadion, Heerenveen Toeschouwers: 13.600 Scheidsrechter: Nagtegaal Video-assistent: Bos |
| 21 augustus 2021 18:45 uur |                                          |         |                               | Stadion: Abe Lenstra Stadion, Heerenveen Toeschouwers: 13.600 Scheidsrechter: Nagtegaal Video-assistent: Bos |
|                            |                                          |         |                               | |

|                            |                                                   |         |             | |
| 21 augustus 2021 20:00 uur | PSV                                               | 4 – 1   | SC Cambuur  | Stadion: Philips Stadion, Eindhoven Toeschouwers: 23.500 Scheidsrechter: Van den Kerkhof Video-assistent: Van der Laan |
| 21 augustus 2021 20:00 uur | Pröpper 18' Zahavi 21' Madueke 48' Boscagli 90+4' | Verslag | 66' Bangura | Stadion: Philips Stadion, Eindhoven Toeschouwers: 23.500 Scheidsrechter: Van den Kerkhof Video-assistent: Van der Laan |
| 21 augustus 2021 20:00 uur |                                                   |         |             | Stadion: Philips Stadion, Eindhoven Toeschouwers: 23.500 Scheidsrechter: Van den Kerkhof Video-assistent: Van der Laan |
| 21 augustus 2021 20:00 uur |                                                   |         |             | Stadion: Philips Stadion, Eindhoven Toeschouwers: 23.500 Scheidsrechter: Van den Kerkhof Video-assistent: Van der Laan |
|                            |                                                   |         |             | |

|                            |                  |         |                 | |
| 21 augustus 2021 20:00 uur | Sparta Rotterdam | 1 – 1   | Heracles Almelo | Stadion: Het Kasteel, Rotterdam Toeschouwers: 6.725 Scheidsrechter: Nijhuis Video-assistent: Gözübüyük |
| 21 augustus 2021 20:00 uur | Vriends 40'      | Verslag | 77' Burgzorg    | Stadion: Het Kasteel, Rotterdam Toeschouwers: 6.725 Scheidsrechter: Nijhuis Video-assistent: Gözübüyük |
| 21 augustus 2021 20:00 uur |                  |         |                 | Stadion: Het Kasteel, Rotterdam Toeschouwers: 6.725 Scheidsrechter: Nijhuis Video-assistent: Gözübüyük |
| 21 augustus 2021 20:00 uur |                  |         |                 | Stadion: Het Kasteel, Rotterdam Toeschouwers: 6.725 Scheidsrechter: Nijhuis Video-assistent: Gözübüyük |
|                            |                  |         |                 | |

|                            |              |       |            | |
| 21 augustus 2021 21:00 uur | FC Groningen | 0 – 0 | FC Utrecht | Stadion: Euroborg, Groningen Toeschouwers: 14.800 Scheidsrechter: Makkelie Video-assistent: Ruperti |
| 21 augustus 2021 21:00 uur | Verslag      |       |            | Stadion: Euroborg, Groningen Toeschouwers: 14.800 Scheidsrechter: Makkelie Video-assistent: Ruperti |
| 21 augustus 2021 21:00 uur |              |       |            | Stadion: Euroborg, Groningen Toeschouwers: 14.800 Scheidsrechter: Makkelie Video-assistent: Ruperti |
| 21 augustus 2021 21:00 uur |              |       |            | Stadion: Euroborg, Groningen Toeschouwers: 14.800 Scheidsrechter: Makkelie Video-assistent: Ruperti |
|                            |              |       |            | |

|                            |             |         |            | |
| 22 augustus 2021 12:15 uur | FC Twente   | 1 – 1   | Ajax       | Stadion: De Grolsch Veste, Enschede Toeschouwers: 20.000 Scheidsrechter: Higler Video-assistent: Kamphuis |
| 22 augustus 2021 12:15 uur | Pröpper 87' | Verslag | 52' Haller | Stadion: De Grolsch Veste, Enschede Toeschouwers: 20.000 Scheidsrechter: Higler Video-assistent: Kamphuis |
| 22 augustus 2021 12:15 uur |             |         |            | Stadion: De Grolsch Veste, Enschede Toeschouwers: 20.000 Scheidsrechter: Higler Video-assistent: Kamphuis |
| 22 augustus 2021 12:15 uur |             |         |            | Stadion: De Grolsch Veste, Enschede Toeschouwers: 20.000 Scheidsrechter: Higler Video-assistent: Kamphuis |
|                            |             |         |            | |

|                            |                  |         |                 | |
| 22 augustus 2021 14:30 uur | Feyenoord        | 2 – 0   | Go Ahead Eagles | Stadion: Stadion Feijenoord, Rotterdam Toeschouwers: 34.384 Scheidsrechter: Dieperink Video-assistent: Makkelie |
| 22 augustus 2021 14:30 uur | Linssen 60', 87' | Verslag |                 | Stadion: Stadion Feijenoord, Rotterdam Toeschouwers: 34.384 Scheidsrechter: Dieperink Video-assistent: Makkelie |
| 22 augustus 2021 14:30 uur |                  |         |                 | Stadion: Stadion Feijenoord, Rotterdam Toeschouwers: 34.384 Scheidsrechter: Dieperink Video-assistent: Makkelie |
| 22 augustus 2021 14:30 uur |                  |         |                 | Stadion: Stadion Feijenoord, Rotterdam Toeschouwers: 34.384 Scheidsrechter: Dieperink Video-assistent: Makkelie |
|                            |                  |         |                 | |

|                            |         |         |                                       |                                                                                                   |
| 22 augustus 2021 16:45 uur | Vitesse | 0 – 3   | Willem II                             | Stadion: GelreDome, Arnhem Toeschouwers: 10.157 Scheidsrechter: Lindhout Video-assistent: Martens |
| 22 augustus 2021 16:45 uur |         | Verslag | 18' Wriedt 36' Nunnely 82' Spieringhs | Stadion: GelreDome, Arnhem Toeschouwers: 10.157 Scheidsrechter: Lindhout Video-assistent: Martens |
| 22 augustus 2021 16:45 uur |         |         |                                       | Stadion: GelreDome, Arnhem Toeschouwers: 10.157 Scheidsrechter: Lindhout Video-assistent: Martens |
| 22 augustus 2021 16:45 uur |         |         |                                       | Stadion: GelreDome, Arnhem Toeschouwers: 10.157 Scheidsrechter: Lindhout Video-assistent: Martens |
|                            |         |         |                                       |                                                                                                   |

|                            |    |            |                 |                                |
| 22 augustus 2021 16:45 uur | AZ | Uitgesteld | Fortuna Sittard | Stadion: AFAS Stadion, Alkmaar |
| 22 augustus 2021 16:45 uur |    |            |                 | Stadion: AFAS Stadion, Alkmaar |
| 22 augustus 2021 16:45 uur |    |            |                 | Stadion: AFAS Stadion, Alkmaar |
| 22 augustus 2021 16:45 uur |    |            |                 | Stadion: AFAS Stadion, Alkmaar |
|                            |    |            |                 |                                |

## Speelronde 3
|                            |                            |         |                 | |
| 27 augustus 2021 20:00 uur | Fortuna Sittard            | 2 – 2   | RKC Waalwijk    | Stadion: Fortuna Sittard Stadion, Sittard Toeschouwers: 6.470 Scheidsrechter: Manschot Video-assistent: Blank |
| 27 augustus 2021 20:00 uur | Baghdadi 23' Seuntjens 68' | Verslag | 38', 55' Kramer | Stadion: Fortuna Sittard Stadion, Sittard Toeschouwers: 6.470 Scheidsrechter: Manschot Video-assistent: Blank |
| 27 augustus 2021 20:00 uur |                            |         |                 | Stadion: Fortuna Sittard Stadion, Sittard Toeschouwers: 6.470 Scheidsrechter: Manschot Video-assistent: Blank |
| 27 augustus 2021 20:00 uur |                            |         |                 | Stadion: Fortuna Sittard Stadion, Sittard Toeschouwers: 6.470 Scheidsrechter: Manschot Video-assistent: Blank |
|                            |                            |         |                 | |

|                            |                   |         |               | |
| 28 augustus 2021 18:45 uur | SC Cambuur        | 2 – 0   | FC Twente     | Stadion: Cambuurstadion, Leeuwarden Toeschouwers: 6.672 Scheidsrechter: Blom Video-assistent: Nagtegaal |
| 28 augustus 2021 18:45 uur | Jacobs 66', 90+1' | Verslag | 50', 55' Ilić | Stadion: Cambuurstadion, Leeuwarden Toeschouwers: 6.672 Scheidsrechter: Blom Video-assistent: Nagtegaal |
| 28 augustus 2021 18:45 uur |                   |         |               | Stadion: Cambuurstadion, Leeuwarden Toeschouwers: 6.672 Scheidsrechter: Blom Video-assistent: Nagtegaal |
| 28 augustus 2021 18:45 uur |                   |         |               | Stadion: Cambuurstadion, Leeuwarden Toeschouwers: 6.672 Scheidsrechter: Blom Video-assistent: Nagtegaal |
|                            |                   |         |               | |

|                            |                            |         |                  | |
| 28 augustus 2021 20:00 uur | Go Ahead Eagles            | 2 – 0   | Sparta Rotterdam | Stadion: De Adelaarshorst, Deventer Toeschouwers: 6.650 Scheidsrechter: Van der Laan Video-assistent: Van den Kerkhof |
| 28 augustus 2021 20:00 uur | Bakker 6' (pen.) Botos 60' | Verslag | 53' Pinto        | Stadion: De Adelaarshorst, Deventer Toeschouwers: 6.650 Scheidsrechter: Van der Laan Video-assistent: Van den Kerkhof |
| 28 augustus 2021 20:00 uur |                            |         |                  | Stadion: De Adelaarshorst, Deventer Toeschouwers: 6.650 Scheidsrechter: Van der Laan Video-assistent: Van den Kerkhof |
| 28 augustus 2021 20:00 uur |                            |         |                  | Stadion: De Adelaarshorst, Deventer Toeschouwers: 6.650 Scheidsrechter: Van der Laan Video-assistent: Van den Kerkhof |
|                            |                            |         |                  | |

|                            |                                                                      |         |                 | |
| 28 augustus 2021 20:00 uur | PSV                                                                  | 5 – 2   | FC Groningen    | Stadion: Philips Stadion, Eindhoven Toeschouwers: 23.447 Scheidsrechter: Gözübüyük Video-assistent: Kooij |
| 28 augustus 2021 20:00 uur | Gakpo 7' El Hankouri 27' (e.d.) Ramalho 45+7' Zahavi 55' Bruma 90+7' | Verslag | 15', 18' Ngonge | Stadion: Philips Stadion, Eindhoven Toeschouwers: 23.447 Scheidsrechter: Gözübüyük Video-assistent: Kooij |
| 28 augustus 2021 20:00 uur |                                                                      |         |                 | Stadion: Philips Stadion, Eindhoven Toeschouwers: 23.447 Scheidsrechter: Gözübüyük Video-assistent: Kooij |
| 28 augustus 2021 20:00 uur |                                                                      |         |                 | Stadion: Philips Stadion, Eindhoven Toeschouwers: 23.447 Scheidsrechter: Gözübüyük Video-assistent: Kooij |
|                            |                                                                      |         |                 | |

|                            |            |         |            | |
| 28 augustus 2021 21:00 uur | Willem II  | 1 – 0   | PEC Zwolle | Stadion: Koning Willem II Stadion, Tilburg Toeschouwers: 9.352 Scheidsrechter: Oostrom Video-assistent: Van der Eijk |
| 28 augustus 2021 21:00 uur | Sağlam 53' | Verslag |            | Stadion: Koning Willem II Stadion, Tilburg Toeschouwers: 9.352 Scheidsrechter: Oostrom Video-assistent: Van der Eijk |
| 28 augustus 2021 21:00 uur |            |         |            | Stadion: Koning Willem II Stadion, Tilburg Toeschouwers: 9.352 Scheidsrechter: Oostrom Video-assistent: Van der Eijk |
| 28 augustus 2021 21:00 uur |            |         |            | Stadion: Koning Willem II Stadion, Tilburg Toeschouwers: 9.352 Scheidsrechter: Oostrom Video-assistent: Van der Eijk |
|                            |            |         |            | |

|                            |                                              |         |                | |
| 29 augustus 2021 12:15 uur | FC Utrecht                                   | 3 – 1   | Feyenoord      | Stadion: Stadion Galgenwaard, Utrecht Toeschouwers: 16.000 Scheidsrechter: Higler Video-assistent: Lindhout |
| 29 augustus 2021 12:15 uur | Janssen 45+3' Sylla 48' Gustafson 51' (pen.) | Verslag | 45' Sinisterra | Stadion: Stadion Galgenwaard, Utrecht Toeschouwers: 16.000 Scheidsrechter: Higler Video-assistent: Lindhout |
| 29 augustus 2021 12:15 uur |                                              |         |                | Stadion: Stadion Galgenwaard, Utrecht Toeschouwers: 16.000 Scheidsrechter: Higler Video-assistent: Lindhout |
| 29 augustus 2021 12:15 uur |                                              |         |                | Stadion: Stadion Galgenwaard, Utrecht Toeschouwers: 16.000 Scheidsrechter: Higler Video-assistent: Lindhout |
|                            |                                              |         |                | |

|                            |                                                                     |         |         | |
| 29 augustus 2021 14:30 uur | Ajax                                                                | 5 – 0   | Vitesse | Stadion: Johan Cruijff ArenA, Amsterdam Toeschouwers: 36.816 Scheidsrechter: Makkelie Video-assistent: Manschot |
| 29 augustus 2021 14:30 uur | Antony 5' Álvarez 31' Gravenberch 43' Hájek 60' (e.d.) Klaassen 67' | Verslag |         | Stadion: Johan Cruijff ArenA, Amsterdam Toeschouwers: 36.816 Scheidsrechter: Makkelie Video-assistent: Manschot |
| 29 augustus 2021 14:30 uur |                                                                     |         |         | Stadion: Johan Cruijff ArenA, Amsterdam Toeschouwers: 36.816 Scheidsrechter: Makkelie Video-assistent: Manschot |
| 29 augustus 2021 14:30 uur |                                                                     |         |         | Stadion: Johan Cruijff ArenA, Amsterdam Toeschouwers: 36.816 Scheidsrechter: Makkelie Video-assistent: Manschot |
|                            |                                                                     |         |         | |

|                            |                 |         |           |                                                                                                   |
| 29 augustus 2021 14:30 uur | Heracles Almelo | 0 – 1   | N.E.C.    | Stadion: Erve Asito, Almelo Toeschouwers: 8.053 Scheidsrechter: Kamphuis Video-assistent: Ruperti |
| 29 augustus 2021 14:30 uur | Bakış 27', 41'  | Verslag | 50' Akman | Stadion: Erve Asito, Almelo Toeschouwers: 8.053 Scheidsrechter: Kamphuis Video-assistent: Ruperti |
| 29 augustus 2021 14:30 uur |                 |         |           | Stadion: Erve Asito, Almelo Toeschouwers: 8.053 Scheidsrechter: Kamphuis Video-assistent: Ruperti |
| 29 augustus 2021 14:30 uur |                 |         |           | Stadion: Erve Asito, Almelo Toeschouwers: 8.053 Scheidsrechter: Kamphuis Video-assistent: Ruperti |
|                            |                 |         |           |                                                                                                   |

|                            |                |         |                                   | |
| 29 augustus 2021 16:45 uur | sc Heerenveen  | 1 – 3   | AZ                                | Stadion: Abe Lenstra Stadion, Heerenveen Toeschouwers: 16.000 Scheidsrechter: Nijhuis Video-assistent: Mulder |
| 29 augustus 2021 16:45 uur | H. Veerman 11' | Verslag | 14' Pavlidis 50' Witry 88' De Wit | Stadion: Abe Lenstra Stadion, Heerenveen Toeschouwers: 16.000 Scheidsrechter: Nijhuis Video-assistent: Mulder |
| 29 augustus 2021 16:45 uur |                |         |                                   | Stadion: Abe Lenstra Stadion, Heerenveen Toeschouwers: 16.000 Scheidsrechter: Nijhuis Video-assistent: Mulder |
| 29 augustus 2021 16:45 uur |                |         |                                   | Stadion: Abe Lenstra Stadion, Heerenveen Toeschouwers: 16.000 Scheidsrechter: Nijhuis Video-assistent: Mulder |
|                            |                |         |                                   | |

## Speelronde 4
|                             |               |         |            | |
| 11 september 2021 16:30 uur | FC Twente     | 1 – 0   | FC Utrecht | Stadion: De Grolsch Veste, Enschede Toeschouwers: 20.000 Scheidsrechter: Gözübüyük Video-assistent: Gerrets |
| 11 september 2021 16:30 uur | Pröpper 90+1' | Verslag |            | Stadion: De Grolsch Veste, Enschede Toeschouwers: 20.000 Scheidsrechter: Gözübüyük Video-assistent: Gerrets |
| 11 september 2021 16:30 uur |               |         |            | Stadion: De Grolsch Veste, Enschede Toeschouwers: 20.000 Scheidsrechter: Gözübüyük Video-assistent: Gerrets |
| 11 september 2021 16:30 uur |               |         |            | Stadion: De Grolsch Veste, Enschede Toeschouwers: 20.000 Scheidsrechter: Gözübüyük Video-assistent: Gerrets |
|                             |               |         |            | |

|                             |                                            |         |                          | |
| 11 september 2021 18:45 uur | SC Cambuur                                 | 5 – 2   | Go Ahead Eagles          | Stadion: Cambuurstadion, Leeuwarden Toeschouwers: 6.682 Scheidsrechter: Makkelie Video-assistent: Van de Graaf |
| 11 september 2021 18:45 uur | Boere 45', 50' Tol 53' Jacobs 56' Kiss 75' | Verslag | 36' Brouwers 79' Córdoba | Stadion: Cambuurstadion, Leeuwarden Toeschouwers: 6.682 Scheidsrechter: Makkelie Video-assistent: Van de Graaf |
| 11 september 2021 18:45 uur |                                            |         |                          | Stadion: Cambuurstadion, Leeuwarden Toeschouwers: 6.682 Scheidsrechter: Makkelie Video-assistent: Van de Graaf |
| 11 september 2021 18:45 uur |                                            |         |                          | Stadion: Cambuurstadion, Leeuwarden Toeschouwers: 6.682 Scheidsrechter: Makkelie Video-assistent: Van de Graaf |
|                             |                                            |         |                          | |

|                             |            |         |                 | |
| 11 september 2021 18:45 uur | PEC Zwolle | 0 – 2   | Ajax            | Stadion: MAC³PARK stadion, Zwolle Toeschouwers: 9.000 Scheidsrechter: Manschot Video-assistent: Nijhuis |
| 11 september 2021 18:45 uur |            | Verslag | 29', 67' Haller | Stadion: MAC³PARK stadion, Zwolle Toeschouwers: 9.000 Scheidsrechter: Manschot Video-assistent: Nijhuis |
| 11 september 2021 18:45 uur |            |         |                 | Stadion: MAC³PARK stadion, Zwolle Toeschouwers: 9.000 Scheidsrechter: Manschot Video-assistent: Nijhuis |
| 11 september 2021 18:45 uur |            |         |                 | Stadion: MAC³PARK stadion, Zwolle Toeschouwers: 9.000 Scheidsrechter: Manschot Video-assistent: Nijhuis |
|                             |            |         |                 | |

|                             |    |         |                                     | |
| 11 september 2021 21:00 uur | AZ | 0 – 3   | PSV                                 | Stadion: AFAS Stadion, Alkmaar Toeschouwers: 13.000 Scheidsrechter: Lindhout Video-assistent: Blom |
| 11 september 2021 21:00 uur |    | Verslag | 14' Boscagli 69' Vertessen 83' Doan | Stadion: AFAS Stadion, Alkmaar Toeschouwers: 13.000 Scheidsrechter: Lindhout Video-assistent: Blom |
| 11 september 2021 21:00 uur |    |         |                                     | Stadion: AFAS Stadion, Alkmaar Toeschouwers: 13.000 Scheidsrechter: Lindhout Video-assistent: Blom |
| 11 september 2021 21:00 uur |    |         |                                     | Stadion: AFAS Stadion, Alkmaar Toeschouwers: 13.000 Scheidsrechter: Lindhout Video-assistent: Blom |
|                             |    |         |                                     | |

|                             |        |         |              | |
| 12 september 2021 12:15 uur | N.E.C. | 0 – 0   | Willem II    | Stadion: Goffertstadion, Nijmegen Toeschouwers: 8.333 Scheidsrechter: Van Boekel Video-assistent: Oostrom |
| 12 september 2021 12:15 uur |        | Verslag | 15' Brondeel | Stadion: Goffertstadion, Nijmegen Toeschouwers: 8.333 Scheidsrechter: Van Boekel Video-assistent: Oostrom |
| 12 september 2021 12:15 uur |        |         |              | Stadion: Goffertstadion, Nijmegen Toeschouwers: 8.333 Scheidsrechter: Van Boekel Video-assistent: Oostrom |
| 12 september 2021 12:15 uur |        |         |              | Stadion: Goffertstadion, Nijmegen Toeschouwers: 8.333 Scheidsrechter: Van Boekel Video-assistent: Oostrom |
|                             |        |         |              | |

|                             |           |            |                 |                                        |
| 12 september 2021 14:30 uur | Feyenoord | Uitgesteld | Heracles Almelo | Stadion: Stadion Feijenoord, Rotterdam |
| 12 september 2021 14:30 uur |           |            |                 | Stadion: Stadion Feijenoord, Rotterdam |
| 12 september 2021 14:30 uur |           |            |                 | Stadion: Stadion Feijenoord, Rotterdam |
| 12 september 2021 14:30 uur |           |            |                 | Stadion: Stadion Feijenoord, Rotterdam |
|                             |           |            |                 |                                        |

|                             |                               |         |               | |
| 12 september 2021 14:30 uur | FC Groningen                  | 1 – 1   | sc Heerenveen | Stadion: Euroborg, Groningen Toeschouwers: 15.000 Scheidsrechter: Dieperink Video-assistent: Higler |
| 12 september 2021 14:30 uur | Ngonge 68' Te Wierik 70', 84' | Verslag | 19' Halilović | Stadion: Euroborg, Groningen Toeschouwers: 15.000 Scheidsrechter: Dieperink Video-assistent: Higler |
| 12 september 2021 14:30 uur |                               |         |               | Stadion: Euroborg, Groningen Toeschouwers: 15.000 Scheidsrechter: Dieperink Video-assistent: Higler |
| 12 september 2021 14:30 uur |                               |         |               | Stadion: Euroborg, Groningen Toeschouwers: 15.000 Scheidsrechter: Dieperink Video-assistent: Higler |
|                             |                               |         |               | |

|                             |                               |         |                 | |
| 12 september 2021 14:30 uur | Sparta Rotterdam              | 3 – 1   | Fortuna Sittard | Stadion: Het Kasteel, Rotterdam Toeschouwers: 6.623 Scheidsrechter: Blank Video-assistent: Hensgens |
| 12 september 2021 14:30 uur | Smeets 21' Thy 29' Emegha 73' | Verslag | 49' Seuntjens   | Stadion: Het Kasteel, Rotterdam Toeschouwers: 6.623 Scheidsrechter: Blank Video-assistent: Hensgens |
| 12 september 2021 14:30 uur |                               |         |                 | Stadion: Het Kasteel, Rotterdam Toeschouwers: 6.623 Scheidsrechter: Blank Video-assistent: Hensgens |
| 12 september 2021 14:30 uur |                               |         |                 | Stadion: Het Kasteel, Rotterdam Toeschouwers: 6.623 Scheidsrechter: Blank Video-assistent: Hensgens |
|                             |                               |         |                 | |

|                             |              |         |                     | |
| 12 september 2021 16:45 uur | RKC Waalwijk | 1 – 2   | Vitesse             | Stadion: Mandemakers Stadion, Waalwijk Toeschouwers: 4.989 Scheidsrechter: Kamphuis Video-assistent: Van der Eijk |
| 12 september 2021 16:45 uur | Bakari 27'   | Verslag | 8' Doekhi 54' Gboho | Stadion: Mandemakers Stadion, Waalwijk Toeschouwers: 4.989 Scheidsrechter: Kamphuis Video-assistent: Van der Eijk |
| 12 september 2021 16:45 uur |              |         |                     | Stadion: Mandemakers Stadion, Waalwijk Toeschouwers: 4.989 Scheidsrechter: Kamphuis Video-assistent: Van der Eijk |
| 12 september 2021 16:45 uur |              |         |                     | Stadion: Mandemakers Stadion, Waalwijk Toeschouwers: 4.989 Scheidsrechter: Kamphuis Video-assistent: Van der Eijk |
|                             |              |         |                     | |

## Speelronde 5
|                             |                  |         |           | |
| 17 september 2021 20:00 uur | Sparta Rotterdam | 1 – 1   | N.E.C.    | Stadion: Het Kasteel, Rotterdam Toeschouwers: 7.041 Scheidsrechter: Van de Graaf Video-assistent: Martens |
| 17 september 2021 20:00 uur | Mijnans 44'      | Verslag | 28' Okita | Stadion: Het Kasteel, Rotterdam Toeschouwers: 7.041 Scheidsrechter: Van de Graaf Video-assistent: Martens |
| 17 september 2021 20:00 uur |                  |         |           | Stadion: Het Kasteel, Rotterdam Toeschouwers: 7.041 Scheidsrechter: Van de Graaf Video-assistent: Martens |
| 17 september 2021 20:00 uur |                  |         |           | Stadion: Het Kasteel, Rotterdam Toeschouwers: 7.041 Scheidsrechter: Van de Graaf Video-assistent: Martens |
|                             |                  |         |           | |

|                             |               |         |                 | |
| 18 september 2021 16:30 uur | sc Heerenveen | 1 – 0   | Fortuna Sittard | Stadion: Abe Lenstra Stadion, Heerenveen Toeschouwers: 16.400 Scheidsrechter: Gerrets Video-assistent: Van der Laan |
| 18 september 2021 16:30 uur | H. Veerman 5' | Verslag |                 | Stadion: Abe Lenstra Stadion, Heerenveen Toeschouwers: 16.400 Scheidsrechter: Gerrets Video-assistent: Van der Laan |
| 18 september 2021 16:30 uur |               |         |                 | Stadion: Abe Lenstra Stadion, Heerenveen Toeschouwers: 16.400 Scheidsrechter: Gerrets Video-assistent: Van der Laan |
| 18 september 2021 16:30 uur |               |         |                 | Stadion: Abe Lenstra Stadion, Heerenveen Toeschouwers: 16.400 Scheidsrechter: Gerrets Video-assistent: Van der Laan |
|                             |               |         |                 | |

|                             |                       |         |              | |
| 18 september 2021 18:45 uur | Willem II             | 2 – 1   | FC Groningen | Stadion: Koning Willem II Stadion, Tilburg Toeschouwers: 9.463 Scheidsrechter: Manschot Video-assistent: Nijhuis |
| 18 september 2021 18:45 uur | Wriedt 5' Saddiki 24' | Verslag | 61' Suslov   | Stadion: Koning Willem II Stadion, Tilburg Toeschouwers: 9.463 Scheidsrechter: Manschot Video-assistent: Nijhuis |
| 18 september 2021 18:45 uur |                       |         |              | Stadion: Koning Willem II Stadion, Tilburg Toeschouwers: 9.463 Scheidsrechter: Manschot Video-assistent: Nijhuis |
| 18 september 2021 18:45 uur |                       |         |              | Stadion: Koning Willem II Stadion, Tilburg Toeschouwers: 9.463 Scheidsrechter: Manschot Video-assistent: Nijhuis |
|                             |                       |         |              | |

|                             |                                                                                                |         |            | |
| 18 september 2021 20:00 uur | Ajax                                                                                           | 9 – 0   | SC Cambuur | Stadion: Johan Cruijff ArenA, Amsterdam Toeschouwers: 36.711 Scheidsrechter: Van der Eijk Video-assistent: Pérez |
| 18 september 2021 20:00 uur | Timber 16' Berghuis 19' Mazraoui 29' Neres 38', 84' Tadić 60' Daramy 64' Haller 67' Danilo 77' | Verslag |            | Stadion: Johan Cruijff ArenA, Amsterdam Toeschouwers: 36.711 Scheidsrechter: Van der Eijk Video-assistent: Pérez |
| 18 september 2021 20:00 uur |                                                                                                |         |            | Stadion: Johan Cruijff ArenA, Amsterdam Toeschouwers: 36.711 Scheidsrechter: Van der Eijk Video-assistent: Pérez |
| 18 september 2021 20:00 uur |                                                                                                |         |            | Stadion: Johan Cruijff ArenA, Amsterdam Toeschouwers: 36.711 Scheidsrechter: Van der Eijk Video-assistent: Pérez |
|                             |                                                                                                |         |            | |

|                             |                                  |         |                         | |
| 18 september 2021 21:00 uur | FC Utrecht                       | 2 – 2   | RKC Waalwijk            | Stadion: Stadion Galgenwaard, Utrecht Toeschouwers: 16.000 Scheidsrechter: Martens Video-assistent: Gansner |
| 18 september 2021 21:00 uur | Gustafson 4' Douvikas 52' (pen.) | Verslag | 20' Odgaard 45' Büttner | Stadion: Stadion Galgenwaard, Utrecht Toeschouwers: 16.000 Scheidsrechter: Martens Video-assistent: Gansner |
| 18 september 2021 21:00 uur |                                  |         |                         | Stadion: Stadion Galgenwaard, Utrecht Toeschouwers: 16.000 Scheidsrechter: Martens Video-assistent: Gansner |
| 18 september 2021 21:00 uur |                                  |         |                         | Stadion: Stadion Galgenwaard, Utrecht Toeschouwers: 16.000 Scheidsrechter: Martens Video-assistent: Gansner |
|                             |                                  |         |                         | |

|                             |                 |         |            | |
| 19 september 2021 12:15 uur | Go Ahead Eagles | 1 – 0   | PEC Zwolle | Stadion: De Adelaarshorst, Deventer Toeschouwers: 6.600 Scheidsrechter: Blom Video-assistent: Kamphuis |
| 19 september 2021 12:15 uur | Botos 77'       | Verslag |            | Stadion: De Adelaarshorst, Deventer Toeschouwers: 6.600 Scheidsrechter: Blom Video-assistent: Kamphuis |
| 19 september 2021 12:15 uur |                 |         |            | Stadion: De Adelaarshorst, Deventer Toeschouwers: 6.600 Scheidsrechter: Blom Video-assistent: Kamphuis |
| 19 september 2021 12:15 uur |                 |         |            | Stadion: De Adelaarshorst, Deventer Toeschouwers: 6.600 Scheidsrechter: Blom Video-assistent: Kamphuis |
|                             |                 |         |            | |

|                             |     |         |                                                | |
| 19 september 2021 14:30 uur | PSV | 0 – 4   | Feyenoord                                      | Stadion: Philips Stadion, Eindhoven Toeschouwers: 24.356 Scheidsrechter: Makkelie Video-assistent: Manschot |
| 19 september 2021 14:30 uur |     | Verslag | 45+1', 85' Toornstra 71' Linssen 90+2' Dessers | Stadion: Philips Stadion, Eindhoven Toeschouwers: 24.356 Scheidsrechter: Makkelie Video-assistent: Manschot |
| 19 september 2021 14:30 uur |     |         |                                                | Stadion: Philips Stadion, Eindhoven Toeschouwers: 24.356 Scheidsrechter: Makkelie Video-assistent: Manschot |
| 19 september 2021 14:30 uur |     |         |                                                | Stadion: Philips Stadion, Eindhoven Toeschouwers: 24.356 Scheidsrechter: Makkelie Video-assistent: Manschot |
|                             |     |         |                                                | |

|                             |                                         |         |                                          |                                                                                                   |
| 19 september 2021 16:45 uur | Heracles Almelo                         | 3 – 2   | AZ                                       | Stadion: Erve Asito, Almelo Toeschouwers: 8.053 Scheidsrechter: Gözübüyük Video-assistent: Mulder |
| 19 september 2021 16:45 uur | Sierhuis 45+1' Burgzorg 72' Vloet 90+4' | Verslag | 19' Guðmundsson 44' Clasie 89' Reijnders | Stadion: Erve Asito, Almelo Toeschouwers: 8.053 Scheidsrechter: Gözübüyük Video-assistent: Mulder |
| 19 september 2021 16:45 uur |                                         |         |                                          | Stadion: Erve Asito, Almelo Toeschouwers: 8.053 Scheidsrechter: Gözübüyük Video-assistent: Mulder |
| 19 september 2021 16:45 uur |                                         |         |                                          | Stadion: Erve Asito, Almelo Toeschouwers: 8.053 Scheidsrechter: Gözübüyük Video-assistent: Mulder |
|                             |                                         |         |                                          |                                                                                                   |

|                             |                              |         |                                                       | |
| 19 september 2021 16:45 uur | Vitesse                      | 1 – 4   | FC Twente                                             | Stadion: GelreDome, Arnhem Toeschouwers: 13.808 Scheidsrechter: Van Boekel Video-assistent: Dieperink |
| 19 september 2021 16:45 uur | Darfalou 62' Doekhi 42', 85' | Verslag | 3', 56' Pröpper 45+1' (pen.) Van Wolfswinkel 60' Vlap | Stadion: GelreDome, Arnhem Toeschouwers: 13.808 Scheidsrechter: Van Boekel Video-assistent: Dieperink |
| 19 september 2021 16:45 uur |                              |         |                                                       | Stadion: GelreDome, Arnhem Toeschouwers: 13.808 Scheidsrechter: Van Boekel Video-assistent: Dieperink |
| 19 september 2021 16:45 uur |                              |         |                                                       | Stadion: GelreDome, Arnhem Toeschouwers: 13.808 Scheidsrechter: Van Boekel Video-assistent: Dieperink |
|                             |                              |         |                                                       | |

## Speelronde 6
|                             |                 |         |                                                              | |
| 21 september 2021 18:45 uur | Fortuna Sittard | 0 – 5   | Ajax                                                         | Stadion: Fortuna Sittard Stadion, Sittard Toeschouwers: 8.333 Scheidsrechter: Kamphuis Video-assistent: Ruperti |
| 21 september 2021 18:45 uur |                 | Verslag | 11' Berghuis 27' Mazraoui 38' Tadić 72' Kudus 77' Tagliafico | Stadion: Fortuna Sittard Stadion, Sittard Toeschouwers: 8.333 Scheidsrechter: Kamphuis Video-assistent: Ruperti |
| 21 september 2021 18:45 uur |                 |         |                                                              | Stadion: Fortuna Sittard Stadion, Sittard Toeschouwers: 8.333 Scheidsrechter: Kamphuis Video-assistent: Ruperti |
| 21 september 2021 18:45 uur |                 |         |                                                              | Stadion: Fortuna Sittard Stadion, Sittard Toeschouwers: 8.333 Scheidsrechter: Kamphuis Video-assistent: Ruperti |
|                             |                 |         |                                                              | |

|                             |                   |         |                        | |
| 21 september 2021 21:00 uur | RKC Waalwijk      | 1 – 2   | Willem II              | Stadion: Mandemakers Stadion, Waalwijk Toeschouwers: 5.975 Scheidsrechter: Higler Video-assistent: Dröge |
| 21 september 2021 21:00 uur | Meulensteen 90+4' | Verslag | 52' Wriedt 60' Köhlert | Stadion: Mandemakers Stadion, Waalwijk Toeschouwers: 5.975 Scheidsrechter: Higler Video-assistent: Dröge |
| 21 september 2021 21:00 uur |                   |         |                        | Stadion: Mandemakers Stadion, Waalwijk Toeschouwers: 5.975 Scheidsrechter: Higler Video-assistent: Dröge |
| 21 september 2021 21:00 uur |                   |         |                        | Stadion: Mandemakers Stadion, Waalwijk Toeschouwers: 5.975 Scheidsrechter: Higler Video-assistent: Dröge |
|                             |                   |         |                        | |

|                             |                 |         |                          | |
| 22 september 2021 18:45 uur | Go Ahead Eagles | 1 – 2   | PSV                      | Stadion: De Adelaarshorst, Deventer Toeschouwers: 6.650 Scheidsrechter: Nijhuis Video-assistent: Niet bekend |
| 22 september 2021 18:45 uur | Córdoba 55'     | Verslag | 15' Gakpo 86' Van Ginkel | Stadion: De Adelaarshorst, Deventer Toeschouwers: 6.650 Scheidsrechter: Nijhuis Video-assistent: Niet bekend |
| 22 september 2021 18:45 uur |                 |         |                          | Stadion: De Adelaarshorst, Deventer Toeschouwers: 6.650 Scheidsrechter: Nijhuis Video-assistent: Niet bekend |
| 22 september 2021 18:45 uur |                 |         |                          | Stadion: De Adelaarshorst, Deventer Toeschouwers: 6.650 Scheidsrechter: Nijhuis Video-assistent: Niet bekend |
|                             |                 |         |                          | |

|                             |        |         |                                | |
| 22 september 2021 18:45 uur | N.E.C. | 0 – 3   | FC Utrecht                     | Stadion: Goffertstadion, Nijmegen Toeschouwers: 8.333 Scheidsrechter: Nagtegaal Video-assistent: Gözübüyük |
| 22 september 2021 18:45 uur |        | Verslag | 7', 79' Ramselaar 67' Douvikas | Stadion: Goffertstadion, Nijmegen Toeschouwers: 8.333 Scheidsrechter: Nagtegaal Video-assistent: Gözübüyük |
| 22 september 2021 18:45 uur |        |         |                                | Stadion: Goffertstadion, Nijmegen Toeschouwers: 8.333 Scheidsrechter: Nagtegaal Video-assistent: Gözübüyük |
| 22 september 2021 18:45 uur |        |         |                                | Stadion: Goffertstadion, Nijmegen Toeschouwers: 8.333 Scheidsrechter: Nagtegaal Video-assistent: Gözübüyük |
|                             |        |         |                                | |

|                             |                                 |         |             | |
| 22 september 2021 20:00 uur | FC Groningen                    | 0 – 1   | Vitesse     | Stadion: Euroborg, Groningen Toeschouwers: 14.963 Scheidsrechter: Lindhout Video-assistent: Van Boekel |
| 22 september 2021 20:00 uur | Te Wierik 36' D. van Kaam 45+5' | Verslag | 45+3' Gboho | Stadion: Euroborg, Groningen Toeschouwers: 14.963 Scheidsrechter: Lindhout Video-assistent: Van Boekel |
| 22 september 2021 20:00 uur |                                 |         |             | Stadion: Euroborg, Groningen Toeschouwers: 14.963 Scheidsrechter: Lindhout Video-assistent: Van Boekel |
| 22 september 2021 20:00 uur |                                 |         |             | Stadion: Euroborg, Groningen Toeschouwers: 14.963 Scheidsrechter: Lindhout Video-assistent: Van Boekel |
|                             |                                 |         |             | |

|                             |                          |         |                | |
| 22 september 2021 21:00 uur | Feyenoord                | 3 – 1   | sc Heerenveen  | Stadion: Stadion Feijenoord, Rotterdam Toeschouwers: 32.775 Scheidsrechter: Van den Kerkhof Video-assistent: Blom |
| 22 september 2021 21:00 uur | Til 12', 88' Linssen 60' | Verslag | 82' J. Veerman | Stadion: Stadion Feijenoord, Rotterdam Toeschouwers: 32.775 Scheidsrechter: Van den Kerkhof Video-assistent: Blom |
| 22 september 2021 21:00 uur |                          |         |                | Stadion: Stadion Feijenoord, Rotterdam Toeschouwers: 32.775 Scheidsrechter: Van den Kerkhof Video-assistent: Blom |
| 22 september 2021 21:00 uur |                          |         |                | Stadion: Stadion Feijenoord, Rotterdam Toeschouwers: 32.775 Scheidsrechter: Van den Kerkhof Video-assistent: Blom |
|                             |                          |         |                | |

|                             |            |         |                  | |
| 22 september 2021 21:00 uur | PEC Zwolle | 1 – 1   | Sparta Rotterdam | Stadion: MAC³PARK stadion, Zwolle Toeschouwers: 9.000 Scheidsrechter: Pérez Video-assistent: Oostrom |
| 22 september 2021 21:00 uur | Redan 8'   | Verslag | 1' Van Crooij    | Stadion: MAC³PARK stadion, Zwolle Toeschouwers: 9.000 Scheidsrechter: Pérez Video-assistent: Oostrom |
| 22 september 2021 21:00 uur |            |         |                  | Stadion: MAC³PARK stadion, Zwolle Toeschouwers: 9.000 Scheidsrechter: Pérez Video-assistent: Oostrom |
| 22 september 2021 21:00 uur |            |         |                  | Stadion: MAC³PARK stadion, Zwolle Toeschouwers: 9.000 Scheidsrechter: Pérez Video-assistent: Oostrom |
|                             |            |         |                  | |

|                             |                           |         |                 | |
| 23 september 2021 18:45 uur | SC Cambuur                | 2 – 1   | Heracles Almelo | Stadion: Cambuurstadion, Leeuwarden Toeschouwers: 6.676 Scheidsrechter: Bos (debuut) Video-assistent: Blank |
| 23 september 2021 18:45 uur | Breij 25' Hoedemakers 47' | Verslag | 90' Bakış       | Stadion: Cambuurstadion, Leeuwarden Toeschouwers: 6.676 Scheidsrechter: Bos (debuut) Video-assistent: Blank |
| 23 september 2021 18:45 uur |                           |         |                 | Stadion: Cambuurstadion, Leeuwarden Toeschouwers: 6.676 Scheidsrechter: Bos (debuut) Video-assistent: Blank |
| 23 september 2021 18:45 uur |                           |         |                 | Stadion: Cambuurstadion, Leeuwarden Toeschouwers: 6.676 Scheidsrechter: Bos (debuut) Video-assistent: Blank |
|                             |                           |         |                 | |

|                             |                                           |         |              | |
| 23 september 2021 21:00 uur | FC Twente                                 | 3 – 1   | AZ           | Stadion: De Grolsch Veste, Enschede Toeschouwers: 20.000 Scheidsrechter: Makkelie Video-assistent: Cantineau |
| 23 september 2021 21:00 uur | Van Wolfswinkel 1' Rots 17' Limnios 90+1' | Verslag | 44' Karlsson | Stadion: De Grolsch Veste, Enschede Toeschouwers: 20.000 Scheidsrechter: Makkelie Video-assistent: Cantineau |
| 23 september 2021 21:00 uur |                                           |         |              | Stadion: De Grolsch Veste, Enschede Toeschouwers: 20.000 Scheidsrechter: Makkelie Video-assistent: Cantineau |
| 23 september 2021 21:00 uur |                                           |         |              | Stadion: De Grolsch Veste, Enschede Toeschouwers: 20.000 Scheidsrechter: Makkelie Video-assistent: Cantineau |
|                             |                                           |         |              | |

## Speelronde 7
|                             |                               |         |            | |
| 25 september 2021 16:30 uur | Willem II                     | 2 – 1   | PSV        | Stadion: Koning Willem II Stadion, Tilburg Toeschouwers: 14.397 Scheidsrechter: Blom Video-assistent: Van den Kerkhof |
| 25 september 2021 16:30 uur | Zahavi 20' (e.d.) Nunnely 76' | Verslag | 30' Zahavi | Stadion: Koning Willem II Stadion, Tilburg Toeschouwers: 14.397 Scheidsrechter: Blom Video-assistent: Van den Kerkhof |
| 25 september 2021 16:30 uur |                               |         |            | Stadion: Koning Willem II Stadion, Tilburg Toeschouwers: 14.397 Scheidsrechter: Blom Video-assistent: Van den Kerkhof |
| 25 september 2021 16:30 uur |                               |         |            | Stadion: Koning Willem II Stadion, Tilburg Toeschouwers: 14.397 Scheidsrechter: Blom Video-assistent: Van den Kerkhof |
|                             |                               |         |            | |

|                             |                                     |         |              | |
| 25 september 2021 18:45 uur | Ajax                                | 3 – 0   | FC Groningen | Stadion: Johan Cruijff ArenA, Amsterdam Toeschouwers: 53.148 Scheidsrechter: Van Boekel Video-assistent: Makkelie |
| 25 september 2021 18:45 uur | Álvarez 40' Antony 57' Mazraoui 81' | Verslag |              | Stadion: Johan Cruijff ArenA, Amsterdam Toeschouwers: 53.148 Scheidsrechter: Van Boekel Video-assistent: Makkelie |
| 25 september 2021 18:45 uur |                                     |         |              | Stadion: Johan Cruijff ArenA, Amsterdam Toeschouwers: 53.148 Scheidsrechter: Van Boekel Video-assistent: Makkelie |
| 25 september 2021 18:45 uur |                                     |         |              | Stadion: Johan Cruijff ArenA, Amsterdam Toeschouwers: 53.148 Scheidsrechter: Van Boekel Video-assistent: Makkelie |
|                             |                                     |         |              | |

|                             |                 |         |                 |                                                                                                |
| 25 september 2021 18:45 uur | Vitesse         | 1 – 1   | Fortuna Sittard | Stadion: GelreDome, Arnhem Toeschouwers: 11.631 Scheidsrechter: Oostrom Video-assistent: Pérez |
| 25 september 2021 18:45 uur | Frederiksen 50' | Verslag | 2' Seuntjens    | Stadion: GelreDome, Arnhem Toeschouwers: 11.631 Scheidsrechter: Oostrom Video-assistent: Pérez |
| 25 september 2021 18:45 uur |                 |         |                 | Stadion: GelreDome, Arnhem Toeschouwers: 11.631 Scheidsrechter: Oostrom Video-assistent: Pérez |
| 25 september 2021 18:45 uur |                 |         |                 | Stadion: GelreDome, Arnhem Toeschouwers: 11.631 Scheidsrechter: Oostrom Video-assistent: Pérez |
|                             |                 |         |                 |                                                                                                |

|                             |                                                            |         |                                       | |
| 25 september 2021 21:00 uur | Feyenoord                                                  | 5 – 3   | N.E.C.                                | Stadion: Stadion Feijenoord, Rotterdam Toeschouwers: 45.495 Scheidsrechter: Kooij Video-assistent: Mulder |
| 25 september 2021 21:00 uur | Kökçü 14' (pen.) Sinisterra 17' Til 80', 89' Dessers 90+2' | Verslag | 32' Mattsson 44' Odenthal 74' Verdonk | Stadion: Stadion Feijenoord, Rotterdam Toeschouwers: 45.495 Scheidsrechter: Kooij Video-assistent: Mulder |
| 25 september 2021 21:00 uur |                                                            |         |                                       | Stadion: Stadion Feijenoord, Rotterdam Toeschouwers: 45.495 Scheidsrechter: Kooij Video-assistent: Mulder |
| 25 september 2021 21:00 uur |                                                            |         |                                       | Stadion: Stadion Feijenoord, Rotterdam Toeschouwers: 45.495 Scheidsrechter: Kooij Video-assistent: Mulder |
|                             |                                                            |         |                                       | |

|                             |                                                                         |         |            | |
| 25 september 2021 21:00 uur | FC Utrecht                                                              | 5 – 1   | PEC Zwolle | Stadion: Stadion Galgenwaard, Utrecht Toeschouwers: 19.451 Scheidsrechter: Lindhout Video-assistent: Hensgens |
| 25 september 2021 21:00 uur | Douvikas 11' (pen.) Sylla 59' Ramselaar 65' (pen.) Mahi 66' Janssen 86' | Verslag | 75' Saymak | Stadion: Stadion Galgenwaard, Utrecht Toeschouwers: 19.451 Scheidsrechter: Lindhout Video-assistent: Hensgens |
| 25 september 2021 21:00 uur |                                                                         |         |            | Stadion: Stadion Galgenwaard, Utrecht Toeschouwers: 19.451 Scheidsrechter: Lindhout Video-assistent: Hensgens |
| 25 september 2021 21:00 uur |                                                                         |         |            | Stadion: Stadion Galgenwaard, Utrecht Toeschouwers: 19.451 Scheidsrechter: Lindhout Video-assistent: Hensgens |
|                             |                                                                         |         |            | |

|                             |                  |         |                                         | |
| 26 september 2021 12:15 uur | Sparta Rotterdam | 0 – 4   | SC Cambuur                              | Stadion: Het Kasteel, Rotterdam Toeschouwers: 8.645 Scheidsrechter: Van den Kerkhof Video-assistent: Dieperink |
| 26 september 2021 12:15 uur | Meijers 88'      | Verslag | 36' Bangura 63', 74' Kallon 90+4' Boere | Stadion: Het Kasteel, Rotterdam Toeschouwers: 8.645 Scheidsrechter: Van den Kerkhof Video-assistent: Dieperink |
| 26 september 2021 12:15 uur |                  |         |                                         | Stadion: Het Kasteel, Rotterdam Toeschouwers: 8.645 Scheidsrechter: Van den Kerkhof Video-assistent: Dieperink |
| 26 september 2021 12:15 uur |                  |         |                                         | Stadion: Het Kasteel, Rotterdam Toeschouwers: 8.645 Scheidsrechter: Van den Kerkhof Video-assistent: Dieperink |
|                             |                  |         |                                         | |

|                             |                                                                  |         |                 |                                                                                                 |
| 26 september 2021 14:30 uur | AZ                                                               | 5 – 0   | Go Ahead Eagles | Stadion: AFAS Stadion, Alkmaar Toeschouwers: 13.612 Scheidsrechter: Higler Video-assistent: Bos |
| 26 september 2021 14:30 uur | Karlsson 4', 82' (pen.) De Wit 29' Aboukhlal 85' Reijnders 90+1' | Verslag |                 | Stadion: AFAS Stadion, Alkmaar Toeschouwers: 13.612 Scheidsrechter: Higler Video-assistent: Bos |
| 26 september 2021 14:30 uur |                                                                  |         |                 | Stadion: AFAS Stadion, Alkmaar Toeschouwers: 13.612 Scheidsrechter: Higler Video-assistent: Bos |
| 26 september 2021 14:30 uur |                                                                  |         |                 | Stadion: AFAS Stadion, Alkmaar Toeschouwers: 13.612 Scheidsrechter: Higler Video-assistent: Bos |
|                             |                                                                  |         |                 |                                                                                                 |

|                             |                                   |         |                                                         | |
| 26 september 2021 14:30 uur | sc Heerenveen                     | 2 – 3   | FC Twente                                               | Stadion: Abe Lenstra Stadion, Heerenveen Toeschouwers: 18.500 Scheidsrechter: Manschot Video-assistent: Kamphuis |
| 26 september 2021 14:30 uur | Pröpper 74' (e.d.) H. Veerman 81' | Verslag | 10' (pen.) Van Wolfswinkel 42' Rots 66' (e.d.) Van Beek | Stadion: Abe Lenstra Stadion, Heerenveen Toeschouwers: 18.500 Scheidsrechter: Manschot Video-assistent: Kamphuis |
| 26 september 2021 14:30 uur |                                   |         |                                                         | Stadion: Abe Lenstra Stadion, Heerenveen Toeschouwers: 18.500 Scheidsrechter: Manschot Video-assistent: Kamphuis |
| 26 september 2021 14:30 uur |                                   |         |                                                         | Stadion: Abe Lenstra Stadion, Heerenveen Toeschouwers: 18.500 Scheidsrechter: Manschot Video-assistent: Kamphuis |
|                             |                                   |         |                                                         | |

|                             |                 |         |              | |
| 26 september 2021 16:45 uur | Heracles Almelo | 1 – 0   | RKC Waalwijk | Stadion: Erve Asito, Almelo Toeschouwers: 10.035 Scheidsrechter: Nijhuis Video-assistent: Nagtegaal |
| 26 september 2021 16:45 uur | Burgzorg 59'    | Verslag |              | Stadion: Erve Asito, Almelo Toeschouwers: 10.035 Scheidsrechter: Nijhuis Video-assistent: Nagtegaal |
| 26 september 2021 16:45 uur |                 |         |              | Stadion: Erve Asito, Almelo Toeschouwers: 10.035 Scheidsrechter: Nijhuis Video-assistent: Nagtegaal |
| 26 september 2021 16:45 uur |                 |         |              | Stadion: Erve Asito, Almelo Toeschouwers: 10.035 Scheidsrechter: Nijhuis Video-assistent: Nagtegaal |
|                             |                 |         |              | |

## Speelronde 8
|                          |              |         |            | |
| 1 oktober 2021 20:00 uur | FC Groningen | 1 – 1   | FC Twente  | Stadion: Euroborg, Groningen Toeschouwers: 16.250 Scheidsrechter: Van den Kerkhof Video-assistent: Van de Graaf |
| 1 oktober 2021 20:00 uur | Ngonge 8'    | Verslag | 74' Ugalde | Stadion: Euroborg, Groningen Toeschouwers: 16.250 Scheidsrechter: Van den Kerkhof Video-assistent: Van de Graaf |
| 1 oktober 2021 20:00 uur |              |         |            | Stadion: Euroborg, Groningen Toeschouwers: 16.250 Scheidsrechter: Van den Kerkhof Video-assistent: Van de Graaf |
| 1 oktober 2021 20:00 uur |              |         |            | Stadion: Euroborg, Groningen Toeschouwers: 16.250 Scheidsrechter: Van den Kerkhof Video-assistent: Van de Graaf |
|                          |              |         |            | |

|                          |                    |         |                 | |
| 2 oktober 2021 18:45 uur | RKC Waalwijk       | 1 – 1   | Go Ahead Eagles | Stadion: Mandemakers Stadion, Waalwijk Toeschouwers: 6.018 Scheidsrechter: Blank Video-assistent: Van der Laan |
| 2 oktober 2021 18:45 uur | Büttner 60' (pen.) | Verslag | 15' Córdoba     | Stadion: Mandemakers Stadion, Waalwijk Toeschouwers: 6.018 Scheidsrechter: Blank Video-assistent: Van der Laan |
| 2 oktober 2021 18:45 uur |                    |         |                 | Stadion: Mandemakers Stadion, Waalwijk Toeschouwers: 6.018 Scheidsrechter: Blank Video-assistent: Van der Laan |
| 2 oktober 2021 18:45 uur |                    |         |                 | Stadion: Mandemakers Stadion, Waalwijk Toeschouwers: 6.018 Scheidsrechter: Blank Video-assistent: Van der Laan |
|                          |                    |         |                 | |

|                          |                                             |         |                          | |
| 2 oktober 2021 20:00 uur | Heracles Almelo                             | 3 – 2   | Willem II                | Stadion: Erve Asito, Almelo Toeschouwers: 9.251 Scheidsrechter: Dieperink Video-assistent: Van der Eijk |
| 2 oktober 2021 20:00 uur | Vloet 41' (pen.) Burgzorg 53' Azzaoui 90+4' | Verslag | 66' Köhlert 77' Svensson | Stadion: Erve Asito, Almelo Toeschouwers: 9.251 Scheidsrechter: Dieperink Video-assistent: Van der Eijk |
| 2 oktober 2021 20:00 uur |                                             |         |                          | Stadion: Erve Asito, Almelo Toeschouwers: 9.251 Scheidsrechter: Dieperink Video-assistent: Van der Eijk |
| 2 oktober 2021 20:00 uur |                                             |         |                          | Stadion: Erve Asito, Almelo Toeschouwers: 9.251 Scheidsrechter: Dieperink Video-assistent: Van der Eijk |
|                          |                                             |         |                          | |

|                          |            |         |                      | |
| 2 oktober 2021 20:00 uur | PEC Zwolle | 0 – 1   | sc Heerenveen        | Stadion: MAC³PARK stadion, Zwolle Toeschouwers: 13.655 Scheidsrechter: Higler Video-assistent: Bos |
| 2 oktober 2021 20:00 uur |            | Verslag | 63' (e.d.) Van Polen | Stadion: MAC³PARK stadion, Zwolle Toeschouwers: 13.655 Scheidsrechter: Higler Video-assistent: Bos |
| 2 oktober 2021 20:00 uur |            |         |                      | Stadion: MAC³PARK stadion, Zwolle Toeschouwers: 13.655 Scheidsrechter: Higler Video-assistent: Bos |
| 2 oktober 2021 20:00 uur |            |         |                      | Stadion: MAC³PARK stadion, Zwolle Toeschouwers: 13.655 Scheidsrechter: Higler Video-assistent: Bos |
|                          |            |         |                      | |

|                          |                      |         |                                 | |
| 2 oktober 2021 21:00 uur | Fortuna Sittard      | 1 – 3   | N.E.C.                          | Stadion: Fortuna Sittard Stadion, Sittard Toeschouwers: 7.011 Scheidsrechter: Manschot Video-assistent: Cantineau |
| 2 oktober 2021 21:00 uur | Seuntjens 34' (pen.) | Verslag | 21' Okita 26' Tavşan 52' Bruijn | Stadion: Fortuna Sittard Stadion, Sittard Toeschouwers: 7.011 Scheidsrechter: Manschot Video-assistent: Cantineau |
| 2 oktober 2021 21:00 uur |                      |         |                                 | Stadion: Fortuna Sittard Stadion, Sittard Toeschouwers: 7.011 Scheidsrechter: Manschot Video-assistent: Cantineau |
| 2 oktober 2021 21:00 uur |                      |         |                                 | Stadion: Fortuna Sittard Stadion, Sittard Toeschouwers: 7.011 Scheidsrechter: Manschot Video-assistent: Cantineau |
|                          |                      |         |                                 | |

|                          |      |         |               | |
| 3 oktober 2021 14:30 uur | Ajax | 0 – 1   | FC Utrecht    | Stadion: Johan Cruijff ArenA, Amsterdam Toeschouwers: 52.621 Scheidsrechter: Nijhuis Video-assistent: Lindhout |
| 3 oktober 2021 14:30 uur |      | Verslag | 77' Warmerdam | Stadion: Johan Cruijff ArenA, Amsterdam Toeschouwers: 52.621 Scheidsrechter: Nijhuis Video-assistent: Lindhout |
| 3 oktober 2021 14:30 uur |      |         |               | Stadion: Johan Cruijff ArenA, Amsterdam Toeschouwers: 52.621 Scheidsrechter: Nijhuis Video-assistent: Lindhout |
| 3 oktober 2021 14:30 uur |      |         |               | Stadion: Johan Cruijff ArenA, Amsterdam Toeschouwers: 52.621 Scheidsrechter: Nijhuis Video-assistent: Lindhout |
|                          |      |         |               | |

|                          |                               |         |                                   | |
| 3 oktober 2021 14:30 uur | SC Cambuur                    | 1 – 3   | AZ                                | Stadion: Cambuurstadion, Leeuwarden Toeschouwers: 10.000 Scheidsrechter: Kamphuis Video-assistent: Van Boekel |
| 3 oktober 2021 14:30 uur | Uldriķis 72' Bangura 25', 89' | Verslag | 17' De Wit 33' Wijndal 60' Clasie | Stadion: Cambuurstadion, Leeuwarden Toeschouwers: 10.000 Scheidsrechter: Kamphuis Video-assistent: Van Boekel |
| 3 oktober 2021 14:30 uur |                               |         |                                   | Stadion: Cambuurstadion, Leeuwarden Toeschouwers: 10.000 Scheidsrechter: Kamphuis Video-assistent: Van Boekel |
| 3 oktober 2021 14:30 uur |                               |         |                                   | Stadion: Cambuurstadion, Leeuwarden Toeschouwers: 10.000 Scheidsrechter: Kamphuis Video-assistent: Van Boekel |
|                          |                               |         |                                   | |

|                          |                                               |         |           | |
| 3 oktober 2021 16:45 uur | Vitesse                                       | 2 – 1   | Feyenoord | Stadion: GelreDome, Arnhem Toeschouwers: 14.238 Scheidsrechter: Gözübüyük Video-assistent: Martens |
| 3 oktober 2021 16:45 uur | Openda 6', 46' Bero 61', 90+7' Buitink 90+12' | Verslag | 29' Til   | Stadion: GelreDome, Arnhem Toeschouwers: 14.238 Scheidsrechter: Gözübüyük Video-assistent: Martens |
| 3 oktober 2021 16:45 uur |                                               |         |           | Stadion: GelreDome, Arnhem Toeschouwers: 14.238 Scheidsrechter: Gözübüyük Video-assistent: Martens |
| 3 oktober 2021 16:45 uur |                                               |         |           | Stadion: GelreDome, Arnhem Toeschouwers: 14.238 Scheidsrechter: Gözübüyük Video-assistent: Martens |
|                          |                                               |         |           | |

|                          |                        |         |                  | |
| 3 oktober 2021 20:00 uur | PSV                    | 2 – 1   | Sparta Rotterdam | Stadion: Philips Stadion, Eindhoven Toeschouwers: 30.500 Scheidsrechter: Van der Eijk Video-assistent: Blom |
| 3 oktober 2021 20:00 uur | Sangaré 82' Thomas 86' | Verslag | 90' Thy          | Stadion: Philips Stadion, Eindhoven Toeschouwers: 30.500 Scheidsrechter: Van der Eijk Video-assistent: Blom |
| 3 oktober 2021 20:00 uur |                        |         |                  | Stadion: Philips Stadion, Eindhoven Toeschouwers: 30.500 Scheidsrechter: Van der Eijk Video-assistent: Blom |
| 3 oktober 2021 20:00 uur |                        |         |                  | Stadion: Philips Stadion, Eindhoven Toeschouwers: 30.500 Scheidsrechter: Van der Eijk Video-assistent: Blom |
|                          |                        |         |                  | |

## Speelronde 9
|                           |                       |         |                         | |
| 16 oktober 2021 16:30 uur | Feyenoord             | 2 – 2   | RKC Waalwijk            | Stadion: Stadion Feijenoord, Rotterdam Toeschouwers: 47.183 Scheidsrechter: Van Boekel Video-assistent: Gözübüyük |
| 16 oktober 2021 16:30 uur | Toornstra 34' Til 47' | Verslag | 37' Odgaard 45+1' Anita | Stadion: Stadion Feijenoord, Rotterdam Toeschouwers: 47.183 Scheidsrechter: Van Boekel Video-assistent: Gözübüyük |
| 16 oktober 2021 16:30 uur |                       |         |                         | Stadion: Stadion Feijenoord, Rotterdam Toeschouwers: 47.183 Scheidsrechter: Van Boekel Video-assistent: Gözübüyük |
| 16 oktober 2021 16:30 uur |                       |         |                         | Stadion: Stadion Feijenoord, Rotterdam Toeschouwers: 47.183 Scheidsrechter: Van Boekel Video-assistent: Gözübüyük |
|                           |                       |         |                         | |

|                           |                                                                         |         |                           | |
| 16 oktober 2021 18:45 uur | Go Ahead Eagles                                                         | 4 – 2   | Heracles Almelo           | Stadion: De Adelaarshorst, Deventer Toeschouwers: 9.701 Scheidsrechter: Martens Video-assistent: Mulder |
| 16 oktober 2021 18:45 uur | Brouwers 29', 62' Knoester 58' (e.d.) Botos 70' Lidberg 86' Deijl 90+9' | Verslag | 43' Vloet 64' (e.d.) Hahn | Stadion: De Adelaarshorst, Deventer Toeschouwers: 9.701 Scheidsrechter: Martens Video-assistent: Mulder |
| 16 oktober 2021 18:45 uur |                                                                         |         |                           | Stadion: De Adelaarshorst, Deventer Toeschouwers: 9.701 Scheidsrechter: Martens Video-assistent: Mulder |
| 16 oktober 2021 18:45 uur |                                                                         |         |                           | Stadion: De Adelaarshorst, Deventer Toeschouwers: 9.701 Scheidsrechter: Martens Video-assistent: Mulder |
|                           |                                                                         |         |                           | |

|                           |               |         |                      | |
| 16 oktober 2021 18:45 uur | sc Heerenveen | 0 – 2   | Ajax                 | Stadion: Abe Lenstra Stadion, Heerenveen Toeschouwers: 25.133 Scheidsrechter: Makkelie Video-assistent: Blom |
| 16 oktober 2021 18:45 uur |               | Verslag | 24' Haller 75' Neres | Stadion: Abe Lenstra Stadion, Heerenveen Toeschouwers: 25.133 Scheidsrechter: Makkelie Video-assistent: Blom |
| 16 oktober 2021 18:45 uur |               |         |                      | Stadion: Abe Lenstra Stadion, Heerenveen Toeschouwers: 25.133 Scheidsrechter: Makkelie Video-assistent: Blom |
| 16 oktober 2021 18:45 uur |               |         |                      | Stadion: Abe Lenstra Stadion, Heerenveen Toeschouwers: 25.133 Scheidsrechter: Makkelie Video-assistent: Blom |
|                           |               |         |                      | |

|                           |                 |         |            | |
| 16 oktober 2021 21:00 uur | Fortuna Sittard | 1 – 0   | SC Cambuur | Stadion: Fortuna Sittard Stadion, Sittard Toeschouwers: 6.873 Scheidsrechter: Higler Video-assistent: Nagtegaal |
| 16 oktober 2021 21:00 uur | Cox 86'         | Verslag |            | Stadion: Fortuna Sittard Stadion, Sittard Toeschouwers: 6.873 Scheidsrechter: Higler Video-assistent: Nagtegaal |
| 16 oktober 2021 21:00 uur |                 |         |            | Stadion: Fortuna Sittard Stadion, Sittard Toeschouwers: 6.873 Scheidsrechter: Higler Video-assistent: Nagtegaal |
| 16 oktober 2021 21:00 uur |                 |         |            | Stadion: Fortuna Sittard Stadion, Sittard Toeschouwers: 6.873 Scheidsrechter: Higler Video-assistent: Nagtegaal |
|                           |                 |         |            | |

|                           |                                    |         |            | |
| 16 oktober 2021 21:00 uur | PSV                                | 3 – 1   | PEC Zwolle | Stadion: Philips Stadion, Eindhoven Toeschouwers: 30.500 Scheidsrechter: Kooij Video-assistent: Nijhuis |
| 16 oktober 2021 21:00 uur | Ramalho 84' Gakpo 86' Boscagli 89' | Verslag | 3' Redan   | Stadion: Philips Stadion, Eindhoven Toeschouwers: 30.500 Scheidsrechter: Kooij Video-assistent: Nijhuis |
| 16 oktober 2021 21:00 uur |                                    |         |            | Stadion: Philips Stadion, Eindhoven Toeschouwers: 30.500 Scheidsrechter: Kooij Video-assistent: Nijhuis |
| 16 oktober 2021 21:00 uur |                                    |         |            | Stadion: Philips Stadion, Eindhoven Toeschouwers: 30.500 Scheidsrechter: Kooij Video-assistent: Nijhuis |
|                           |                                    |         |            | |

|                           |                                                                 |         |              |                                                                                                  |
| 17 oktober 2021 12:15 uur | AZ                                                              | 5 – 1   | FC Utrecht   | Stadion: AFAS Stadion, Alkmaar Toeschouwers: 17.037 Scheidsrechter: Blom Video-assistent: Higler |
| 17 oktober 2021 12:15 uur | Pavlidis 6' Karlsson 11' De Wit 39', 56' Guðmundsson 86' (pen.) | Verslag | 90+1' Timber | Stadion: AFAS Stadion, Alkmaar Toeschouwers: 17.037 Scheidsrechter: Blom Video-assistent: Higler |
| 17 oktober 2021 12:15 uur |                                                                 |         |              | Stadion: AFAS Stadion, Alkmaar Toeschouwers: 17.037 Scheidsrechter: Blom Video-assistent: Higler |
| 17 oktober 2021 12:15 uur |                                                                 |         |              | Stadion: AFAS Stadion, Alkmaar Toeschouwers: 17.037 Scheidsrechter: Blom Video-assistent: Higler |
|                           |                                                                 |         |              |                                                                                                  |

|                           |        |         |                 | |
| 17 oktober 2021 14:30 uur | N.E.C. | 0 – 1   | Vitesse         | Stadion: Goffertstadion, Nijmegen Toeschouwers: 12.500 Scheidsrechter: Lindhout Video-assistent: Manschot |
| 17 oktober 2021 14:30 uur |        | Verslag | 16' Frederiksen | Stadion: Goffertstadion, Nijmegen Toeschouwers: 12.500 Scheidsrechter: Lindhout Video-assistent: Manschot |
| 17 oktober 2021 14:30 uur |        |         |                 | Stadion: Goffertstadion, Nijmegen Toeschouwers: 12.500 Scheidsrechter: Lindhout Video-assistent: Manschot |
| 17 oktober 2021 14:30 uur |        |         |                 | Stadion: Goffertstadion, Nijmegen Toeschouwers: 12.500 Scheidsrechter: Lindhout Video-assistent: Manschot |
|                           |        |         |                 | |

|                           |                  |         |              | |
| 17 oktober 2021 14:30 uur | Sparta Rotterdam | 1 – 1   | FC Groningen | Stadion: Het Kasteel, Rotterdam Toeschouwers: 9.038 Scheidsrechter: Gözübüyük Video-assistent: Gerrets |
| 17 oktober 2021 14:30 uur | Smeets 33'       | Verslag | 28' Ngonge   | Stadion: Het Kasteel, Rotterdam Toeschouwers: 9.038 Scheidsrechter: Gözübüyük Video-assistent: Gerrets |
| 17 oktober 2021 14:30 uur |                  |         |              | Stadion: Het Kasteel, Rotterdam Toeschouwers: 9.038 Scheidsrechter: Gözübüyük Video-assistent: Gerrets |
| 17 oktober 2021 14:30 uur |                  |         |              | Stadion: Het Kasteel, Rotterdam Toeschouwers: 9.038 Scheidsrechter: Gözübüyük Video-assistent: Gerrets |
|                           |                  |         |              | |

|                           |                                |         |                           | |
| 17 oktober 2021 16:45 uur | FC Twente                      | 1 – 1   | Willem II                 | Stadion: De Grolsch Veste, Enschede Toeschouwers: 27.000 Scheidsrechter: Kamphuis Video-assistent: Martens |
| 17 oktober 2021 16:45 uur | Limnios 6' Zerrouki 33', 45+3' | Verslag | 24' Nunnely 33', 76' Köhn | Stadion: De Grolsch Veste, Enschede Toeschouwers: 27.000 Scheidsrechter: Kamphuis Video-assistent: Martens |
| 17 oktober 2021 16:45 uur |                                |         |                           | Stadion: De Grolsch Veste, Enschede Toeschouwers: 27.000 Scheidsrechter: Kamphuis Video-assistent: Martens |
| 17 oktober 2021 16:45 uur |                                |         |                           | Stadion: De Grolsch Veste, Enschede Toeschouwers: 27.000 Scheidsrechter: Kamphuis Video-assistent: Martens |
|                           |                                |         |                           | |

## Speelronde 10
|                           |             |         |                 | |
| 22 oktober 2021 20:00 uur | Willem II   | 1 – 1   | Fortuna Sittard | Stadion: Koning Willem II Stadion, Tilburg Toeschouwers: 14.057 Scheidsrechter: Van der Laan Video-assistent: Blank |
| 22 oktober 2021 20:00 uur | Köhlert 59' | Verslag | 54' Noslin      | Stadion: Koning Willem II Stadion, Tilburg Toeschouwers: 14.057 Scheidsrechter: Van der Laan Video-assistent: Blank |
| 22 oktober 2021 20:00 uur |             |         |                 | Stadion: Koning Willem II Stadion, Tilburg Toeschouwers: 14.057 Scheidsrechter: Van der Laan Video-assistent: Blank |
| 22 oktober 2021 20:00 uur |             |         |                 | Stadion: Koning Willem II Stadion, Tilburg Toeschouwers: 14.057 Scheidsrechter: Van der Laan Video-assistent: Blank |
|                           |             |         |                 | |

|                           |                             |         |                    | |
| 23 oktober 2021 18:45 uur | FC Utrecht                  | 2 – 1   | sc Heerenveen      | Stadion: Stadion Galgenwaard, Utrecht Toeschouwers: 21.875 Scheidsrechter: Kamphuis Video-assistent: Van den Kerkhof |
| 23 oktober 2021 18:45 uur | Sylla 21' Van de Streek 80' | Verslag | 23' (e.d.) Janssen | Stadion: Stadion Galgenwaard, Utrecht Toeschouwers: 21.875 Scheidsrechter: Kamphuis Video-assistent: Van den Kerkhof |
| 23 oktober 2021 18:45 uur |                             |         |                    | Stadion: Stadion Galgenwaard, Utrecht Toeschouwers: 21.875 Scheidsrechter: Kamphuis Video-assistent: Van den Kerkhof |
| 23 oktober 2021 18:45 uur |                             |         |                    | Stadion: Stadion Galgenwaard, Utrecht Toeschouwers: 21.875 Scheidsrechter: Kamphuis Video-assistent: Van den Kerkhof |
|                           |                             |         |                    | |

|                           |                        |         |                 | |
| 23 oktober 2021 20:00 uur | PEC Zwolle             | 1 – 0   | Heracles Almelo | Stadion: MAC³PARK stadion, Zwolle Toeschouwers: 13.026 Scheidsrechter: Manschot Video-assistent: Oostrom |
| 23 oktober 2021 20:00 uur | Van Polen 90+2' (pen.) | Verslag |                 | Stadion: MAC³PARK stadion, Zwolle Toeschouwers: 13.026 Scheidsrechter: Manschot Video-assistent: Oostrom |
| 23 oktober 2021 20:00 uur |                        |         |                 | Stadion: MAC³PARK stadion, Zwolle Toeschouwers: 13.026 Scheidsrechter: Manschot Video-assistent: Oostrom |
| 23 oktober 2021 20:00 uur |                        |         |                 | Stadion: MAC³PARK stadion, Zwolle Toeschouwers: 13.026 Scheidsrechter: Manschot Video-assistent: Oostrom |
|                           |                        |         |                 | |

|                           |              |         |                  | |
| 23 oktober 2021 21:00 uur | RKC Waalwijk | 1 – 0   | Sparta Rotterdam | Stadion: Mandemakers Stadion, Waalwijk Toeschouwers: 5.304 Scheidsrechter: Nagtegaal Video-assistent: Cantineau |
| 23 oktober 2021 21:00 uur | Kramer 89'   | Verslag |                  | Stadion: Mandemakers Stadion, Waalwijk Toeschouwers: 5.304 Scheidsrechter: Nagtegaal Video-assistent: Cantineau |
| 23 oktober 2021 21:00 uur |              |         |                  | Stadion: Mandemakers Stadion, Waalwijk Toeschouwers: 5.304 Scheidsrechter: Nagtegaal Video-assistent: Cantineau |
| 23 oktober 2021 21:00 uur |              |         |                  | Stadion: Mandemakers Stadion, Waalwijk Toeschouwers: 5.304 Scheidsrechter: Nagtegaal Video-assistent: Cantineau |
|                           |              |         |                  | |

|                           |              |         |                    | |
| 24 oktober 2021 12:15 uur | FC Twente    | 1 – 2   | N.E.C.             | Stadion: De Grolsch Veste, Enschede Toeschouwers: 26.000 Scheidsrechter: Blom Video-assistent: Kooij |
| 24 oktober 2021 12:15 uur | Misidjan 58' | Verslag | 50' Tavşan 76' Vet | Stadion: De Grolsch Veste, Enschede Toeschouwers: 26.000 Scheidsrechter: Blom Video-assistent: Kooij |
| 24 oktober 2021 12:15 uur |              |         |                    | Stadion: De Grolsch Veste, Enschede Toeschouwers: 26.000 Scheidsrechter: Blom Video-assistent: Kooij |
| 24 oktober 2021 12:15 uur |              |         |                    | Stadion: De Grolsch Veste, Enschede Toeschouwers: 26.000 Scheidsrechter: Blom Video-assistent: Kooij |
|                           |              |         |                    | |

|                           |                   |         |                                     | |
| 24 oktober 2021 14:30 uur | SC Cambuur        | 2 – 3   | Feyenoord                           | Stadion: Cambuurstadion, Leeuwarden Toeschouwers: 10.000 Scheidsrechter: Nijhuis Video-assistent: Bos |
| 24 oktober 2021 14:30 uur | Sambissa 23', 49' | Verslag | 25' Linssen 45' Aursnes 58' Malacia | Stadion: Cambuurstadion, Leeuwarden Toeschouwers: 10.000 Scheidsrechter: Nijhuis Video-assistent: Bos |
| 24 oktober 2021 14:30 uur |                   |         |                                     | Stadion: Cambuurstadion, Leeuwarden Toeschouwers: 10.000 Scheidsrechter: Nijhuis Video-assistent: Bos |
| 24 oktober 2021 14:30 uur |                   |         |                                     | Stadion: Cambuurstadion, Leeuwarden Toeschouwers: 10.000 Scheidsrechter: Nijhuis Video-assistent: Bos |
|                           |                   |         |                                     | |

|                           |                  |         |                                   |                                                                                                  |
| 24 oktober 2021 14:30 uur | Vitesse          | 1 – 2   | Go Ahead Eagles                   | Stadion: GelreDome, Arnhem Toeschouwers: 12.783 Scheidsrechter: Higler Video-assistent: Kamphuis |
| 24 oktober 2021 14:30 uur | Openda 3' (pen.) | Verslag | 53' Córdoba 90+1' (pen.) Brouwers | Stadion: GelreDome, Arnhem Toeschouwers: 12.783 Scheidsrechter: Higler Video-assistent: Kamphuis |
| 24 oktober 2021 14:30 uur |                  |         |                                   | Stadion: GelreDome, Arnhem Toeschouwers: 12.783 Scheidsrechter: Higler Video-assistent: Kamphuis |
| 24 oktober 2021 14:30 uur |                  |         |                                   | Stadion: GelreDome, Arnhem Toeschouwers: 12.783 Scheidsrechter: Higler Video-assistent: Kamphuis |
|                           |                  |         |                                   |                                                                                                  |

|                           |                                                             |         |     | |
| 24 oktober 2021 16:45 uur | Ajax                                                        | 5 – 0   | PSV | Stadion: Johan Cruijff ArenA, Amsterdam Toeschouwers: 53.585 Scheidsrechter: Gözübüyük Video-assistent: Dieperink |
| 24 oktober 2021 16:45 uur | Berghuis 19' Haller 56' Antony 66' Klaassen 76' Tadić 90+2' | Verslag |     | Stadion: Johan Cruijff ArenA, Amsterdam Toeschouwers: 53.585 Scheidsrechter: Gözübüyük Video-assistent: Dieperink |
| 24 oktober 2021 16:45 uur |                                                             |         |     | Stadion: Johan Cruijff ArenA, Amsterdam Toeschouwers: 53.585 Scheidsrechter: Gözübüyük Video-assistent: Dieperink |
| 24 oktober 2021 16:45 uur |                                                             |         |     | Stadion: Johan Cruijff ArenA, Amsterdam Toeschouwers: 53.585 Scheidsrechter: Gözübüyük Video-assistent: Dieperink |
|                           |                                                             |         |     | |

|                           |                         |         |    | |
| 24 oktober 2021 20:00 uur | FC Groningen            | 2 – 0   | AZ | Stadion: Euroborg, Groningen Toeschouwers: 11.300 Scheidsrechter: Makkelie Video-assistent: Ruperti |
| 24 oktober 2021 20:00 uur | Ngonge 20' De Leeuw 71' | Verslag |    | Stadion: Euroborg, Groningen Toeschouwers: 11.300 Scheidsrechter: Makkelie Video-assistent: Ruperti |
| 24 oktober 2021 20:00 uur |                         |         |    | Stadion: Euroborg, Groningen Toeschouwers: 11.300 Scheidsrechter: Makkelie Video-assistent: Ruperti |
| 24 oktober 2021 20:00 uur |                         |         |    | Stadion: Euroborg, Groningen Toeschouwers: 11.300 Scheidsrechter: Makkelie Video-assistent: Ruperti |
|                           |                         |         |    | |

## Speelronde 11
|                           |                                                 |         |                       | |
| 30 oktober 2021 16:30 uur | PSV                                             | 5 – 2   | FC Twente             | Stadion: Philips Stadion, Eindhoven Toeschouwers: 32.500 Scheidsrechter: Makkelie Video-assistent: Van der Eijk |
| 30 oktober 2021 16:30 uur | Vertessen 14', 54' Zahavi 27' Vinícius 58', 63' | Verslag | 13' Vlap 44' Zerrouki | Stadion: Philips Stadion, Eindhoven Toeschouwers: 32.500 Scheidsrechter: Makkelie Video-assistent: Van der Eijk |
| 30 oktober 2021 16:30 uur |                                                 |         |                       | Stadion: Philips Stadion, Eindhoven Toeschouwers: 32.500 Scheidsrechter: Makkelie Video-assistent: Van der Eijk |
| 30 oktober 2021 16:30 uur |                                                 |         |                       | Stadion: Philips Stadion, Eindhoven Toeschouwers: 32.500 Scheidsrechter: Makkelie Video-assistent: Van der Eijk |
|                           |                                                 |         |                       | |

|                           |                 |       |      |                                                                                                  |
| 30 oktober 2021 18:45 uur | Heracles Almelo | 0 – 0 | Ajax | Stadion: Erve Asito, Almelo Toeschouwers: 12.080 Scheidsrechter: Manschot Video-assistent: Pérez |
| 30 oktober 2021 18:45 uur | Verslag         |       |      | Stadion: Erve Asito, Almelo Toeschouwers: 12.080 Scheidsrechter: Manschot Video-assistent: Pérez |
| 30 oktober 2021 18:45 uur |                 |       |      | Stadion: Erve Asito, Almelo Toeschouwers: 12.080 Scheidsrechter: Manschot Video-assistent: Pérez |
| 30 oktober 2021 18:45 uur |                 |       |      | Stadion: Erve Asito, Almelo Toeschouwers: 12.080 Scheidsrechter: Manschot Video-assistent: Pérez |
|                           |                 |       |      |                                                                                                  |

|                           |                              |         |                   | |
| 30 oktober 2021 20:00 uur | sc Heerenveen                | 1 – 2   | Vitesse           | Stadion: Abe Lenstra Stadion, Heerenveen Toeschouwers: 17.187 Scheidsrechter: Van den Kerkhof Video-assistent: Hensgens |
| 30 oktober 2021 20:00 uur | Drešević 10' Van Ewijk 45+2' | Verslag | 55', 90+2' Openda | Stadion: Abe Lenstra Stadion, Heerenveen Toeschouwers: 17.187 Scheidsrechter: Van den Kerkhof Video-assistent: Hensgens |
| 30 oktober 2021 20:00 uur |                              |         |                   | Stadion: Abe Lenstra Stadion, Heerenveen Toeschouwers: 17.187 Scheidsrechter: Van den Kerkhof Video-assistent: Hensgens |
| 30 oktober 2021 20:00 uur |                              |         |                   | Stadion: Abe Lenstra Stadion, Heerenveen Toeschouwers: 17.187 Scheidsrechter: Van den Kerkhof Video-assistent: Hensgens |
|                           |                              |         |                   | |

|                           |                              |         |                | |
| 30 oktober 2021 21:00 uur | AZ                           | 3 – 2   | PEC Zwolle     | Stadion: AFAS Stadion, Alkmaar Toeschouwers: 15.328 Scheidsrechter: Gözübüyük Video-assistent: Van der Laan |
| 30 oktober 2021 21:00 uur | De Wit 14' Pavlidis 38', 52' | Verslag | 5', 13' De Wit | Stadion: AFAS Stadion, Alkmaar Toeschouwers: 15.328 Scheidsrechter: Gözübüyük Video-assistent: Van der Laan |
| 30 oktober 2021 21:00 uur |                              |         |                | Stadion: AFAS Stadion, Alkmaar Toeschouwers: 15.328 Scheidsrechter: Gözübüyük Video-assistent: Van der Laan |
| 30 oktober 2021 21:00 uur |                              |         |                | Stadion: AFAS Stadion, Alkmaar Toeschouwers: 15.328 Scheidsrechter: Gözübüyük Video-assistent: Van der Laan |
|                           |                              |         |                | |

|                           |                  |         |               | |
| 31 oktober 2021 12:15 uur | Sparta Rotterdam | 0 – 1   | Feyenoord     | Stadion: Het Kasteel, Rotterdam Toeschouwers: 10.599 Scheidsrechter: Blom Video-assistent: Lindhout |
| 31 oktober 2021 12:15 uur |                  | Verslag | 90+2' Dessers | Stadion: Het Kasteel, Rotterdam Toeschouwers: 10.599 Scheidsrechter: Blom Video-assistent: Lindhout |
| 31 oktober 2021 12:15 uur |                  |         |               | Stadion: Het Kasteel, Rotterdam Toeschouwers: 10.599 Scheidsrechter: Blom Video-assistent: Lindhout |
| 31 oktober 2021 12:15 uur |                  |         |               | Stadion: Het Kasteel, Rotterdam Toeschouwers: 10.599 Scheidsrechter: Blom Video-assistent: Lindhout |
|                           |                  |         |               | |

|                           |                                    |         |              | |
| 31 oktober 2021 14:30 uur | N.E.C.                             | 3 – 0   | FC Groningen | Stadion: Goffertstadion, Nijmegen Toeschouwers: 0 Scheidsrechter: Oostrom Video-assistent: Gansner |
| 31 oktober 2021 14:30 uur | Akman 45+1' Tavşan 55' Okita 90+3' | Verslag |              | Stadion: Goffertstadion, Nijmegen Toeschouwers: 0 Scheidsrechter: Oostrom Video-assistent: Gansner |
| 31 oktober 2021 14:30 uur |                                    |         |              | Stadion: Goffertstadion, Nijmegen Toeschouwers: 0 Scheidsrechter: Oostrom Video-assistent: Gansner |
| 31 oktober 2021 14:30 uur |                                    |         |              | Stadion: Goffertstadion, Nijmegen Toeschouwers: 0 Scheidsrechter: Oostrom Video-assistent: Gansner |
|                           |                                    |         |              | |

|                           |              |         |            | |
| 31 oktober 2021 16:45 uur | RKC Waalwijk | 0 – 1   | SC Cambuur | Stadion: Mandemakers Stadion, Waalwijk Toeschouwers: 4.754 Scheidsrechter: Van de Graaf Video-assistent: Van den Kerkhof |
| 31 oktober 2021 16:45 uur |              | Verslag | 63' Kallon | Stadion: Mandemakers Stadion, Waalwijk Toeschouwers: 4.754 Scheidsrechter: Van de Graaf Video-assistent: Van den Kerkhof |
| 31 oktober 2021 16:45 uur |              |         |            | Stadion: Mandemakers Stadion, Waalwijk Toeschouwers: 4.754 Scheidsrechter: Van de Graaf Video-assistent: Van den Kerkhof |
| 31 oktober 2021 16:45 uur |              |         |            | Stadion: Mandemakers Stadion, Waalwijk Toeschouwers: 4.754 Scheidsrechter: Van de Graaf Video-assistent: Van den Kerkhof |
|                           |              |         |            | |

|                           |                                                       |         |            | |
| 31 oktober 2021 16:45 uur | FC Utrecht                                            | 5 – 1   | Willem II  | Stadion: Stadion Galgenwaard, Utrecht Toeschouwers: 20.469 Scheidsrechter: Van Boekel Video-assistent: Mulder |
| 31 oktober 2021 16:45 uur | Ramselaar 10', 25', 67' Mallahi 83' Van Overeem 90+2' | Verslag | 35' Wriedt | Stadion: Stadion Galgenwaard, Utrecht Toeschouwers: 20.469 Scheidsrechter: Van Boekel Video-assistent: Mulder |
| 31 oktober 2021 16:45 uur |                                                       |         |            | Stadion: Stadion Galgenwaard, Utrecht Toeschouwers: 20.469 Scheidsrechter: Van Boekel Video-assistent: Mulder |
| 31 oktober 2021 16:45 uur |                                                       |         |            | Stadion: Stadion Galgenwaard, Utrecht Toeschouwers: 20.469 Scheidsrechter: Van Boekel Video-assistent: Mulder |
|                           |                                                       |         |            | |

|                           |                                                 |         |                                      | |
| 31 oktober 2021 20:00 uur | Go Ahead Eagles                                 | 4 – 3   | Fortuna Sittard                      | Stadion: De Adelaarshorst, Deventer Toeschouwers: 8.807 Scheidsrechter: Bos Video-assistent: Nijhuis |
| 31 oktober 2021 20:00 uur | Brouwers 53' Cardona 61' Córdoba 83' Kramer 90' | Verslag | 11' Seuntjens 18' Rienstra 55' Tekie | Stadion: De Adelaarshorst, Deventer Toeschouwers: 8.807 Scheidsrechter: Bos Video-assistent: Nijhuis |
| 31 oktober 2021 20:00 uur |                                                 |         |                                      | Stadion: De Adelaarshorst, Deventer Toeschouwers: 8.807 Scheidsrechter: Bos Video-assistent: Nijhuis |
| 31 oktober 2021 20:00 uur |                                                 |         |                                      | Stadion: De Adelaarshorst, Deventer Toeschouwers: 8.807 Scheidsrechter: Bos Video-assistent: Nijhuis |
|                           |                                                 |         |                                      | |

## Speelronde 12
|                           |            |         |                 | |
| 5 november 2021 20:00 uur | FC Twente  | 1 – 0   | Heracles Almelo | Stadion: De Grolsch Veste, Enschede Toeschouwers: 30.000 Scheidsrechter: Higler Video-assistent: Ruperti |
| 5 november 2021 20:00 uur | Hilgers 5' | Verslag |                 | Stadion: De Grolsch Veste, Enschede Toeschouwers: 30.000 Scheidsrechter: Higler Video-assistent: Ruperti |
| 5 november 2021 20:00 uur |            |         |                 | Stadion: De Grolsch Veste, Enschede Toeschouwers: 30.000 Scheidsrechter: Higler Video-assistent: Ruperti |
| 5 november 2021 20:00 uur |            |         |                 | Stadion: De Grolsch Veste, Enschede Toeschouwers: 30.000 Scheidsrechter: Higler Video-assistent: Ruperti |
|                           |            |         |                 | |

|                           |           |         |                |                                                                                                  |
| 6 november 2021 18:45 uur | N.E.C.    | 1 – 1   | sc Heerenveen  | Stadion: Goffertstadion, Nijmegen Toeschouwers: 0 Scheidsrechter: Nijhuis Video-assistent: Dröge |
| 6 november 2021 18:45 uur | Akman 53' | Verslag | 72' J. Veerman | Stadion: Goffertstadion, Nijmegen Toeschouwers: 0 Scheidsrechter: Nijhuis Video-assistent: Dröge |
| 6 november 2021 18:45 uur |           |         |                | Stadion: Goffertstadion, Nijmegen Toeschouwers: 0 Scheidsrechter: Nijhuis Video-assistent: Dröge |
| 6 november 2021 18:45 uur |           |         |                | Stadion: Goffertstadion, Nijmegen Toeschouwers: 0 Scheidsrechter: Nijhuis Video-assistent: Dröge |
|                           |           |         |                |                                                                                                  |

|                           |           |         |                             | |
| 6 november 2021 20:00 uur | Willem II | 0 – 3   | Sparta Rotterdam            | Stadion: Koning Willem II Stadion, Tilburg Toeschouwers: 13.028 Scheidsrechter: Kooij Video-assistent: Kamphuis |
| 6 november 2021 20:00 uur |           | Verslag | 17', 28' Vriends 79' Emegha | Stadion: Koning Willem II Stadion, Tilburg Toeschouwers: 13.028 Scheidsrechter: Kooij Video-assistent: Kamphuis |
| 6 november 2021 20:00 uur |           |         |                             | Stadion: Koning Willem II Stadion, Tilburg Toeschouwers: 13.028 Scheidsrechter: Kooij Video-assistent: Kamphuis |
| 6 november 2021 20:00 uur |           |         |                             | Stadion: Koning Willem II Stadion, Tilburg Toeschouwers: 13.028 Scheidsrechter: Kooij Video-assistent: Kamphuis |
|                           |           |         |                             | |

|                           |              |         |                            | |
| 6 november 2021 21:00 uur | PEC Zwolle   | 1 – 2   | SC Cambuur                 | Stadion: MAC³PARK stadion, Zwolle Toeschouwers: 13.098 Scheidsrechter: Van der Eijk Video-assistent: Van Boekel |
| 6 november 2021 21:00 uur | Huiberts 79' | Verslag | 22' Hoedemakers 48' Maulun | Stadion: MAC³PARK stadion, Zwolle Toeschouwers: 13.098 Scheidsrechter: Van der Eijk Video-assistent: Van Boekel |
| 6 november 2021 21:00 uur |              |         |                            | Stadion: MAC³PARK stadion, Zwolle Toeschouwers: 13.098 Scheidsrechter: Van der Eijk Video-assistent: Van Boekel |
| 6 november 2021 21:00 uur |              |         |                            | Stadion: MAC³PARK stadion, Zwolle Toeschouwers: 13.098 Scheidsrechter: Van der Eijk Video-assistent: Van Boekel |
|                           |              |         |                            | |

|                           |                   |         |              |                                                                                                |
| 7 november 2021 12:15 uur | FC Groningen      | 1 – 1   | RKC Waalwijk | Stadion: Euroborg, Groningen Toeschouwers: 20.313 Scheidsrechter: Blom Video-assistent: Higler |
| 7 november 2021 12:15 uur | Strand Larsen 85' | Verslag | 14' Kramer   | Stadion: Euroborg, Groningen Toeschouwers: 20.313 Scheidsrechter: Blom Video-assistent: Higler |
| 7 november 2021 12:15 uur |                   |         |              | Stadion: Euroborg, Groningen Toeschouwers: 20.313 Scheidsrechter: Blom Video-assistent: Higler |
| 7 november 2021 12:15 uur |                   |         |              | Stadion: Euroborg, Groningen Toeschouwers: 20.313 Scheidsrechter: Blom Video-assistent: Higler |
|                           |                   |         |              |                                                                                                |

|                           |                    |         |                                     | |
| 7 november 2021 14:30 uur | Fortuna Sittard    | 1 – 4   | PSV                                 | Stadion: Fortuna Sittard Stadion, Sittard Toeschouwers: 9.527 Scheidsrechter: Van Boekel Video-assistent: Gerrets |
| 7 november 2021 14:30 uur | Ramalho 76' (e.d.) | Verslag | 37' Doan 54', 85' Bruma 72' Sangaré | Stadion: Fortuna Sittard Stadion, Sittard Toeschouwers: 9.527 Scheidsrechter: Van Boekel Video-assistent: Gerrets |
| 7 november 2021 14:30 uur |                    |         |                                     | Stadion: Fortuna Sittard Stadion, Sittard Toeschouwers: 9.527 Scheidsrechter: Van Boekel Video-assistent: Gerrets |
| 7 november 2021 14:30 uur |                    |         |                                     | Stadion: Fortuna Sittard Stadion, Sittard Toeschouwers: 9.527 Scheidsrechter: Van Boekel Video-assistent: Gerrets |
|                           |                    |         |                                     | |

|                           |               |         |    | |
| 7 november 2021 16:45 uur | Feyenoord     | 1 – 0   | AZ | Stadion: Stadion Feijenoord, Rotterdam Toeschouwers: 47.500 Scheidsrechter: Lindhout Video-assistent: Manschot |
| 7 november 2021 16:45 uur | Dessers 90+2' | Verslag |    | Stadion: Stadion Feijenoord, Rotterdam Toeschouwers: 47.500 Scheidsrechter: Lindhout Video-assistent: Manschot |
| 7 november 2021 16:45 uur |               |         |    | Stadion: Stadion Feijenoord, Rotterdam Toeschouwers: 47.500 Scheidsrechter: Lindhout Video-assistent: Manschot |
| 7 november 2021 16:45 uur |               |         |    | Stadion: Stadion Feijenoord, Rotterdam Toeschouwers: 47.500 Scheidsrechter: Lindhout Video-assistent: Manschot |
|                           |               |         |    | |

|                           |                             |         |            |                                                                                                 |
| 7 november 2021 16:45 uur | Vitesse                     | 2 – 1   | FC Utrecht | Stadion: GelreDome, Arnhem Toeschouwers: 15.867 Scheidsrechter: Makkelie Video-assistent: Blank |
| 7 november 2021 16:45 uur | Frederiksen 7' Bazoer 45+2' | Verslag | 77' Zagre  | Stadion: GelreDome, Arnhem Toeschouwers: 15.867 Scheidsrechter: Makkelie Video-assistent: Blank |
| 7 november 2021 16:45 uur |                             |         |            | Stadion: GelreDome, Arnhem Toeschouwers: 15.867 Scheidsrechter: Makkelie Video-assistent: Blank |
| 7 november 2021 16:45 uur |                             |         |            | Stadion: GelreDome, Arnhem Toeschouwers: 15.867 Scheidsrechter: Makkelie Video-assistent: Blank |
|                           |                             |         |            |                                                                                                 |

|                           |         |       |                 | |
| 7 november 2021 20:00 uur | Ajax    | 0 – 0 | Go Ahead Eagles | Stadion: Johan Cruijff ArenA, Amsterdam Toeschouwers: 53.497 Scheidsrechter: Dieperink Video-assistent: Nagtegaal |
| 7 november 2021 20:00 uur | Verslag |       |                 | Stadion: Johan Cruijff ArenA, Amsterdam Toeschouwers: 53.497 Scheidsrechter: Dieperink Video-assistent: Nagtegaal |
| 7 november 2021 20:00 uur |         |       |                 | Stadion: Johan Cruijff ArenA, Amsterdam Toeschouwers: 53.497 Scheidsrechter: Dieperink Video-assistent: Nagtegaal |
| 7 november 2021 20:00 uur |         |       |                 | Stadion: Johan Cruijff ArenA, Amsterdam Toeschouwers: 53.497 Scheidsrechter: Dieperink Video-assistent: Nagtegaal |
|                           |         |       |                 | |

## Speelronde 13
|                            |                       |         |         |                                                                                                   |
| 20 november 2021 16:30 uur | PSV                   | 2 – 0   | Vitesse | Stadion: Philips Stadion, Eindhoven Toeschouwers: 0 Scheidsrechter: Nijhuis Video-assistent: Blom |
| 20 november 2021 16:30 uur | Sangaré 19' Bruma 30' | Verslag |         | Stadion: Philips Stadion, Eindhoven Toeschouwers: 0 Scheidsrechter: Nijhuis Video-assistent: Blom |
| 20 november 2021 16:30 uur |                       |         |         | Stadion: Philips Stadion, Eindhoven Toeschouwers: 0 Scheidsrechter: Nijhuis Video-assistent: Blom |
| 20 november 2021 16:30 uur |                       |         |         | Stadion: Philips Stadion, Eindhoven Toeschouwers: 0 Scheidsrechter: Nijhuis Video-assistent: Blom |
|                            |                       |         |         |                                                                                                   |

|                            |                  |         |                            | |
| 20 november 2021 18:45 uur | Sparta Rotterdam | 0 – 1   | FC Twente                  | Stadion: Het Kasteel, Rotterdam Toeschouwers: 0 Scheidsrechter: Van de Graaf Video-assistent: Gözübüyük |
| 20 november 2021 18:45 uur |                  | Verslag | 83' (pen.) Van Wolfswinkel | Stadion: Het Kasteel, Rotterdam Toeschouwers: 0 Scheidsrechter: Van de Graaf Video-assistent: Gözübüyük |
| 20 november 2021 18:45 uur |                  |         |                            | Stadion: Het Kasteel, Rotterdam Toeschouwers: 0 Scheidsrechter: Van de Graaf Video-assistent: Gözübüyük |
| 20 november 2021 18:45 uur |                  |         |                            | Stadion: Het Kasteel, Rotterdam Toeschouwers: 0 Scheidsrechter: Van de Graaf Video-assistent: Gözübüyük |
|                            |                  |         |                            | |

|                            |                 |         |           |                                                                                                  |
| 20 november 2021 20:00 uur | AZ              | 1 – 1   | N.E.C.    | Stadion: AFAS Stadion, Alkmaar Toeschouwers: 0 Scheidsrechter: Manschot Video-assistent: Ruperti |
| 20 november 2021 20:00 uur | Aboukhlal 90+3' | Verslag | 9' Bruijn | Stadion: AFAS Stadion, Alkmaar Toeschouwers: 0 Scheidsrechter: Manschot Video-assistent: Ruperti |
| 20 november 2021 20:00 uur |                 |         |           | Stadion: AFAS Stadion, Alkmaar Toeschouwers: 0 Scheidsrechter: Manschot Video-assistent: Ruperti |
| 20 november 2021 20:00 uur |                 |         |           | Stadion: AFAS Stadion, Alkmaar Toeschouwers: 0 Scheidsrechter: Manschot Video-assistent: Ruperti |
|                            |                 |         |           |                                                                                                  |

|                            |                              |         |                 |                                                                                               |
| 20 november 2021 21:00 uur | Heracles Almelo              | 3 – 1   | Fortuna Sittard | Stadion: Erve Asito, Almelo Toeschouwers: 0 Scheidsrechter: Makkelie Video-assistent: Martens |
| 20 november 2021 21:00 uur | Azzaoui 6', 30' Sierhuis 67' | Verslag | 9' Flemming     | Stadion: Erve Asito, Almelo Toeschouwers: 0 Scheidsrechter: Makkelie Video-assistent: Martens |
| 20 november 2021 21:00 uur |                              |         |                 | Stadion: Erve Asito, Almelo Toeschouwers: 0 Scheidsrechter: Makkelie Video-assistent: Martens |
| 20 november 2021 21:00 uur |                              |         |                 | Stadion: Erve Asito, Almelo Toeschouwers: 0 Scheidsrechter: Makkelie Video-assistent: Martens |
|                            |                              |         |                 |                                                                                               |

|                            |                                    |         |                   | |
| 21 november 2021 12:15 uur | Go Ahead Eagles                    | 0 – 1   | FC Groningen      | Stadion: De Adelaarshorst, Deventer Toeschouwers: 0 Scheidsrechter: Van der Eijk Video-assistent: Oostrom |
| 21 november 2021 12:15 uur | Córdoba 57', 76' Kramer 70', 90+3' | Verslag | 50' Strand Larsen | Stadion: De Adelaarshorst, Deventer Toeschouwers: 0 Scheidsrechter: Van der Eijk Video-assistent: Oostrom |
| 21 november 2021 12:15 uur |                                    |         |                   | Stadion: De Adelaarshorst, Deventer Toeschouwers: 0 Scheidsrechter: Van der Eijk Video-assistent: Oostrom |
| 21 november 2021 12:15 uur |                                    |         |                   | Stadion: De Adelaarshorst, Deventer Toeschouwers: 0 Scheidsrechter: Van der Eijk Video-assistent: Oostrom |
|                            |                                    |         |                   | |

|                            |                                       |         |            | |
| 21 november 2021 14:30 uur | Feyenoord                             | 4 – 0   | PEC Zwolle | Stadion: Stadion Feijenoord, Rotterdam Toeschouwers: 0 Scheidsrechter: Van den Kerkhof Video-assistent: Kamphuis |
| 21 november 2021 14:30 uur | Linssen 6', 31' Sinisterra 9' Til 35' | Verslag |            | Stadion: Stadion Feijenoord, Rotterdam Toeschouwers: 0 Scheidsrechter: Van den Kerkhof Video-assistent: Kamphuis |
| 21 november 2021 14:30 uur |                                       |         |            | Stadion: Stadion Feijenoord, Rotterdam Toeschouwers: 0 Scheidsrechter: Van den Kerkhof Video-assistent: Kamphuis |
| 21 november 2021 14:30 uur |                                       |         |            | Stadion: Stadion Feijenoord, Rotterdam Toeschouwers: 0 Scheidsrechter: Van den Kerkhof Video-assistent: Kamphuis |
|                            |                                       |         |            | |

|                            |                                           |         |                            | |
| 21 november 2021 14:30 uur | sc Heerenveen                             | 2 – 1   | Willem II                  | Stadion: Abe Lenstra Stadion, Heerenveen Toeschouwers: 0 Scheidsrechter: Gözübüyük Video-assistent: Kooij |
| 21 november 2021 14:30 uur | Musaba 13', 21' Stevanović 70' Bakker 76' | Verslag | 69' Nunnely 75', 78' Nelom | Stadion: Abe Lenstra Stadion, Heerenveen Toeschouwers: 0 Scheidsrechter: Gözübüyük Video-assistent: Kooij |
| 21 november 2021 14:30 uur |                                           |         |                            | Stadion: Abe Lenstra Stadion, Heerenveen Toeschouwers: 0 Scheidsrechter: Gözübüyük Video-assistent: Kooij |
| 21 november 2021 14:30 uur |                                           |         |                            | Stadion: Abe Lenstra Stadion, Heerenveen Toeschouwers: 0 Scheidsrechter: Gözübüyük Video-assistent: Kooij |
|                            |                                           |         |                            | |

|                            |              |         |                                              | |
| 21 november 2021 16:45 uur | RKC Waalwijk | 0 – 5   | Ajax                                         | Stadion: Mandemakers Stadion, Waalwijk Toeschouwers: 0 Scheidsrechter: Lindhout Video-assistent: Cantineau |
| 21 november 2021 16:45 uur |              | Verslag | 17', 83' Haller 42', 57' Berghuis 74' Timber | Stadion: Mandemakers Stadion, Waalwijk Toeschouwers: 0 Scheidsrechter: Lindhout Video-assistent: Cantineau |
| 21 november 2021 16:45 uur |              |         |                                              | Stadion: Mandemakers Stadion, Waalwijk Toeschouwers: 0 Scheidsrechter: Lindhout Video-assistent: Cantineau |
| 21 november 2021 16:45 uur |              |         |                                              | Stadion: Mandemakers Stadion, Waalwijk Toeschouwers: 0 Scheidsrechter: Lindhout Video-assistent: Cantineau |
|                            |              |         |                                              | |

|                            |                         |         |            | |
| 21 november 2021 20:00 uur | SC Cambuur              | 2 – 1   | FC Utrecht | Stadion: Cambuurstadion, Leeuwarden Toeschouwers: 0 Scheidsrechter: Higler Video-assistent: Mulder |
| 21 november 2021 20:00 uur | Uldriķis 21' Jacobs 54' | Verslag | 32' Sylla  | Stadion: Cambuurstadion, Leeuwarden Toeschouwers: 0 Scheidsrechter: Higler Video-assistent: Mulder |
| 21 november 2021 20:00 uur |                         |         |            | Stadion: Cambuurstadion, Leeuwarden Toeschouwers: 0 Scheidsrechter: Higler Video-assistent: Mulder |
| 21 november 2021 20:00 uur |                         |         |            | Stadion: Cambuurstadion, Leeuwarden Toeschouwers: 0 Scheidsrechter: Higler Video-assistent: Mulder |
|                            |                         |         |            | |

## Speelronde 14
|                            |                       |         |                                     | |
| 26 november 2021 20:00 uur | N.E.C.                | 2 – 3   | SC Cambuur                          | Stadion: Goffertstadion, Nijmegen Toeschouwers: 0 Scheidsrechter: Dieperink Video-assistent: Gerrets |
| 26 november 2021 20:00 uur | Barreto 31' Akman 36' | Verslag | 17' Jacobs 53' Uldriķis 66' Bangura | Stadion: Goffertstadion, Nijmegen Toeschouwers: 0 Scheidsrechter: Dieperink Video-assistent: Gerrets |
| 26 november 2021 20:00 uur |                       |         |                                     | Stadion: Goffertstadion, Nijmegen Toeschouwers: 0 Scheidsrechter: Dieperink Video-assistent: Gerrets |
| 26 november 2021 20:00 uur |                       |         |                                     | Stadion: Goffertstadion, Nijmegen Toeschouwers: 0 Scheidsrechter: Dieperink Video-assistent: Gerrets |
|                            |                       |         |                                     | |

|                            |                           |         |                                                          | |
| 27 november 2021 18:45 uur | Fortuna Sittard           | 1 – 4   | FC Groningen                                             | Stadion: Fortuna Sittard Stadion, Sittard Toeschouwers: 0 Scheidsrechter: Manschot Video-assistent: Van der Eijk |
| 27 november 2021 18:45 uur | Seuntjens 24' Janssen 63' | Verslag | 29' Ngonge 42' (e.d.) Cox 51' Irandust 80' Strand Larsen | Stadion: Fortuna Sittard Stadion, Sittard Toeschouwers: 0 Scheidsrechter: Manschot Video-assistent: Van der Eijk |
| 27 november 2021 18:45 uur |                           |         |                                                          | Stadion: Fortuna Sittard Stadion, Sittard Toeschouwers: 0 Scheidsrechter: Manschot Video-assistent: Van der Eijk |
| 27 november 2021 18:45 uur |                           |         |                                                          | Stadion: Fortuna Sittard Stadion, Sittard Toeschouwers: 0 Scheidsrechter: Manschot Video-assistent: Van der Eijk |
|                            |                           |         |                                                          | |

|                            |            |       |              |                                                                                                  |
| 27 november 2021 20:00 uur | PEC Zwolle | 0 – 0 | RKC Waalwijk | Stadion: MAC³PARK stadion, Zwolle Toeschouwers: 0 Scheidsrechter: Kooij Video-assistent: Gansner |
| 27 november 2021 20:00 uur | Verslag    |       |              | Stadion: MAC³PARK stadion, Zwolle Toeschouwers: 0 Scheidsrechter: Kooij Video-assistent: Gansner |
| 27 november 2021 20:00 uur |            |       |              | Stadion: MAC³PARK stadion, Zwolle Toeschouwers: 0 Scheidsrechter: Kooij Video-assistent: Gansner |
| 27 november 2021 20:00 uur |            |       |              | Stadion: MAC³PARK stadion, Zwolle Toeschouwers: 0 Scheidsrechter: Kooij Video-assistent: Gansner |
|                            |            |       |              |                                                                                                  |

|                            |           |         |                 | |
| 27 november 2021 21:00 uur | Willem II | 0 – 1   | Go Ahead Eagles | Stadion: Koning Willem II Stadion, Tilburg Toeschouwers: 0 Scheidsrechter: Gerrets Video-assistent: Van der Laan |
| 27 november 2021 21:00 uur |           | Verslag | 47' Lucassen    | Stadion: Koning Willem II Stadion, Tilburg Toeschouwers: 0 Scheidsrechter: Gerrets Video-assistent: Van der Laan |
| 27 november 2021 21:00 uur |           |         |                 | Stadion: Koning Willem II Stadion, Tilburg Toeschouwers: 0 Scheidsrechter: Gerrets Video-assistent: Van der Laan |
| 27 november 2021 21:00 uur |           |         |                 | Stadion: Koning Willem II Stadion, Tilburg Toeschouwers: 0 Scheidsrechter: Gerrets Video-assistent: Van der Laan |
|                            |           |         |                 | |

|                            |                  |         |           |                                                                                                   |
| 28 november 2021 12:15 uur | Sparta Rotterdam | 0 – 1   | Ajax      | Stadion: Het Kasteel, Rotterdam Toeschouwers: 0 Scheidsrechter: Kamphuis Video-assistent: Nijhuis |
| 28 november 2021 12:15 uur |                  | Verslag | 36' Tadić | Stadion: Het Kasteel, Rotterdam Toeschouwers: 0 Scheidsrechter: Kamphuis Video-assistent: Nijhuis |
| 28 november 2021 12:15 uur |                  |         |           | Stadion: Het Kasteel, Rotterdam Toeschouwers: 0 Scheidsrechter: Kamphuis Video-assistent: Nijhuis |
| 28 november 2021 12:15 uur |                  |         |           | Stadion: Het Kasteel, Rotterdam Toeschouwers: 0 Scheidsrechter: Kamphuis Video-assistent: Nijhuis |
|                            |                  |         |           |                                                                                                   |

|                            |           |       |           | |
| 28 november 2021 14:30 uur | FC Twente | 0 – 0 | Feyenoord | Stadion: De Grolsch Veste, Enschede Toeschouwers: 0 Scheidsrechter: Gözübüyük Video-assistent: Higler |
| 28 november 2021 14:30 uur | Verslag   |       |           | Stadion: De Grolsch Veste, Enschede Toeschouwers: 0 Scheidsrechter: Gözübüyük Video-assistent: Higler |
| 28 november 2021 14:30 uur |           |       |           | Stadion: De Grolsch Veste, Enschede Toeschouwers: 0 Scheidsrechter: Gözübüyük Video-assistent: Higler |
| 28 november 2021 14:30 uur |           |       |           | Stadion: De Grolsch Veste, Enschede Toeschouwers: 0 Scheidsrechter: Gözübüyük Video-assistent: Higler |
|                            |           |       |           | |

|                            |                       |         |                 | |
| 28 november 2021 14:30 uur | FC Utrecht            | 1 – 0   | Heracles Almelo | Stadion: Stadion Galgenwaard, Utrecht Toeschouwers: 0 Scheidsrechter: Van den Kerkhof Video-assistent: Bos |
| 28 november 2021 14:30 uur | Knoester 90+3' (e.d.) | Verslag |                 | Stadion: Stadion Galgenwaard, Utrecht Toeschouwers: 0 Scheidsrechter: Van den Kerkhof Video-assistent: Bos |
| 28 november 2021 14:30 uur |                       |         |                 | Stadion: Stadion Galgenwaard, Utrecht Toeschouwers: 0 Scheidsrechter: Van den Kerkhof Video-assistent: Bos |
| 28 november 2021 14:30 uur |                       |         |                 | Stadion: Stadion Galgenwaard, Utrecht Toeschouwers: 0 Scheidsrechter: Van den Kerkhof Video-assistent: Bos |
|                            |                       |         |                 | |

|                            |               |         |              | |
| 28 november 2021 16:45 uur | sc Heerenveen | 1 – 1   | PSV          | Stadion: Abe Lenstra Stadion, Heerenveen Toeschouwers: 0 Scheidsrechter: Lindhout Video-assistent: Van de Graaf |
| 28 november 2021 16:45 uur | Al Hajj 74'   | Verslag | 13' Vinícius | Stadion: Abe Lenstra Stadion, Heerenveen Toeschouwers: 0 Scheidsrechter: Lindhout Video-assistent: Van de Graaf |
| 28 november 2021 16:45 uur |               |         |              | Stadion: Abe Lenstra Stadion, Heerenveen Toeschouwers: 0 Scheidsrechter: Lindhout Video-assistent: Van de Graaf |
| 28 november 2021 16:45 uur |               |         |              | Stadion: Abe Lenstra Stadion, Heerenveen Toeschouwers: 0 Scheidsrechter: Lindhout Video-assistent: Van de Graaf |
|                            |               |         |              | |

|                            |         |       |    |                                                                                                |
| 28 november 2021 20:00 uur | Vitesse | 0 – 0 | AZ | Stadion: GelreDome, Arnhem Toeschouwers: 0 Scheidsrechter: Makkelie Video-assistent: Dieperink |
| 28 november 2021 20:00 uur | Verslag |       |    | Stadion: GelreDome, Arnhem Toeschouwers: 0 Scheidsrechter: Makkelie Video-assistent: Dieperink |
| 28 november 2021 20:00 uur |         |       |    | Stadion: GelreDome, Arnhem Toeschouwers: 0 Scheidsrechter: Makkelie Video-assistent: Dieperink |
| 28 november 2021 20:00 uur |         |       |    | Stadion: GelreDome, Arnhem Toeschouwers: 0 Scheidsrechter: Makkelie Video-assistent: Dieperink |
|                            |         |       |    |                                                                                                |

## Inhaalronde 4
|                           |                       |         |                 | |
| 1 december 2021 20:00 uur | Feyenoord             | 2 – 1   | Heracles Almelo | Stadion: Stadion Feijenoord, Rotterdam Toeschouwers: 0 Scheidsrechter: Nijhuis Video-assistent: Nagtegaal |
| 1 december 2021 20:00 uur | Sinisterra 45+7', 70' | Verslag | 15' Bakış       | Stadion: Stadion Feijenoord, Rotterdam Toeschouwers: 0 Scheidsrechter: Nijhuis Video-assistent: Nagtegaal |
| 1 december 2021 20:00 uur |                       |         |                 | Stadion: Stadion Feijenoord, Rotterdam Toeschouwers: 0 Scheidsrechter: Nijhuis Video-assistent: Nagtegaal |
| 1 december 2021 20:00 uur |                       |         |                 | Stadion: Stadion Feijenoord, Rotterdam Toeschouwers: 0 Scheidsrechter: Nijhuis Video-assistent: Nagtegaal |
|                           |                       |         |                 | |

## Inhaalronde 2
|                           |                           |         |                 | |
| 2 december 2021 18:45 uur | AZ                        | 2 – 1   | Fortuna Sittard | Stadion: AFAS Stadion, Alkmaar Toeschouwers: 0 Scheidsrechter: Higler Video-assistent: Van den Kerkhof |
| 2 december 2021 18:45 uur | Pavlidis 41' Karlsson 51' | Verslag | 9' Flemming     | Stadion: AFAS Stadion, Alkmaar Toeschouwers: 0 Scheidsrechter: Higler Video-assistent: Van den Kerkhof |
| 2 december 2021 18:45 uur |                           |         |                 | Stadion: AFAS Stadion, Alkmaar Toeschouwers: 0 Scheidsrechter: Higler Video-assistent: Van den Kerkhof |
| 2 december 2021 18:45 uur |                           |         |                 | Stadion: AFAS Stadion, Alkmaar Toeschouwers: 0 Scheidsrechter: Higler Video-assistent: Van den Kerkhof |
|                           |                           |         |                 | |

## Speelronde 15
|                           |                                                      |         |           | |
| 2 december 2021 21:00 uur | Ajax                                                 | 5 – 0   | Willem II | Stadion: Johan Cruijff ArenA, Amsterdam Toeschouwers: 0 Scheidsrechter: Van de Graaf Video-assistent: Manschot |
| 2 december 2021 21:00 uur | Antony 15', 23' Martínez 18' Klaassen 71' Danilo 76' | Verslag |           | Stadion: Johan Cruijff ArenA, Amsterdam Toeschouwers: 0 Scheidsrechter: Van de Graaf Video-assistent: Manschot |
| 2 december 2021 21:00 uur |                                                      |         |           | Stadion: Johan Cruijff ArenA, Amsterdam Toeschouwers: 0 Scheidsrechter: Van de Graaf Video-assistent: Manschot |
| 2 december 2021 21:00 uur |                                                      |         |           | Stadion: Johan Cruijff ArenA, Amsterdam Toeschouwers: 0 Scheidsrechter: Van de Graaf Video-assistent: Manschot |
|                           |                                                      |         |           | |

|                           |                         |         |            |                                                                                                |
| 3 december 2021 20:00 uur | FC Groningen            | 1 – 1   | PEC Zwolle | Stadion: Euroborg, Groningen Toeschouwers: 0 Scheidsrechter: Martens Video-assistent: Lindhout |
| 3 december 2021 20:00 uur | Van den Belt 75' (e.d.) | Verslag | 14' De Wit | Stadion: Euroborg, Groningen Toeschouwers: 0 Scheidsrechter: Martens Video-assistent: Lindhout |
| 3 december 2021 20:00 uur |                         |         |            | Stadion: Euroborg, Groningen Toeschouwers: 0 Scheidsrechter: Martens Video-assistent: Lindhout |
| 3 december 2021 20:00 uur |                         |         |            | Stadion: Euroborg, Groningen Toeschouwers: 0 Scheidsrechter: Martens Video-assistent: Lindhout |
|                           |                         |         |            |                                                                                                |

|                           |                                          |         |                   | |
| 4 december 2021 16:30 uur | PSV                                      | 4 – 1   | FC Utrecht        | Stadion: Philips Stadion, Eindhoven Toeschouwers: 0 Scheidsrechter: Makkelie Video-assistent: Kooij |
| 4 december 2021 16:30 uur | Gakpo 27' Ramalho 35' Doan 51' Mwene 70' | Verslag | 12' Van der Hoorn | Stadion: Philips Stadion, Eindhoven Toeschouwers: 0 Scheidsrechter: Makkelie Video-assistent: Kooij |
| 4 december 2021 16:30 uur |                                          |         |                   | Stadion: Philips Stadion, Eindhoven Toeschouwers: 0 Scheidsrechter: Makkelie Video-assistent: Kooij |
| 4 december 2021 16:30 uur |                                          |         |                   | Stadion: Philips Stadion, Eindhoven Toeschouwers: 0 Scheidsrechter: Makkelie Video-assistent: Kooij |
|                           |                                          |         |                   | |

|                           |            |         |                                                               | |
| 4 december 2021 18:45 uur | SC Cambuur | 1 – 6   | Vitesse                                                       | Stadion: Cambuurstadion, Leeuwarden Toeschouwers: 0 Scheidsrechter: Gözübüyük Video-assistent: Pérez |
| 4 december 2021 18:45 uur | Tol 41'    | Verslag | 26', 49' Tronstad 30', 64' Openda 36' Buitink 79' Frederiksen | Stadion: Cambuurstadion, Leeuwarden Toeschouwers: 0 Scheidsrechter: Gözübüyük Video-assistent: Pérez |
| 4 december 2021 18:45 uur |            |         |                                                               | Stadion: Cambuurstadion, Leeuwarden Toeschouwers: 0 Scheidsrechter: Gözübüyük Video-assistent: Pérez |
| 4 december 2021 18:45 uur |            |         |                                                               | Stadion: Cambuurstadion, Leeuwarden Toeschouwers: 0 Scheidsrechter: Gözübüyük Video-assistent: Pérez |
|                           |            |         |                                                               | |

|                           |                 |         |                |                                                                                                |
| 4 december 2021 21:00 uur | Heracles Almelo | 0 – 1   | sc Heerenveen  | Stadion: Erve Asito, Almelo Toeschouwers: 0 Scheidsrechter: Van Boekel Video-assistent: Mulder |
| 4 december 2021 21:00 uur |                 | Verslag | 79' J. Veerman | Stadion: Erve Asito, Almelo Toeschouwers: 0 Scheidsrechter: Van Boekel Video-assistent: Mulder |
| 4 december 2021 21:00 uur |                 |         |                | Stadion: Erve Asito, Almelo Toeschouwers: 0 Scheidsrechter: Van Boekel Video-assistent: Mulder |
| 4 december 2021 21:00 uur |                 |         |                | Stadion: Erve Asito, Almelo Toeschouwers: 0 Scheidsrechter: Van Boekel Video-assistent: Mulder |
|                           |                 |         |                |                                                                                                |

|                           |                            |         |            | |
| 5 december 2021 12:15 uur | RKC Waalwijk               | 2 – 1   | N.E.C.     | Stadion: Mandemakers Stadion, Waalwijk Toeschouwers: 0 Scheidsrechter: Higler Video-assistent: Dröge |
| 5 december 2021 12:15 uur | Odgaard 28' Kuijpers 90+4' | Verslag | 16' Bruijn | Stadion: Mandemakers Stadion, Waalwijk Toeschouwers: 0 Scheidsrechter: Higler Video-assistent: Dröge |
| 5 december 2021 12:15 uur |                            |         |            | Stadion: Mandemakers Stadion, Waalwijk Toeschouwers: 0 Scheidsrechter: Higler Video-assistent: Dröge |
| 5 december 2021 12:15 uur |                            |         |            | Stadion: Mandemakers Stadion, Waalwijk Toeschouwers: 0 Scheidsrechter: Higler Video-assistent: Dröge |
|                           |                            |         |            | |

|                           |                                       |         |                  | |
| 5 december 2021 14:30 uur | AZ                                    | 3 – 1   | Sparta Rotterdam | Stadion: AFAS Stadion, Alkmaar Toeschouwers: 0 Scheidsrechter: Van der Eijk Video-assistent: Makkelie |
| 5 december 2021 14:30 uur | Karlsson 27' (pen.), 31' Pavlidis 58' | Verslag | 19' Auassar      | Stadion: AFAS Stadion, Alkmaar Toeschouwers: 0 Scheidsrechter: Van der Eijk Video-assistent: Makkelie |
| 5 december 2021 14:30 uur |                                       |         |                  | Stadion: AFAS Stadion, Alkmaar Toeschouwers: 0 Scheidsrechter: Van der Eijk Video-assistent: Makkelie |
| 5 december 2021 14:30 uur |                                       |         |                  | Stadion: AFAS Stadion, Alkmaar Toeschouwers: 0 Scheidsrechter: Van der Eijk Video-assistent: Makkelie |
|                           |                                       |         |                  | |

|                           |                 |         |                                  | |
| 5 december 2021 14:30 uur | Go Ahead Eagles | 1 – 2   | FC Twente                        | Stadion: De Adelaarshorst, Deventer Toeschouwers: 0 Scheidsrechter: Lindhout Video-assistent: Van Boekel |
| 5 december 2021 14:30 uur | Córdoba 39'     | Verslag | 79' Van Wolfswinkel 83' Zerrouki | Stadion: De Adelaarshorst, Deventer Toeschouwers: 0 Scheidsrechter: Lindhout Video-assistent: Van Boekel |
| 5 december 2021 14:30 uur |                 |         |                                  | Stadion: De Adelaarshorst, Deventer Toeschouwers: 0 Scheidsrechter: Lindhout Video-assistent: Van Boekel |
| 5 december 2021 14:30 uur |                 |         |                                  | Stadion: De Adelaarshorst, Deventer Toeschouwers: 0 Scheidsrechter: Lindhout Video-assistent: Van Boekel |
|                           |                 |         |                                  | |

|                           |                                                        |         |                 | |
| 5 december 2021 16:45 uur | Feyenoord                                              | 5 – 0   | Fortuna Sittard | Stadion: Stadion Feijenoord, Rotterdam Toeschouwers: 0 Scheidsrechter: Dieperink Video-assistent: Blank |
| 5 december 2021 16:45 uur | Til 8' Linssen 26', 52' Sinisterra 63' Jahanbakhsh 89' | Verslag |                 | Stadion: Stadion Feijenoord, Rotterdam Toeschouwers: 0 Scheidsrechter: Dieperink Video-assistent: Blank |
| 5 december 2021 16:45 uur |                                                        |         |                 | Stadion: Stadion Feijenoord, Rotterdam Toeschouwers: 0 Scheidsrechter: Dieperink Video-assistent: Blank |
| 5 december 2021 16:45 uur |                                                        |         |                 | Stadion: Stadion Feijenoord, Rotterdam Toeschouwers: 0 Scheidsrechter: Dieperink Video-assistent: Blank |
|                           |                                                        |         |                 | |

## Speelronde 16
|                            |                |         |                                                | |
| 10 december 2021 20:00 uur | Willem II      | 1 – 3   | SC Cambuur                                     | Stadion: Koning Willem II Stadion, Tilburg Toeschouwers: 0 Scheidsrechter: Van den Kerkhof Video-assistent: Hensgens |
| 10 december 2021 20:00 uur | Roemeratoe 90' | Verslag | 49' Uldriķis 68' (pen.) Maulun 90+4' Paulissen | Stadion: Koning Willem II Stadion, Tilburg Toeschouwers: 0 Scheidsrechter: Van den Kerkhof Video-assistent: Hensgens |
| 10 december 2021 20:00 uur |                |         |                                                | Stadion: Koning Willem II Stadion, Tilburg Toeschouwers: 0 Scheidsrechter: Van den Kerkhof Video-assistent: Hensgens |
| 10 december 2021 20:00 uur |                |         |                                                | Stadion: Koning Willem II Stadion, Tilburg Toeschouwers: 0 Scheidsrechter: Van den Kerkhof Video-assistent: Hensgens |
|                            |                |         |                                                | |

|                            |            |       |                 | |
| 11 december 2021 18:45 uur | FC Utrecht | 0 – 0 | Go Ahead Eagles | Stadion: Stadion Galgenwaard, Utrecht Toeschouwers: 0 Scheidsrechter: Kooij Video-assistent: Cantineau |
| 11 december 2021 18:45 uur | Verslag    |       |                 | Stadion: Stadion Galgenwaard, Utrecht Toeschouwers: 0 Scheidsrechter: Kooij Video-assistent: Cantineau |
| 11 december 2021 18:45 uur |            |       |                 | Stadion: Stadion Galgenwaard, Utrecht Toeschouwers: 0 Scheidsrechter: Kooij Video-assistent: Cantineau |
| 11 december 2021 18:45 uur |            |       |                 | Stadion: Stadion Galgenwaard, Utrecht Toeschouwers: 0 Scheidsrechter: Kooij Video-assistent: Cantineau |
|                            |            |       |                 | |

|                            |               |       |                  | |
| 11 december 2021 20:00 uur | sc Heerenveen | 0 – 0 | Sparta Rotterdam | Stadion: Abe Lenstra Stadion, Heerenveen Toeschouwers: 0 Scheidsrechter: Van der Laan Video-assistent: Dieperink |
| 11 december 2021 20:00 uur | Verslag       |       |                  | Stadion: Abe Lenstra Stadion, Heerenveen Toeschouwers: 0 Scheidsrechter: Van der Laan Video-assistent: Dieperink |
| 11 december 2021 20:00 uur |               |       |                  | Stadion: Abe Lenstra Stadion, Heerenveen Toeschouwers: 0 Scheidsrechter: Van der Laan Video-assistent: Dieperink |
| 11 december 2021 20:00 uur |               |       |                  | Stadion: Abe Lenstra Stadion, Heerenveen Toeschouwers: 0 Scheidsrechter: Van der Laan Video-assistent: Dieperink |
|                            |               |       |                  | |

|                            |            |         |                 | |
| 11 december 2021 21:00 uur | PEC Zwolle | 0 – 1   | Fortuna Sittard | Stadion: MAC³PARK stadion, Zwolle Toeschouwers: 0 Scheidsrechter: Van de Graaf Video-assistent: Bos |
| 11 december 2021 21:00 uur |            | Verslag | 64' Lonwijk     | Stadion: MAC³PARK stadion, Zwolle Toeschouwers: 0 Scheidsrechter: Van de Graaf Video-assistent: Bos |
| 11 december 2021 21:00 uur |            |         |                 | Stadion: MAC³PARK stadion, Zwolle Toeschouwers: 0 Scheidsrechter: Van de Graaf Video-assistent: Bos |
| 11 december 2021 21:00 uur |            |         |                 | Stadion: MAC³PARK stadion, Zwolle Toeschouwers: 0 Scheidsrechter: Van de Graaf Video-assistent: Bos |
|                            |            |         |                 | |

|                            |                            |         |                         | |
| 12 december 2021 12:15 uur | FC Twente                  | 2 – 1   | RKC Waalwijk            | Stadion: De Grolsch Veste, Enschede Toeschouwers: 0 Scheidsrechter: Van Boekel Video-assistent: Oostrom |
| 12 december 2021 12:15 uur | Van Wolfswinkel 2' Vlap 5' | Verslag | 10' Odgaard 89' Adewoye | Stadion: De Grolsch Veste, Enschede Toeschouwers: 0 Scheidsrechter: Van Boekel Video-assistent: Oostrom |
| 12 december 2021 12:15 uur |                            |         |                         | Stadion: De Grolsch Veste, Enschede Toeschouwers: 0 Scheidsrechter: Van Boekel Video-assistent: Oostrom |
| 12 december 2021 12:15 uur |                            |         |                         | Stadion: De Grolsch Veste, Enschede Toeschouwers: 0 Scheidsrechter: Van Boekel Video-assistent: Oostrom |
|                            |                            |         |                         | |

|                            |                   |         |            |                                                                                                |
| 12 december 2021 14:30 uur | FC Groningen      | 1 – 1   | Feyenoord  | Stadion: Euroborg, Groningen Toeschouwers: 0 Scheidsrechter: Makkelie Video-assistent: Ruperti |
| 12 december 2021 14:30 uur | Strand Larsen 65' | Verslag | 60' Senesi | Stadion: Euroborg, Groningen Toeschouwers: 0 Scheidsrechter: Makkelie Video-assistent: Ruperti |
| 12 december 2021 14:30 uur |                   |         |            | Stadion: Euroborg, Groningen Toeschouwers: 0 Scheidsrechter: Makkelie Video-assistent: Ruperti |
| 12 december 2021 14:30 uur |                   |         |            | Stadion: Euroborg, Groningen Toeschouwers: 0 Scheidsrechter: Makkelie Video-assistent: Ruperti |
|                            |                   |         |            |                                                                                                |

|                            |                        |         |                 |                                                                                             |
| 12 december 2021 14:30 uur | Vitesse                | 2 – 1   | Heracles Almelo | Stadion: GelreDome, Arnhem Toeschouwers: 0 Scheidsrechter: Manschot Video-assistent: Higler |
| 12 december 2021 14:30 uur | Openda 31', 49' (pen.) | Verslag | 22' Laursen     | Stadion: GelreDome, Arnhem Toeschouwers: 0 Scheidsrechter: Manschot Video-assistent: Higler |
| 12 december 2021 14:30 uur |                        |         |                 | Stadion: GelreDome, Arnhem Toeschouwers: 0 Scheidsrechter: Manschot Video-assistent: Higler |
| 12 december 2021 14:30 uur |                        |         |                 | Stadion: GelreDome, Arnhem Toeschouwers: 0 Scheidsrechter: Manschot Video-assistent: Higler |
|                            |                        |         |                 |                                                                                             |

|                            |            |         |                            | |
| 12 december 2021 16:45 uur | Ajax       | 1 – 2   | AZ                         | Stadion: Johan Cruijff ArenA, Amsterdam Toeschouwers: 0 Scheidsrechter: Nijhuis Video-assistent: Lindhout |
| 12 december 2021 16:45 uur | Haller 73' | Verslag | 50' Pavlidis 83' Aboukhlal | Stadion: Johan Cruijff ArenA, Amsterdam Toeschouwers: 0 Scheidsrechter: Nijhuis Video-assistent: Lindhout |
| 12 december 2021 16:45 uur |            |         |                            | Stadion: Johan Cruijff ArenA, Amsterdam Toeschouwers: 0 Scheidsrechter: Nijhuis Video-assistent: Lindhout |
| 12 december 2021 16:45 uur |            |         |                            | Stadion: Johan Cruijff ArenA, Amsterdam Toeschouwers: 0 Scheidsrechter: Nijhuis Video-assistent: Lindhout |
|                            |            |         |                            | |

|                            |             |         |                            | |
| 12 december 2021 20:00 uur | N.E.C.      | 1 – 2   | PSV                        | Stadion: Goffertstadion, Nijmegen Toeschouwers: 0 Scheidsrechter: Gözübüyük Video-assistent: Martens |
| 12 december 2021 20:00 uur | Mattsson 8' | Verslag | 80' Vertessen 90' Vinícius | Stadion: Goffertstadion, Nijmegen Toeschouwers: 0 Scheidsrechter: Gözübüyük Video-assistent: Martens |
| 12 december 2021 20:00 uur |             |         |                            | Stadion: Goffertstadion, Nijmegen Toeschouwers: 0 Scheidsrechter: Gözübüyük Video-assistent: Martens |
| 12 december 2021 20:00 uur |             |         |                            | Stadion: Goffertstadion, Nijmegen Toeschouwers: 0 Scheidsrechter: Gözübüyük Video-assistent: Martens |
|                            |             |         |                            | |

## Speelronde 17
|                            |                      |         |                            | |
| 18 december 2021 16:30 uur | Fortuna Sittard      | 2 – 2   | FC Utrecht                 | Stadion: Fortuna Sittard Stadion, Sittard Toeschouwers: 0 Scheidsrechter: Pérez Video-assistent: Dröge |
| 18 december 2021 16:30 uur | Cox 23' Flemming 77' | Verslag | 21' Mahi 50' Van de Streek | Stadion: Fortuna Sittard Stadion, Sittard Toeschouwers: 0 Scheidsrechter: Pérez Video-assistent: Dröge |
| 18 december 2021 16:30 uur |                      |         |                            | Stadion: Fortuna Sittard Stadion, Sittard Toeschouwers: 0 Scheidsrechter: Pérez Video-assistent: Dröge |
| 18 december 2021 16:30 uur |                      |         |                            | Stadion: Fortuna Sittard Stadion, Sittard Toeschouwers: 0 Scheidsrechter: Pérez Video-assistent: Dröge |
|                            |                      |         |                            | |

|                            |                    |         |                      |                                                                                                |
| 18 december 2021 18:45 uur | Sparta Rotterdam   | 2 – 2   | Vitesse              | Stadion: Het Kasteel, Rotterdam Toeschouwers: 0 Scheidsrechter: Nijhuis Video-assistent: Kooij |
| 18 december 2021 18:45 uur | Mijnans 70', 90+3' | Verslag | 16', 38' Frederiksen | Stadion: Het Kasteel, Rotterdam Toeschouwers: 0 Scheidsrechter: Nijhuis Video-assistent: Kooij |
| 18 december 2021 18:45 uur |                    |         |                      | Stadion: Het Kasteel, Rotterdam Toeschouwers: 0 Scheidsrechter: Nijhuis Video-assistent: Kooij |
| 18 december 2021 18:45 uur |                    |         |                      | Stadion: Het Kasteel, Rotterdam Toeschouwers: 0 Scheidsrechter: Nijhuis Video-assistent: Kooij |
|                            |                    |         |                      |                                                                                                |

|                            |                                                         |         |                          | |
| 18 december 2021 20:00 uur | AZ                                                      | 4 – 1   | Willem II                | Stadion: AFAS Stadion, Alkmaar Toeschouwers: 0 Scheidsrechter: Lindhout Video-assistent: Van der Laan |
| 18 december 2021 20:00 uur | De Wit 9' Wellenreuther 76' (e.d.) Guðmundsson 86', 89' | Verslag | 36' Kabangu 75' Michelis | Stadion: AFAS Stadion, Alkmaar Toeschouwers: 0 Scheidsrechter: Lindhout Video-assistent: Van der Laan |
| 18 december 2021 20:00 uur |                                                         |         |                          | Stadion: AFAS Stadion, Alkmaar Toeschouwers: 0 Scheidsrechter: Lindhout Video-assistent: Van der Laan |
| 18 december 2021 20:00 uur |                                                         |         |                          | Stadion: AFAS Stadion, Alkmaar Toeschouwers: 0 Scheidsrechter: Lindhout Video-assistent: Van der Laan |
|                            |                                                         |         |                          | |

|                            |                                                                      |         |                              |                                                                                                  |
| 18 december 2021 20:00 uur | Heracles Almelo                                                      | 4 – 2   | FC Groningen                 | Stadion: Erve Asito, Almelo Toeschouwers: 0 Scheidsrechter: Gözübüyük Video-assistent: Cantineau |
| 18 december 2021 20:00 uur | Başacıkoğlu 31' Laursen 34' Kiomourtzoglou 86' Kasanwirjo 89' (e.d.) | Verslag | 9' Strand Larsen 78' Postema | Stadion: Erve Asito, Almelo Toeschouwers: 0 Scheidsrechter: Gözübüyük Video-assistent: Cantineau |
| 18 december 2021 20:00 uur |                                                                      |         |                              | Stadion: Erve Asito, Almelo Toeschouwers: 0 Scheidsrechter: Gözübüyük Video-assistent: Cantineau |
| 18 december 2021 20:00 uur |                                                                      |         |                              | Stadion: Erve Asito, Almelo Toeschouwers: 0 Scheidsrechter: Gözübüyük Video-assistent: Cantineau |
|                            |                                                                      |         |                              |                                                                                                  |

|                            |            |         |                                     |                                                                                                 |
| 18 december 2021 21:00 uur | PEC Zwolle | 1 – 3   | FC Twente                           | Stadion: MAC³PARK stadion, Zwolle Toeschouwers: 0 Scheidsrechter: Bos Video-assistent: Makkelie |
| 18 december 2021 21:00 uur | Lagsir 89' | Verslag | 15' Limnios 39' Ugalde 52' Misidjan | Stadion: MAC³PARK stadion, Zwolle Toeschouwers: 0 Scheidsrechter: Bos Video-assistent: Makkelie |
| 18 december 2021 21:00 uur |            |         |                                     | Stadion: MAC³PARK stadion, Zwolle Toeschouwers: 0 Scheidsrechter: Bos Video-assistent: Makkelie |
| 18 december 2021 21:00 uur |            |         |                                     | Stadion: MAC³PARK stadion, Zwolle Toeschouwers: 0 Scheidsrechter: Bos Video-assistent: Makkelie |
|                            |            |         |                                     |                                                                                                 |

|                            |                          |         |                            | |
| 19 december 2021 12:15 uur | SC Cambuur               | 1 – 2   | sc Heerenveen              | Stadion: Cambuurstadion, Leeuwarden Toeschouwers: 0 Scheidsrechter: Makkelie Video-assistent: Van der Eijk |
| 19 december 2021 12:15 uur | Schmidt 12' Uldriķis 30' | Verslag | 10' (pen.), 83' H. Veerman | Stadion: Cambuurstadion, Leeuwarden Toeschouwers: 0 Scheidsrechter: Makkelie Video-assistent: Van der Eijk |
| 19 december 2021 12:15 uur |                          |         |                            | Stadion: Cambuurstadion, Leeuwarden Toeschouwers: 0 Scheidsrechter: Makkelie Video-assistent: Van der Eijk |
| 19 december 2021 12:15 uur |                          |         |                            | Stadion: Cambuurstadion, Leeuwarden Toeschouwers: 0 Scheidsrechter: Makkelie Video-assistent: Van der Eijk |
|                            |                          |         |                            | |

|                            |           |         |                                    | |
| 19 december 2021 14:30 uur | Feyenoord | 0 – 2   | Ajax                               | Stadion: Stadion Feijenoord, Rotterdam Toeschouwers: 0 Scheidsrechter: Higler Video-assistent: Van Boekel |
| 19 december 2021 14:30 uur |           | Verslag | 44' (e.d.) Senesi 81' (pen.) Tadić | Stadion: Stadion Feijenoord, Rotterdam Toeschouwers: 0 Scheidsrechter: Higler Video-assistent: Van Boekel |
| 19 december 2021 14:30 uur |           |         |                                    | Stadion: Stadion Feijenoord, Rotterdam Toeschouwers: 0 Scheidsrechter: Higler Video-assistent: Van Boekel |
| 19 december 2021 14:30 uur |           |         |                                    | Stadion: Stadion Feijenoord, Rotterdam Toeschouwers: 0 Scheidsrechter: Higler Video-assistent: Van Boekel |
|                            |           |         |                                    | |

|                            |                 |         |                              |                                                                                                   |
| 19 december 2021 14:30 uur | Go Ahead Eagles | 0 – 2   | N.E.C.                       | Stadion: De Adelaarshorst, Deventer Toeschouwers: 0 Scheidsrechter: Blank Video-assistent: Mulder |
| 19 december 2021 14:30 uur |                 | Verslag | 29' Tavşan 37' (pen.) Bruijn | Stadion: De Adelaarshorst, Deventer Toeschouwers: 0 Scheidsrechter: Blank Video-assistent: Mulder |
| 19 december 2021 14:30 uur |                 |         |                              | Stadion: De Adelaarshorst, Deventer Toeschouwers: 0 Scheidsrechter: Blank Video-assistent: Mulder |
| 19 december 2021 14:30 uur |                 |         |                              | Stadion: De Adelaarshorst, Deventer Toeschouwers: 0 Scheidsrechter: Blank Video-assistent: Mulder |
|                            |                 |         |                              |                                                                                                   |

|                            |              |         |                                               | |
| 19 december 2021 16:45 uur | RKC Waalwijk | 1 – 4   | PSV                                           | Stadion: Mandemakers Stadion, Waalwijk Toeschouwers: 0 Scheidsrechter: Manschot Video-assistent: Ruperti |
| 19 december 2021 16:45 uur | Odgaard 79'  | Verslag | 34', 72' Vertessen 52' (pen.) Gakpo 60' Mwene | Stadion: Mandemakers Stadion, Waalwijk Toeschouwers: 0 Scheidsrechter: Manschot Video-assistent: Ruperti |
| 19 december 2021 16:45 uur |              |         |                                               | Stadion: Mandemakers Stadion, Waalwijk Toeschouwers: 0 Scheidsrechter: Manschot Video-assistent: Ruperti |
| 19 december 2021 16:45 uur |              |         |                                               | Stadion: Mandemakers Stadion, Waalwijk Toeschouwers: 0 Scheidsrechter: Manschot Video-assistent: Ruperti |
|                            |              |         |                                               | |

## Speelronde 18
|                            |            |         |            |                                                                                               |
| 21 december 2021 18:45 uur | Vitesse    | 1 – 0   | PEC Zwolle | Stadion: GelreDome, Arnhem Toeschouwers: 0 Scheidsrechter: Van Boekel Video-assistent: Higler |
| 21 december 2021 18:45 uur | Openda 47' | Verslag |            | Stadion: GelreDome, Arnhem Toeschouwers: 0 Scheidsrechter: Van Boekel Video-assistent: Higler |
| 21 december 2021 18:45 uur |            |         |            | Stadion: GelreDome, Arnhem Toeschouwers: 0 Scheidsrechter: Van Boekel Video-assistent: Higler |
| 21 december 2021 18:45 uur |            |         |            | Stadion: GelreDome, Arnhem Toeschouwers: 0 Scheidsrechter: Van Boekel Video-assistent: Higler |
|                            |            |         |            |                                                                                               |

|                            |              |         |               | |
| 21 december 2021 21:00 uur | AZ           | 1 – 0   | FC Groningen  | Stadion: AFAS Stadion, Alkmaar Toeschouwers: 0 Scheidsrechter: Van den Kerkhof Video-assistent: Kamphuis |
| 21 december 2021 21:00 uur | Karlsson 68' | Verslag | 4' Kasanwirjo | Stadion: AFAS Stadion, Alkmaar Toeschouwers: 0 Scheidsrechter: Van den Kerkhof Video-assistent: Kamphuis |
| 21 december 2021 21:00 uur |              |         |               | Stadion: AFAS Stadion, Alkmaar Toeschouwers: 0 Scheidsrechter: Van den Kerkhof Video-assistent: Kamphuis |
| 21 december 2021 21:00 uur |              |         |               | Stadion: AFAS Stadion, Alkmaar Toeschouwers: 0 Scheidsrechter: Van den Kerkhof Video-assistent: Kamphuis |
|                            |              |         |               | |

|                            |               |         |                                | |
| 22 december 2021 18:45 uur | sc Heerenveen | 0 – 3   | Feyenoord                      | Stadion: Abe Lenstra Stadion, Heerenveen Toeschouwers: 0 Scheidsrechter: Manschot Video-assistent: Nijhuis |
| 22 december 2021 18:45 uur |               | Verslag | 32' Til 44' Senesi 58' Linssen | Stadion: Abe Lenstra Stadion, Heerenveen Toeschouwers: 0 Scheidsrechter: Manschot Video-assistent: Nijhuis |
| 22 december 2021 18:45 uur |               |         |                                | Stadion: Abe Lenstra Stadion, Heerenveen Toeschouwers: 0 Scheidsrechter: Manschot Video-assistent: Nijhuis |
| 22 december 2021 18:45 uur |               |         |                                | Stadion: Abe Lenstra Stadion, Heerenveen Toeschouwers: 0 Scheidsrechter: Manschot Video-assistent: Nijhuis |
|                            |               |         |                                | |

|                            |             |         |              | |
| 22 december 2021 18:45 uur | Willem II   | 0 – 1   | N.E.C.       | Stadion: Koning Willem II Stadion, Tilburg Toeschouwers: 0 Scheidsrechter: Makkelie Video-assistent: Pérez |
| 22 december 2021 18:45 uur | Jenssen 89' | Verslag | 38' Mattsson | Stadion: Koning Willem II Stadion, Tilburg Toeschouwers: 0 Scheidsrechter: Makkelie Video-assistent: Pérez |
| 22 december 2021 18:45 uur |             |         |              | Stadion: Koning Willem II Stadion, Tilburg Toeschouwers: 0 Scheidsrechter: Makkelie Video-assistent: Pérez |
| 22 december 2021 18:45 uur |             |         |              | Stadion: Koning Willem II Stadion, Tilburg Toeschouwers: 0 Scheidsrechter: Makkelie Video-assistent: Pérez |
|                            |             |         |              | |

|                            |                    |         |            |                                                                                               |
| 22 december 2021 20:00 uur | Heracles Almelo    | 1 – 1   | SC Cambuur | Stadion: Erve Asito, Almelo Toeschouwers: 0 Scheidsrechter: Lindhout Video-assistent: Gerrets |
| 22 december 2021 20:00 uur | Kiomourtzoglou 77' | Verslag | 59' Breij  | Stadion: Erve Asito, Almelo Toeschouwers: 0 Scheidsrechter: Lindhout Video-assistent: Gerrets |
| 22 december 2021 20:00 uur |                    |         |            | Stadion: Erve Asito, Almelo Toeschouwers: 0 Scheidsrechter: Lindhout Video-assistent: Gerrets |
| 22 december 2021 20:00 uur |                    |         |            | Stadion: Erve Asito, Almelo Toeschouwers: 0 Scheidsrechter: Lindhout Video-assistent: Gerrets |
|                            |                    |         |            |                                                                                               |

|                            |                                                          |         |                 | |
| 22 december 2021 21:00 uur | Ajax                                                     | 5 – 0   | Fortuna Sittard | Stadion: Johan Cruijff ArenA, Amsterdam Toeschouwers: 0 Scheidsrechter: Nagtegaal Video-assistent: Dieperink |
| 22 december 2021 21:00 uur | Blind 14' Antony 22' Rensch 82' Haller 90' (pen.), 90+3' | Verslag |                 | Stadion: Johan Cruijff ArenA, Amsterdam Toeschouwers: 0 Scheidsrechter: Nagtegaal Video-assistent: Dieperink |
| 22 december 2021 21:00 uur |                                                          |         |                 | Stadion: Johan Cruijff ArenA, Amsterdam Toeschouwers: 0 Scheidsrechter: Nagtegaal Video-assistent: Dieperink |
| 22 december 2021 21:00 uur |                                                          |         |                 | Stadion: Johan Cruijff ArenA, Amsterdam Toeschouwers: 0 Scheidsrechter: Nagtegaal Video-assistent: Dieperink |
|                            |                                                          |         |                 | |

|                            |            |         |                                 | |
| 22 december 2021 21:00 uur | FC Utrecht | 1 – 1   | FC Twente                       | Stadion: Stadion Galgenwaard, Utrecht Toeschouwers: 0 Scheidsrechter: Martens Video-assistent: Gözübüyük |
| 22 december 2021 21:00 uur | Mahi 90+5' | Verslag | 17' Van Wolfswinkel 51' Sadílek | Stadion: Stadion Galgenwaard, Utrecht Toeschouwers: 0 Scheidsrechter: Martens Video-assistent: Gözübüyük |
| 22 december 2021 21:00 uur |            |         |                                 | Stadion: Stadion Galgenwaard, Utrecht Toeschouwers: 0 Scheidsrechter: Martens Video-assistent: Gözübüyük |
| 22 december 2021 21:00 uur |            |         |                                 | Stadion: Stadion Galgenwaard, Utrecht Toeschouwers: 0 Scheidsrechter: Martens Video-assistent: Gözübüyük |
|                            |            |         |                                 | |

|                            |                    |         |                 |                                                                                                 |
| 23 december 2021 18:45 uur | PSV                | 2 – 0   | Go Ahead Eagles | Stadion: Philips Stadion, Eindhoven Toeschouwers: 0 Scheidsrechter: Higler Video-assistent: Bos |
| 23 december 2021 18:45 uur | Mwene 9' Gakpo 78' | Verslag | 68' Kramer      | Stadion: Philips Stadion, Eindhoven Toeschouwers: 0 Scheidsrechter: Higler Video-assistent: Bos |
| 23 december 2021 18:45 uur |                    |         |                 | Stadion: Philips Stadion, Eindhoven Toeschouwers: 0 Scheidsrechter: Higler Video-assistent: Bos |
| 23 december 2021 18:45 uur |                    |         |                 | Stadion: Philips Stadion, Eindhoven Toeschouwers: 0 Scheidsrechter: Higler Video-assistent: Bos |
|                            |                    |         |                 |                                                                                                 |

|                            |                  |         |              | |
| 23 december 2021 21:00 uur | Sparta Rotterdam | 1 – 1   | RKC Waalwijk | Stadion: Het Kasteel, Rotterdam Toeschouwers: 0 Scheidsrechter: Van de Graaf Video-assistent: Gansner |
| 23 december 2021 21:00 uur | Van Crooij 39'   | Verslag | 27' Odgaard  | Stadion: Het Kasteel, Rotterdam Toeschouwers: 0 Scheidsrechter: Van de Graaf Video-assistent: Gansner |
| 23 december 2021 21:00 uur |                  |         |              | Stadion: Het Kasteel, Rotterdam Toeschouwers: 0 Scheidsrechter: Van de Graaf Video-assistent: Gansner |
| 23 december 2021 21:00 uur |                  |         |              | Stadion: Het Kasteel, Rotterdam Toeschouwers: 0 Scheidsrechter: Van de Graaf Video-assistent: Gansner |
|                            |                  |         |              | |

## Speelronde 19
|                           |                       |         |           |                                                                                                   |
| 14 januari 2022 20:00 uur | PEC Zwolle            | 2 – 0   | Willem II | Stadion: MAC³PARK stadion, Zwolle Toeschouwers: 0 Scheidsrechter: Manschot Video-assistent: Blank |
| 14 januari 2022 20:00 uur | Van den Belt 25', 78' | Verslag |           | Stadion: MAC³PARK stadion, Zwolle Toeschouwers: 0 Scheidsrechter: Manschot Video-assistent: Blank |
| 14 januari 2022 20:00 uur |                       |         |           | Stadion: MAC³PARK stadion, Zwolle Toeschouwers: 0 Scheidsrechter: Manschot Video-assistent: Blank |
| 14 januari 2022 20:00 uur |                       |         |           | Stadion: MAC³PARK stadion, Zwolle Toeschouwers: 0 Scheidsrechter: Manschot Video-assistent: Blank |
|                           |                       |         |           |                                                                                                   |

|                           |         |       |                 | |
| 15 januari 2022 18:45 uur | N.E.C.  | 0 – 0 | Heracles Almelo | Stadion: Goffertstadion, Nijmegen Toeschouwers: 0 Scheidsrechter: Kooij Video-assistent: Van de Graaf |
| 15 januari 2022 18:45 uur | Verslag |       |                 | Stadion: Goffertstadion, Nijmegen Toeschouwers: 0 Scheidsrechter: Kooij Video-assistent: Van de Graaf |
| 15 januari 2022 18:45 uur |         |       |                 | Stadion: Goffertstadion, Nijmegen Toeschouwers: 0 Scheidsrechter: Kooij Video-assistent: Van de Graaf |
| 15 januari 2022 18:45 uur |         |       |                 | Stadion: Goffertstadion, Nijmegen Toeschouwers: 0 Scheidsrechter: Kooij Video-assistent: Van de Graaf |
|                           |         |       |                 | |

|                           |           |         |            | |
| 15 januari 2022 20:00 uur | Feyenoord | 0 – 1   | Vitesse    | Stadion: Stadion Feijenoord, Rotterdam Toeschouwers: 0 Scheidsrechter: Lindhout Video-assistent: Kamphuis |
| 15 januari 2022 20:00 uur |           | Verslag | 69' Openda | Stadion: Stadion Feijenoord, Rotterdam Toeschouwers: 0 Scheidsrechter: Lindhout Video-assistent: Kamphuis |
| 15 januari 2022 20:00 uur |           |         |            | Stadion: Stadion Feijenoord, Rotterdam Toeschouwers: 0 Scheidsrechter: Lindhout Video-assistent: Kamphuis |
| 15 januari 2022 20:00 uur |           |         |            | Stadion: Stadion Feijenoord, Rotterdam Toeschouwers: 0 Scheidsrechter: Lindhout Video-assistent: Kamphuis |
|                           |           |         |            | |

|                           |                                       |         |               | |
| 15 januari 2022 20:00 uur | FC Twente                             | 2 – 0   | sc Heerenveen | Stadion: De Grolsch Veste, Enschede Toeschouwers: 0 Scheidsrechter: Van Boekel Video-assistent: Gerrets |
| 15 januari 2022 20:00 uur | Ugalde 77' Van Wolfswinkel 88' (pen.) | Verslag |               | Stadion: De Grolsch Veste, Enschede Toeschouwers: 0 Scheidsrechter: Van Boekel Video-assistent: Gerrets |
| 15 januari 2022 20:00 uur |                                       |         |               | Stadion: De Grolsch Veste, Enschede Toeschouwers: 0 Scheidsrechter: Van Boekel Video-assistent: Gerrets |
| 15 januari 2022 20:00 uur |                                       |         |               | Stadion: De Grolsch Veste, Enschede Toeschouwers: 0 Scheidsrechter: Van Boekel Video-assistent: Gerrets |
|                           |                                       |         |               | |

|                           |                 |         |                         | |
| 15 januari 2022 21:00 uur | Go Ahead Eagles | 0 – 2   | RKC Waalwijk            | Stadion: De Adelaarshorst, Deventer Toeschouwers: 0 Scheidsrechter: Van der Eijk Video-assistent: Oostrom |
| 15 januari 2022 21:00 uur |                 | Verslag | 21' Stokkers 34' Kramer | Stadion: De Adelaarshorst, Deventer Toeschouwers: 0 Scheidsrechter: Van der Eijk Video-assistent: Oostrom |
| 15 januari 2022 21:00 uur |                 |         |                         | Stadion: De Adelaarshorst, Deventer Toeschouwers: 0 Scheidsrechter: Van der Eijk Video-assistent: Oostrom |
| 15 januari 2022 21:00 uur |                 |         |                         | Stadion: De Adelaarshorst, Deventer Toeschouwers: 0 Scheidsrechter: Van der Eijk Video-assistent: Oostrom |
|                           |                 |         |                         | |

|                           |            |         |                              | |
| 16 januari 2022 12:15 uur | FC Utrecht | 0 – 3   | Ajax                         | Stadion: Stadion Galgenwaard, Utrecht Toeschouwers: 0 Scheidsrechter: Gözübüyük Video-assistent: Ruperti |
| 16 januari 2022 12:15 uur |            | Verslag | 5' Antony 19', 45+3' Brobbey | Stadion: Stadion Galgenwaard, Utrecht Toeschouwers: 0 Scheidsrechter: Gözübüyük Video-assistent: Ruperti |
| 16 januari 2022 12:15 uur |            |         |                              | Stadion: Stadion Galgenwaard, Utrecht Toeschouwers: 0 Scheidsrechter: Gözübüyük Video-assistent: Ruperti |
| 16 januari 2022 12:15 uur |            |         |                              | Stadion: Stadion Galgenwaard, Utrecht Toeschouwers: 0 Scheidsrechter: Gözübüyük Video-assistent: Ruperti |
|                           |            |         |                              | |

|                           |                     |         |                  | |
| 16 januari 2022 14:30 uur | SC Cambuur          | 1 – 1   | Sparta Rotterdam | Stadion: Cambuurstadion, Leeuwarden Toeschouwers: 0 Scheidsrechter: Higler Video-assistent: Van den Kerkhof |
| 16 januari 2022 14:30 uur | Coremans 33' (e.d.) | Verslag | 77' Dalmau       | Stadion: Cambuurstadion, Leeuwarden Toeschouwers: 0 Scheidsrechter: Higler Video-assistent: Van den Kerkhof |
| 16 januari 2022 14:30 uur |                     |         |                  | Stadion: Cambuurstadion, Leeuwarden Toeschouwers: 0 Scheidsrechter: Higler Video-assistent: Van den Kerkhof |
| 16 januari 2022 14:30 uur |                     |         |                  | Stadion: Cambuurstadion, Leeuwarden Toeschouwers: 0 Scheidsrechter: Higler Video-assistent: Van den Kerkhof |
|                           |                     |         |                  | |

|                           |              |         |           |                                                                                                |
| 16 januari 2022 14:30 uur | FC Groningen | 0 – 1   | PSV       | Stadion: Euroborg, Groningen Toeschouwers: 0 Scheidsrechter: Nijhuis Video-assistent: Lindhout |
| 16 januari 2022 14:30 uur |              | Verslag | 10' Götze | Stadion: Euroborg, Groningen Toeschouwers: 0 Scheidsrechter: Nijhuis Video-assistent: Lindhout |
| 16 januari 2022 14:30 uur |              |         |           | Stadion: Euroborg, Groningen Toeschouwers: 0 Scheidsrechter: Nijhuis Video-assistent: Lindhout |
| 16 januari 2022 14:30 uur |              |         |           | Stadion: Euroborg, Groningen Toeschouwers: 0 Scheidsrechter: Nijhuis Video-assistent: Lindhout |
|                           |              |         |           |                                                                                                |

|                           |                 |         |                          | |
| 16 januari 2022 16:45 uur | Fortuna Sittard | 1 – 2   | AZ                       | Stadion: Fortuna Sittard Stadion, Sittard Toeschouwers: 0 Scheidsrechter: Dieperink Video-assistent: Mulder |
| 16 januari 2022 16:45 uur | Rienstra 85'    | Verslag | 14' Beukema 61' Sugawara | Stadion: Fortuna Sittard Stadion, Sittard Toeschouwers: 0 Scheidsrechter: Dieperink Video-assistent: Mulder |
| 16 januari 2022 16:45 uur |                 |         |                          | Stadion: Fortuna Sittard Stadion, Sittard Toeschouwers: 0 Scheidsrechter: Dieperink Video-assistent: Mulder |
| 16 januari 2022 16:45 uur |                 |         |                          | Stadion: Fortuna Sittard Stadion, Sittard Toeschouwers: 0 Scheidsrechter: Dieperink Video-assistent: Mulder |
|                           |                 |         |                          | |

## Speelronde 20
|                           |                     |         |                                                |                                                                                        |
| 22 januari 2022 18:45 uur | Vitesse             | 1 – 3   | FC Groningen                                   | Stadion: GelreDome, Arnhem Toeschouwers: 0 Scheidsrechter: Higler Video-assistent: Bos |
| 22 januari 2022 18:45 uur | Openda 35' Oroz 76' | Verslag | 39' Strand Larsen 67' De Leeuw 71' D. van Kaam | Stadion: GelreDome, Arnhem Toeschouwers: 0 Scheidsrechter: Higler Video-assistent: Bos |
| 22 januari 2022 18:45 uur |                     |         |                                                | Stadion: GelreDome, Arnhem Toeschouwers: 0 Scheidsrechter: Higler Video-assistent: Bos |
| 22 januari 2022 18:45 uur |                     |         |                                                | Stadion: GelreDome, Arnhem Toeschouwers: 0 Scheidsrechter: Higler Video-assistent: Bos |
|                           |                     |         |                                                |                                                                                        |

|                           |         |       |            |                                                                                                  |
| 22 januari 2022 20:00 uur | AZ      | 0 – 0 | SC Cambuur | Stadion: AFAS Stadion, Alkmaar Toeschouwers: 0 Scheidsrechter: Nijhuis Video-assistent: Hensgens |
| 22 januari 2022 20:00 uur | Verslag |       |            | Stadion: AFAS Stadion, Alkmaar Toeschouwers: 0 Scheidsrechter: Nijhuis Video-assistent: Hensgens |
| 22 januari 2022 20:00 uur |         |       |            | Stadion: AFAS Stadion, Alkmaar Toeschouwers: 0 Scheidsrechter: Nijhuis Video-assistent: Hensgens |
| 22 januari 2022 20:00 uur |         |       |            | Stadion: AFAS Stadion, Alkmaar Toeschouwers: 0 Scheidsrechter: Nijhuis Video-assistent: Hensgens |
|                           |         |       |            |                                                                                                  |

|                           |               |         |                      | |
| 22 januari 2022 20:00 uur | sc Heerenveen | 0 – 1   | PEC Zwolle           | Stadion: Abe Lenstra Stadion, Heerenveen Toeschouwers: 0 Scheidsrechter: Van den Kerkhof Video-assistent: Kamphuis |
| 22 januari 2022 20:00 uur |               | Verslag | 11' (pen.) Van Polen | Stadion: Abe Lenstra Stadion, Heerenveen Toeschouwers: 0 Scheidsrechter: Van den Kerkhof Video-assistent: Kamphuis |
| 22 januari 2022 20:00 uur |               |         |                      | Stadion: Abe Lenstra Stadion, Heerenveen Toeschouwers: 0 Scheidsrechter: Van den Kerkhof Video-assistent: Kamphuis |
| 22 januari 2022 20:00 uur |               |         |                      | Stadion: Abe Lenstra Stadion, Heerenveen Toeschouwers: 0 Scheidsrechter: Van den Kerkhof Video-assistent: Kamphuis |
|                           |               |         |                      | |

|                           |           |         |             | |
| 22 januari 2022 21:00 uur | Willem II | 0 – 1   | FC Twente   | Stadion: Koning Willem II Stadion, Tilburg Toeschouwers: 0 Scheidsrechter: Van de Graaf Video-assistent: Blom |
| 22 januari 2022 21:00 uur |           | Verslag | 39' Sadílek | Stadion: Koning Willem II Stadion, Tilburg Toeschouwers: 0 Scheidsrechter: Van de Graaf Video-assistent: Blom |
| 22 januari 2022 21:00 uur |           |         |             | Stadion: Koning Willem II Stadion, Tilburg Toeschouwers: 0 Scheidsrechter: Van de Graaf Video-assistent: Blom |
| 22 januari 2022 21:00 uur |           |         |             | Stadion: Koning Willem II Stadion, Tilburg Toeschouwers: 0 Scheidsrechter: Van de Graaf Video-assistent: Blom |
|                           |           |         |             | |

|                           |                        |         |                                                 | |
| 23 januari 2022 12:15 uur | N.E.C.                 | 1 – 4   | Feyenoord                                       | Stadion: Goffertstadion, Nijmegen Toeschouwers: 0 Scheidsrechter: Van Boekel Video-assistent: Martens |
| 23 januari 2022 12:15 uur | Schöne 17' Márquez 87' | Verslag | 32' (pen.), 53' Kökçü 64' Jahanbakhsh 90+1' Til | Stadion: Goffertstadion, Nijmegen Toeschouwers: 0 Scheidsrechter: Van Boekel Video-assistent: Martens |
| 23 januari 2022 12:15 uur |                        |         |                                                 | Stadion: Goffertstadion, Nijmegen Toeschouwers: 0 Scheidsrechter: Van Boekel Video-assistent: Martens |
| 23 januari 2022 12:15 uur |                        |         |                                                 | Stadion: Goffertstadion, Nijmegen Toeschouwers: 0 Scheidsrechter: Van Boekel Video-assistent: Martens |
|                           |                        |         |                                                 | |

|                           |                 |         |                 | |
| 23 januari 2022 14:30 uur | Heracles Almelo | 1 – 1   | Go Ahead Eagles | Stadion: Erve Asito, Almelo Toeschouwers: 0 Scheidsrechter: Van der Laan Video-assistent: Nagtegaal |
| 23 januari 2022 14:30 uur | Sierhuis 32'    | Verslag | 73' Lidberg     | Stadion: Erve Asito, Almelo Toeschouwers: 0 Scheidsrechter: Van der Laan Video-assistent: Nagtegaal |
| 23 januari 2022 14:30 uur |                 |         |                 | Stadion: Erve Asito, Almelo Toeschouwers: 0 Scheidsrechter: Van der Laan Video-assistent: Nagtegaal |
| 23 januari 2022 14:30 uur |                 |         |                 | Stadion: Erve Asito, Almelo Toeschouwers: 0 Scheidsrechter: Van der Laan Video-assistent: Nagtegaal |
|                           |                 |         |                 | |

|                           |           |         |                          | |
| 23 januari 2022 14:30 uur | PSV       | 1 – 2   | Ajax                     | Stadion: Philips Stadion, Eindhoven Toeschouwers: 0 Scheidsrechter: Makkelie Video-assistent: Dieperink |
| 23 januari 2022 14:30 uur | Götze 53' | Verslag | 34' Brobbey 74' Mazraoui | Stadion: Philips Stadion, Eindhoven Toeschouwers: 0 Scheidsrechter: Makkelie Video-assistent: Dieperink |
| 23 januari 2022 14:30 uur |           |         |                          | Stadion: Philips Stadion, Eindhoven Toeschouwers: 0 Scheidsrechter: Makkelie Video-assistent: Dieperink |
| 23 januari 2022 14:30 uur |           |         |                          | Stadion: Philips Stadion, Eindhoven Toeschouwers: 0 Scheidsrechter: Makkelie Video-assistent: Dieperink |
|                           |           |         |                          | |

|                           |                  |         |                                           |                                                                                              |
| 23 januari 2022 16:45 uur | Sparta Rotterdam | 0 – 3   | FC Utrecht                                | Stadion: Het Kasteel, Rotterdam Toeschouwers: 0 Scheidsrechter: Blank Video-assistent: Kooij |
| 23 januari 2022 16:45 uur |                  | Verslag | 12' Douvikas 47' Mahi 75' (e.d.) Coremans | Stadion: Het Kasteel, Rotterdam Toeschouwers: 0 Scheidsrechter: Blank Video-assistent: Kooij |
| 23 januari 2022 16:45 uur |                  |         |                                           | Stadion: Het Kasteel, Rotterdam Toeschouwers: 0 Scheidsrechter: Blank Video-assistent: Kooij |
| 23 januari 2022 16:45 uur |                  |         |                                           | Stadion: Het Kasteel, Rotterdam Toeschouwers: 0 Scheidsrechter: Blank Video-assistent: Kooij |
|                           |                  |         |                                           |                                                                                              |

|                           |                     |         |                      | |
| 23 januari 2022 20:00 uur | RKC Waalwijk        | 2 – 1   | Fortuna Sittard      | Stadion: Mandemakers Stadion, Waalwijk Toeschouwers: 0 Scheidsrechter: Gözübüyük Video-assistent: Van der Eijk |
| 23 januari 2022 20:00 uur | Gaari 2' Kramer 19' | Verslag | 65' (pen.) Seuntjens | Stadion: Mandemakers Stadion, Waalwijk Toeschouwers: 0 Scheidsrechter: Gözübüyük Video-assistent: Van der Eijk |
| 23 januari 2022 20:00 uur |                     |         |                      | Stadion: Mandemakers Stadion, Waalwijk Toeschouwers: 0 Scheidsrechter: Gözübüyük Video-assistent: Van der Eijk |
| 23 januari 2022 20:00 uur |                     |         |                      | Stadion: Mandemakers Stadion, Waalwijk Toeschouwers: 0 Scheidsrechter: Gözübüyük Video-assistent: Van der Eijk |
|                           |                     |         |                      | |

## Speelronde 21
|                           |                               |         |                  | |
| 5 februari 2022 16:30 uur | FC Utrecht                    | 3 – 2   | SC Cambuur       | Stadion: Stadion Galgenwaard, Utrecht Toeschouwers: 8.000 Scheidsrechter: Van de Graaf Video-assistent: Gansner |
| 5 februari 2022 16:30 uur | Douvikas 33', 38' Veerman 64' | Verslag | 8', 12' Schouten | Stadion: Stadion Galgenwaard, Utrecht Toeschouwers: 8.000 Scheidsrechter: Van de Graaf Video-assistent: Gansner |
| 5 februari 2022 16:30 uur |                               |         |                  | Stadion: Stadion Galgenwaard, Utrecht Toeschouwers: 8.000 Scheidsrechter: Van de Graaf Video-assistent: Gansner |
| 5 februari 2022 16:30 uur |                               |         |                  | Stadion: Stadion Galgenwaard, Utrecht Toeschouwers: 8.000 Scheidsrechter: Van de Graaf Video-assistent: Gansner |
|                           |                               |         |                  | |

|                           |                   |         |               | |
| 5 februari 2022 18:45 uur | Fortuna Sittard   | 2 – 0   | sc Heerenveen | Stadion: Fortuna Sittard Stadion, Sittard Toeschouwers: 4.200 Scheidsrechter: Kooij Video-assistent: Martens |
| 5 februari 2022 18:45 uur | Flemming 14', 70' | Verslag |               | Stadion: Fortuna Sittard Stadion, Sittard Toeschouwers: 4.200 Scheidsrechter: Kooij Video-assistent: Martens |
| 5 februari 2022 18:45 uur |                   |         |               | Stadion: Fortuna Sittard Stadion, Sittard Toeschouwers: 4.200 Scheidsrechter: Kooij Video-assistent: Martens |
| 5 februari 2022 18:45 uur |                   |         |               | Stadion: Fortuna Sittard Stadion, Sittard Toeschouwers: 4.200 Scheidsrechter: Kooij Video-assistent: Martens |
|                           |                   |         |               | |

|                           |                    |         |            | |
| 5 februari 2022 20:00 uur | PEC Zwolle         | 1 – 1   | N.E.C.     | Stadion: MAC³PARK stadion, Zwolle Toeschouwers: 4.500 Scheidsrechter: Van der Laan Video-assistent: Cantineau |
| 5 februari 2022 20:00 uur | Redan 27' Voet 69' | Verslag | 26' Bruijn | Stadion: MAC³PARK stadion, Zwolle Toeschouwers: 4.500 Scheidsrechter: Van der Laan Video-assistent: Cantineau |
| 5 februari 2022 20:00 uur |                    |         |            | Stadion: MAC³PARK stadion, Zwolle Toeschouwers: 4.500 Scheidsrechter: Van der Laan Video-assistent: Cantineau |
| 5 februari 2022 20:00 uur |                    |         |            | Stadion: MAC³PARK stadion, Zwolle Toeschouwers: 4.500 Scheidsrechter: Van der Laan Video-assistent: Cantineau |
|                           |                    |         |            | |

|                           |            |         |                               | |
| 5 februari 2022 20:00 uur | PSV        | 1 – 2   | AZ                            | Stadion: Philips Stadion, Eindhoven Toeschouwers: 12.000 Scheidsrechter: Lindhout Video-assistent: Blom |
| 5 februari 2022 20:00 uur | Obispo 19' | Verslag | 40' Martins Indi 75' Karlsson | Stadion: Philips Stadion, Eindhoven Toeschouwers: 12.000 Scheidsrechter: Lindhout Video-assistent: Blom |
| 5 februari 2022 20:00 uur |            |         |                               | Stadion: Philips Stadion, Eindhoven Toeschouwers: 12.000 Scheidsrechter: Lindhout Video-assistent: Blom |
| 5 februari 2022 20:00 uur |            |         |                               | Stadion: Philips Stadion, Eindhoven Toeschouwers: 12.000 Scheidsrechter: Lindhout Video-assistent: Blom |
|                           |            |         |                               | |

|                           |                                             |         |               | |
| 5 februari 2022 21:00 uur | FC Twente                                   | 3 – 0   | Vitesse       | Stadion: De Grolsch Veste, Enschede Toeschouwers: 0 Scheidsrechter: Makkelie Video-assistent: Ruperti |
| 5 februari 2022 21:00 uur | Bosch 18' Van Wolfswinkel 45+1' (pen.), 53' | Verslag | 45' Rasmussen | Stadion: De Grolsch Veste, Enschede Toeschouwers: 0 Scheidsrechter: Makkelie Video-assistent: Ruperti |
| 5 februari 2022 21:00 uur |                                             |         |               | Stadion: De Grolsch Veste, Enschede Toeschouwers: 0 Scheidsrechter: Makkelie Video-assistent: Ruperti |
| 5 februari 2022 21:00 uur |                                             |         |               | Stadion: De Grolsch Veste, Enschede Toeschouwers: 0 Scheidsrechter: Makkelie Video-assistent: Ruperti |
|                           |                                             |         |               | |

|                           |                                       |         |                  | |
| 6 februari 2022 12:15 uur | Feyenoord                             | 4 – 0   | Sparta Rotterdam | Stadion: Stadion Feijenoord, Rotterdam Toeschouwers: 17.039 Scheidsrechter: Gözübüyük Video-assistent: Van den Kerkhof |
| 6 februari 2022 12:15 uur | Kökçü 4' Jahanbakhsh 11' Til 50', 70' | Verslag |                  | Stadion: Stadion Feijenoord, Rotterdam Toeschouwers: 17.039 Scheidsrechter: Gözübüyük Video-assistent: Van den Kerkhof |
| 6 februari 2022 12:15 uur |                                       |         |                  | Stadion: Stadion Feijenoord, Rotterdam Toeschouwers: 17.039 Scheidsrechter: Gözübüyük Video-assistent: Van den Kerkhof |
| 6 februari 2022 12:15 uur |                                       |         |                  | Stadion: Stadion Feijenoord, Rotterdam Toeschouwers: 17.039 Scheidsrechter: Gözübüyük Video-assistent: Van den Kerkhof |
|                           |                                       |         |                  | |

|                           |                       |         |                 |                                                                                               |
| 6 februari 2022 14:30 uur | FC Groningen          | 2 – 1   | Go Ahead Eagles | Stadion: Euroborg, Groningen Toeschouwers: 6.900 Scheidsrechter: Bos Video-assistent: Oostrom |
| 6 februari 2022 14:30 uur | Strand Larsen 4', 69' | Verslag | 60' Botos       | Stadion: Euroborg, Groningen Toeschouwers: 6.900 Scheidsrechter: Bos Video-assistent: Oostrom |
| 6 februari 2022 14:30 uur |                       |         |                 | Stadion: Euroborg, Groningen Toeschouwers: 6.900 Scheidsrechter: Bos Video-assistent: Oostrom |
| 6 februari 2022 14:30 uur |                       |         |                 | Stadion: Euroborg, Groningen Toeschouwers: 6.900 Scheidsrechter: Bos Video-assistent: Oostrom |
|                           |                       |         |                 |                                                                                               |

|                           |                              |         |              | |
| 6 februari 2022 14:30 uur | Willem II                    | 3 – 1   | RKC Waalwijk | Stadion: Koning Willem II Stadion, Tilburg Toeschouwers: 4.686 Scheidsrechter: Nijhuis Video-assistent: Dieperink |
| 6 februari 2022 14:30 uur | Oosting 8', 13' Hornkamp 43' | Verslag | 71' Kramer   | Stadion: Koning Willem II Stadion, Tilburg Toeschouwers: 4.686 Scheidsrechter: Nijhuis Video-assistent: Dieperink |
| 6 februari 2022 14:30 uur |                              |         |              | Stadion: Koning Willem II Stadion, Tilburg Toeschouwers: 4.686 Scheidsrechter: Nijhuis Video-assistent: Dieperink |
| 6 februari 2022 14:30 uur |                              |         |              | Stadion: Koning Willem II Stadion, Tilburg Toeschouwers: 4.686 Scheidsrechter: Nijhuis Video-assistent: Dieperink |
|                           |                              |         |              | |

|                           |                                    |         |                 | |
| 6 februari 2022 16:45 uur | Ajax                               | 3 – 0   | Heracles Almelo | Stadion: Johan Cruijff ArenA, Amsterdam Toeschouwers: 15.750 Scheidsrechter: Manschot Video-assistent: Kamphuis |
| 6 februari 2022 16:45 uur | Klaassen 22' Haller 55' Taylor 65' | Verslag |                 | Stadion: Johan Cruijff ArenA, Amsterdam Toeschouwers: 15.750 Scheidsrechter: Manschot Video-assistent: Kamphuis |
| 6 februari 2022 16:45 uur |                                    |         |                 | Stadion: Johan Cruijff ArenA, Amsterdam Toeschouwers: 15.750 Scheidsrechter: Manschot Video-assistent: Kamphuis |
| 6 februari 2022 16:45 uur |                                    |         |                 | Stadion: Johan Cruijff ArenA, Amsterdam Toeschouwers: 15.750 Scheidsrechter: Manschot Video-assistent: Kamphuis |
|                           |                                    |         |                 | |

## Speelronde 22
|                            |                 |         |            | |
| 11 februari 2022 20:00 uur | Heracles Almelo | 1 – 0   | FC Utrecht | Stadion: Erve Asito, Almelo Toeschouwers: 4.058 Scheidsrechter: Dieperink Video-assistent: Nijhuis |
| 11 februari 2022 20:00 uur | Sierhuis 82'    | Verslag |            | Stadion: Erve Asito, Almelo Toeschouwers: 4.058 Scheidsrechter: Dieperink Video-assistent: Nijhuis |
| 11 februari 2022 20:00 uur |                 |         |            | Stadion: Erve Asito, Almelo Toeschouwers: 4.058 Scheidsrechter: Dieperink Video-assistent: Nijhuis |
| 11 februari 2022 20:00 uur |                 |         |            | Stadion: Erve Asito, Almelo Toeschouwers: 4.058 Scheidsrechter: Dieperink Video-assistent: Nijhuis |
|                            |                 |         |            | |

|                            |              |         |                 | |
| 12 februari 2022 18:45 uur | FC Groningen | 0 – 1   | Fortuna Sittard | Stadion: Euroborg, Groningen Toeschouwers: 7.200 Scheidsrechter: Van de Graaf Video-assistent: Gerrets |
| 12 februari 2022 18:45 uur |              | Verslag | 82' Siovas      | Stadion: Euroborg, Groningen Toeschouwers: 7.200 Scheidsrechter: Van de Graaf Video-assistent: Gerrets |
| 12 februari 2022 18:45 uur |              |         |                 | Stadion: Euroborg, Groningen Toeschouwers: 7.200 Scheidsrechter: Van de Graaf Video-assistent: Gerrets |
| 12 februari 2022 18:45 uur |              |         |                 | Stadion: Euroborg, Groningen Toeschouwers: 7.200 Scheidsrechter: Van de Graaf Video-assistent: Gerrets |
|                            |              |         |                 | |

|                            |                                                  |         |                                               | |
| 12 februari 2022 18:45 uur | SC Cambuur                                       | 3 – 4   | PEC Zwolle                                    | Stadion: Cambuurstadion, Leeuwarden Toeschouwers: 3.300 Scheidsrechter: Oostrom Video-assistent: Makkelie |
| 12 februari 2022 18:45 uur | Maulun 9' (pen.) Lamprou 43' (e.d.) Sambissa 78' | Verslag | 3' Darfalou 6' De Wit 56' Redan 66' Van Polen | Stadion: Cambuurstadion, Leeuwarden Toeschouwers: 3.300 Scheidsrechter: Oostrom Video-assistent: Makkelie |
| 12 februari 2022 18:45 uur |                                                  |         |                                               | Stadion: Cambuurstadion, Leeuwarden Toeschouwers: 3.300 Scheidsrechter: Oostrom Video-assistent: Makkelie |
| 12 februari 2022 18:45 uur |                                                  |         |                                               | Stadion: Cambuurstadion, Leeuwarden Toeschouwers: 3.300 Scheidsrechter: Oostrom Video-assistent: Makkelie |
|                            |                                                  |         |                                               | |

|                            |         |         |                                                            |                                                                                                 |
| 12 februari 2022 20:00 uur | Vitesse | 0 – 5   | PSV                                                        | Stadion: GelreDome, Arnhem Toeschouwers: 9.177 Scheidsrechter: Gözübüyük Video-assistent: Blank |
| 12 februari 2022 20:00 uur |         | Verslag | 4' Zahavi 24' Mauro Júnior 28' Gakpo 62' Vinícius 88' Doan | Stadion: GelreDome, Arnhem Toeschouwers: 9.177 Scheidsrechter: Gözübüyük Video-assistent: Blank |
| 12 februari 2022 20:00 uur |         |         |                                                            | Stadion: GelreDome, Arnhem Toeschouwers: 9.177 Scheidsrechter: Gözübüyük Video-assistent: Blank |
| 12 februari 2022 20:00 uur |         |         |                                                            | Stadion: GelreDome, Arnhem Toeschouwers: 9.177 Scheidsrechter: Gözübüyük Video-assistent: Blank |
|                            |         |         |                                                            |                                                                                                 |

|                            |                 |         |                                    | |
| 13 februari 2022 12:15 uur | Go Ahead Eagles | 1 – 4   | AZ                                 | Stadion: De Adelaarshorst, Deventer Toeschouwers: 3.746 Scheidsrechter: Nagtegaal Video-assistent: Gansner |
| 13 februari 2022 12:15 uur | Brouwers 25'    | Verslag | 28', 85' Beukema 33', 43' Pavlidis | Stadion: De Adelaarshorst, Deventer Toeschouwers: 3.746 Scheidsrechter: Nagtegaal Video-assistent: Gansner |
| 13 februari 2022 12:15 uur |                 |         |                                    | Stadion: De Adelaarshorst, Deventer Toeschouwers: 3.746 Scheidsrechter: Nagtegaal Video-assistent: Gansner |
| 13 februari 2022 12:15 uur |                 |         |                                    | Stadion: De Adelaarshorst, Deventer Toeschouwers: 3.746 Scheidsrechter: Nagtegaal Video-assistent: Gansner |
|                            |                 |         |                                    | |

|                            |                  |         |           |                                                                                                   |
| 13 februari 2022 12:15 uur | Sparta Rotterdam | 1 – 0   | Willem II | Stadion: Het Kasteel, Rotterdam Toeschouwers: 3.500 Scheidsrechter: Makkelie Video-assistent: Bos |
| 13 februari 2022 12:15 uur | Namli 59'        | Verslag |           | Stadion: Het Kasteel, Rotterdam Toeschouwers: 3.500 Scheidsrechter: Makkelie Video-assistent: Bos |
| 13 februari 2022 12:15 uur |                  |         |           | Stadion: Het Kasteel, Rotterdam Toeschouwers: 3.500 Scheidsrechter: Makkelie Video-assistent: Bos |
| 13 februari 2022 12:15 uur |                  |         |           | Stadion: Het Kasteel, Rotterdam Toeschouwers: 3.500 Scheidsrechter: Makkelie Video-assistent: Bos |
|                            |                  |         |           |                                                                                                   |

|                            |               |         |            | |
| 13 februari 2022 14:30 uur | sc Heerenveen | 0 – 1   | N.E.C.     | Stadion: Abe Lenstra Stadion, Heerenveen Toeschouwers: 8.321 Scheidsrechter: Martens Video-assistent: Hensgens |
| 13 februari 2022 14:30 uur |               | Verslag | 41' Tavşan | Stadion: Abe Lenstra Stadion, Heerenveen Toeschouwers: 8.321 Scheidsrechter: Martens Video-assistent: Hensgens |
| 13 februari 2022 14:30 uur |               |         |            | Stadion: Abe Lenstra Stadion, Heerenveen Toeschouwers: 8.321 Scheidsrechter: Martens Video-assistent: Hensgens |
| 13 februari 2022 14:30 uur |               |         |            | Stadion: Abe Lenstra Stadion, Heerenveen Toeschouwers: 8.321 Scheidsrechter: Martens Video-assistent: Hensgens |
|                            |               |         |            | |

|                            |              |         |                       | |
| 13 februari 2022 14:30 uur | RKC Waalwijk | 0 – 2   | Feyenoord             | Stadion: Mandemakers Stadion, Waalwijk Toeschouwers: 2.126 Scheidsrechter: Manschot Video-assistent: Mulder |
| 13 februari 2022 14:30 uur |              | Verslag | 45' Kökçü 89' Hendrix | Stadion: Mandemakers Stadion, Waalwijk Toeschouwers: 2.126 Scheidsrechter: Manschot Video-assistent: Mulder |
| 13 februari 2022 14:30 uur |              |         |                       | Stadion: Mandemakers Stadion, Waalwijk Toeschouwers: 2.126 Scheidsrechter: Manschot Video-assistent: Mulder |
| 13 februari 2022 14:30 uur |              |         |                       | Stadion: Mandemakers Stadion, Waalwijk Toeschouwers: 2.126 Scheidsrechter: Manschot Video-assistent: Mulder |
|                            |              |         |                       | |

|                            |                                                      |         |           | |
| 13 februari 2022 16:45 uur | Ajax                                                 | 5 – 0   | FC Twente | Stadion: Johan Cruijff ArenA, Amsterdam Toeschouwers: 17.859 Scheidsrechter: Lindhout Video-assistent: Van Boekel |
| 13 februari 2022 16:45 uur | Klaassen 31' Haller 53', 85', 88' Pröpper 77' (e.d.) | Verslag |           | Stadion: Johan Cruijff ArenA, Amsterdam Toeschouwers: 17.859 Scheidsrechter: Lindhout Video-assistent: Van Boekel |
| 13 februari 2022 16:45 uur |                                                      |         |           | Stadion: Johan Cruijff ArenA, Amsterdam Toeschouwers: 17.859 Scheidsrechter: Lindhout Video-assistent: Van Boekel |
| 13 februari 2022 16:45 uur |                                                      |         |           | Stadion: Johan Cruijff ArenA, Amsterdam Toeschouwers: 17.859 Scheidsrechter: Lindhout Video-assistent: Van Boekel |
|                            |                                                      |         |           | |

## Speelronde 23
|                            |                 |            |                  |                                                                                                 |
| 18 februari 2022 20:00 uur | Fortuna Sittard | Uitgesteld | Sparta Rotterdam | Stadion: Fortuna Sittard Stadion, Sittard Scheidsrechter: Nijhuis Video-assistent: Van der Eijk |
| 18 februari 2022 20:00 uur |                 |            |                  | Stadion: Fortuna Sittard Stadion, Sittard Scheidsrechter: Nijhuis Video-assistent: Van der Eijk |
| 18 februari 2022 20:00 uur |                 |            |                  | Stadion: Fortuna Sittard Stadion, Sittard Scheidsrechter: Nijhuis Video-assistent: Van der Eijk |
| 18 februari 2022 20:00 uur |                 |            |                  | Stadion: Fortuna Sittard Stadion, Sittard Scheidsrechter: Nijhuis Video-assistent: Van der Eijk |
|                            |                 |            |                  |                                                                                                 |

|                            |           |         |                   | |
| 19 februari 2022 16:30 uur | N.E.C.    | 1 – 1   | RKC Waalwijk      | Stadion: Goffertstadion, Nijmegen Toeschouwers: 11.802 Scheidsrechter: Blank Video-assistent: Cantineau |
| 19 februari 2022 16:30 uur | Okita 88' | Verslag | 18' Van der Venne | Stadion: Goffertstadion, Nijmegen Toeschouwers: 11.802 Scheidsrechter: Blank Video-assistent: Cantineau |
| 19 februari 2022 16:30 uur |           |         |                   | Stadion: Goffertstadion, Nijmegen Toeschouwers: 11.802 Scheidsrechter: Blank Video-assistent: Cantineau |
| 19 februari 2022 16:30 uur |           |         |                   | Stadion: Goffertstadion, Nijmegen Toeschouwers: 11.802 Scheidsrechter: Blank Video-assistent: Cantineau |
|                            |           |         |                   | |

|                            |           |         |            | |
| 19 februari 2022 18:45 uur | Willem II | 0 – 1   | Ajax       | Stadion: Koning Willem II Stadion, Tilburg Toeschouwers: 14.412 Scheidsrechter: Van Boekel Video-assistent: Van de Graaf |
| 19 februari 2022 18:45 uur |           | Verslag | 81' Timber | Stadion: Koning Willem II Stadion, Tilburg Toeschouwers: 14.412 Scheidsrechter: Van Boekel Video-assistent: Van de Graaf |
| 19 februari 2022 18:45 uur |           |         |            | Stadion: Koning Willem II Stadion, Tilburg Toeschouwers: 14.412 Scheidsrechter: Van Boekel Video-assistent: Van de Graaf |
| 19 februari 2022 18:45 uur |           |         |            | Stadion: Koning Willem II Stadion, Tilburg Toeschouwers: 14.412 Scheidsrechter: Van Boekel Video-assistent: Van de Graaf |
|                            |           |         |            | |

|                            |                            |         |                 | |
| 19 februari 2022 21:00 uur | AZ                         | 2 – 1   | Heracles Almelo | Stadion: AFAS Stadion, Alkmaar Toeschouwers: 13.616 Scheidsrechter: Oostrom Video-assistent: Gözübüyük |
| 19 februari 2022 21:00 uur | Reijnders 25' Pavlidis 48' | Verslag | 42' Laursen     | Stadion: AFAS Stadion, Alkmaar Toeschouwers: 13.616 Scheidsrechter: Oostrom Video-assistent: Gözübüyük |
| 19 februari 2022 21:00 uur |                            |         |                 | Stadion: AFAS Stadion, Alkmaar Toeschouwers: 13.616 Scheidsrechter: Oostrom Video-assistent: Gözübüyük |
| 19 februari 2022 21:00 uur |                            |         |                 | Stadion: AFAS Stadion, Alkmaar Toeschouwers: 13.616 Scheidsrechter: Oostrom Video-assistent: Gözübüyük |
|                            |                            |         |                 | |

|                            |                |         |              | |
| 20 februari 2022 12:15 uur | PEC Zwolle     | 1 – 1   | FC Groningen | Stadion: MAC³PARK stadion, Zwolle Toeschouwers: 13.620 Scheidsrechter: Manschot Video-assistent: Pérez |
| 20 februari 2022 12:15 uur | Nakayama 90+4' | Verslag | 36' Duarte   | Stadion: MAC³PARK stadion, Zwolle Toeschouwers: 13.620 Scheidsrechter: Manschot Video-assistent: Pérez |
| 20 februari 2022 12:15 uur |                |         |              | Stadion: MAC³PARK stadion, Zwolle Toeschouwers: 13.620 Scheidsrechter: Manschot Video-assistent: Pérez |
| 20 februari 2022 12:15 uur |                |         |              | Stadion: MAC³PARK stadion, Zwolle Toeschouwers: 13.620 Scheidsrechter: Manschot Video-assistent: Pérez |
|                            |                |         |              | |

|                            |                                          |         |            | |
| 20 februari 2022 14:30 uur | Feyenoord                                | 3 – 1   | SC Cambuur | Stadion: Stadion Feijenoord, Rotterdam Toeschouwers: 44.779 Scheidsrechter: Kamphuis Video-assistent: Blom |
| 20 februari 2022 14:30 uur | Sinisterra 24' Kökçü 45' Jahanbakhsh 49' | Verslag | 17' Boere  | Stadion: Stadion Feijenoord, Rotterdam Toeschouwers: 44.779 Scheidsrechter: Kamphuis Video-assistent: Blom |
| 20 februari 2022 14:30 uur |                                          |         |            | Stadion: Stadion Feijenoord, Rotterdam Toeschouwers: 44.779 Scheidsrechter: Kamphuis Video-assistent: Blom |
| 20 februari 2022 14:30 uur |                                          |         |            | Stadion: Stadion Feijenoord, Rotterdam Toeschouwers: 44.779 Scheidsrechter: Kamphuis Video-assistent: Blom |
|                            |                                          |         |            | |

|                            |                              |         |                           | |
| 20 februari 2022 14:30 uur | FC Twente                    | 2 – 2   | Go Ahead Eagles           | Stadion: De Grolsch Veste, Enschede Toeschouwers: 26.100 Scheidsrechter: Van den Kerkhof Video-assistent: Dieperink |
| 20 februari 2022 14:30 uur | Kramer 72' (e.d.) Brenet 88' | Verslag | 45+1' Lidberg 48' Córdoba | Stadion: De Grolsch Veste, Enschede Toeschouwers: 26.100 Scheidsrechter: Van den Kerkhof Video-assistent: Dieperink |
| 20 februari 2022 14:30 uur |                              |         |                           | Stadion: De Grolsch Veste, Enschede Toeschouwers: 26.100 Scheidsrechter: Van den Kerkhof Video-assistent: Dieperink |
| 20 februari 2022 14:30 uur |                              |         |                           | Stadion: De Grolsch Veste, Enschede Toeschouwers: 26.100 Scheidsrechter: Van den Kerkhof Video-assistent: Dieperink |
|                            |                              |         |                           | |

|                            |                                   |         |               | |
| 20 februari 2022 16:45 uur | PSV                               | 3 – 1   | sc Heerenveen | Stadion: Philips Stadion, Eindhoven Toeschouwers: 28.000 Scheidsrechter: Higler Video-assistent: Makkelie |
| 20 februari 2022 16:45 uur | Madueke 13' Götze 46' Veerman 50' | Verslag | 36' Halilović | Stadion: Philips Stadion, Eindhoven Toeschouwers: 28.000 Scheidsrechter: Higler Video-assistent: Makkelie |
| 20 februari 2022 16:45 uur |                                   |         |               | Stadion: Philips Stadion, Eindhoven Toeschouwers: 28.000 Scheidsrechter: Higler Video-assistent: Makkelie |
| 20 februari 2022 16:45 uur |                                   |         |               | Stadion: Philips Stadion, Eindhoven Toeschouwers: 28.000 Scheidsrechter: Higler Video-assistent: Makkelie |
|                            |                                   |         |               | |

|                            |            |         |                        | |
| 20 februari 2022 16:45 uur | FC Utrecht | 1 – 1   | Vitesse                | Stadion: Stadion Galgenwaard, Utrecht Toeschouwers: 16.886 Scheidsrechter: Lindhout Video-assistent: Ruperti |
| 20 februari 2022 16:45 uur | Sylla 14'  | Verslag | 65' Grbić 90+2' Doekhi | Stadion: Stadion Galgenwaard, Utrecht Toeschouwers: 16.886 Scheidsrechter: Lindhout Video-assistent: Ruperti |
| 20 februari 2022 16:45 uur |            |         |                        | Stadion: Stadion Galgenwaard, Utrecht Toeschouwers: 16.886 Scheidsrechter: Lindhout Video-assistent: Ruperti |
| 20 februari 2022 16:45 uur |            |         |                        | Stadion: Stadion Galgenwaard, Utrecht Toeschouwers: 16.886 Scheidsrechter: Lindhout Video-assistent: Ruperti |
|                            |            |         |                        | |

## Speelronde 24
|                            |              |         |                                 | |
| 25 februari 2022 20:00 uur | RKC Waalwijk | 1 – 2   | FC Twente                       | Stadion: Mandemakers Stadion, Waalwijk Toeschouwers: 5.364 Scheidsrechter: Pérez Video-assistent: Manschot |
| 25 februari 2022 20:00 uur | Odgaard 74'  | Verslag | 23' Van Wolfswinkel 90' Limnios | Stadion: Mandemakers Stadion, Waalwijk Toeschouwers: 5.364 Scheidsrechter: Pérez Video-assistent: Manschot |
| 25 februari 2022 20:00 uur |              |         |                                 | Stadion: Mandemakers Stadion, Waalwijk Toeschouwers: 5.364 Scheidsrechter: Pérez Video-assistent: Manschot |
| 25 februari 2022 20:00 uur |              |         |                                 | Stadion: Mandemakers Stadion, Waalwijk Toeschouwers: 5.364 Scheidsrechter: Pérez Video-assistent: Manschot |
|                            |              |         |                                 | |

|                            |                           |         |            |                                                                                                  |
| 26 februari 2022 16:30 uur | Heracles Almelo           | 2 – 0   | PEC Zwolle | Stadion: Erve Asito, Almelo Toeschouwers: 6.788 Scheidsrechter: Lindhout Video-assistent: Mulder |
| 26 februari 2022 16:30 uur | De la Torre 19' Bakış 55' | Verslag |            | Stadion: Erve Asito, Almelo Toeschouwers: 6.788 Scheidsrechter: Lindhout Video-assistent: Mulder |
| 26 februari 2022 16:30 uur |                           |         |            | Stadion: Erve Asito, Almelo Toeschouwers: 6.788 Scheidsrechter: Lindhout Video-assistent: Mulder |
| 26 februari 2022 16:30 uur |                           |         |            | Stadion: Erve Asito, Almelo Toeschouwers: 6.788 Scheidsrechter: Lindhout Video-assistent: Mulder |
|                            |                           |         |            |                                                                                                  |

|                            |              |         |           | |
| 26 februari 2022 18:45 uur | FC Groningen | 1 – 0   | Willem II | Stadion: Euroborg, Groningen Toeschouwers: 17.977 Scheidsrechter: Van den Kerkhof Video-assistent: Martens |
| 26 februari 2022 18:45 uur | Meijer 14'   | Verslag |           | Stadion: Euroborg, Groningen Toeschouwers: 17.977 Scheidsrechter: Van den Kerkhof Video-assistent: Martens |
| 26 februari 2022 18:45 uur |              |         |           | Stadion: Euroborg, Groningen Toeschouwers: 17.977 Scheidsrechter: Van den Kerkhof Video-assistent: Martens |
| 26 februari 2022 18:45 uur |              |         |           | Stadion: Euroborg, Groningen Toeschouwers: 17.977 Scheidsrechter: Van den Kerkhof Video-assistent: Martens |
|                            |              |         |           | |

|                            |                |         |                 | |
| 26 februari 2022 21:00 uur | SC Cambuur     | 2 – 1   | Fortuna Sittard | Stadion: Cambuurstadion, Leeuwarden Toeschouwers: 9.780 Scheidsrechter: Van der Laan Video-assistent: Blank |
| 26 februari 2022 21:00 uur | Boere 35', 74' | Verslag | 20' Duarte      | Stadion: Cambuurstadion, Leeuwarden Toeschouwers: 9.780 Scheidsrechter: Van der Laan Video-assistent: Blank |
| 26 februari 2022 21:00 uur |                |         |                 | Stadion: Cambuurstadion, Leeuwarden Toeschouwers: 9.780 Scheidsrechter: Van der Laan Video-assistent: Blank |
| 26 februari 2022 21:00 uur |                |         |                 | Stadion: Cambuurstadion, Leeuwarden Toeschouwers: 9.780 Scheidsrechter: Van der Laan Video-assistent: Blank |
|                            |                |         |                 | |

|                            |                                 |         |                | |
| 27 februari 2022 12:15 uur | AZ                              | 2 – 1   | Feyenoord      | Stadion: AFAS Stadion, Alkmaar Toeschouwers: 16.241 Scheidsrechter: Higler Video-assistent: Van Boekel |
| 27 februari 2022 12:15 uur | Karlsson 19' (pen.), 30' (pen.) | Verslag | 52' Geertruida | Stadion: AFAS Stadion, Alkmaar Toeschouwers: 16.241 Scheidsrechter: Higler Video-assistent: Van Boekel |
| 27 februari 2022 12:15 uur |                                 |         |                | Stadion: AFAS Stadion, Alkmaar Toeschouwers: 16.241 Scheidsrechter: Higler Video-assistent: Van Boekel |
| 27 februari 2022 12:15 uur |                                 |         |                | Stadion: AFAS Stadion, Alkmaar Toeschouwers: 16.241 Scheidsrechter: Higler Video-assistent: Van Boekel |
|                            |                                 |         |                | |

|                            |                                        |         |             |                                                                                               |
| 27 februari 2022 12:15 uur | Vitesse                                | 4 – 1   | N.E.C.      | Stadion: GelreDome, Arnhem Toeschouwers: 13.877 Scheidsrechter: Makkelie Video-assistent: Bos |
| 27 februari 2022 12:15 uur | Doekhi 54' Oroz 56', 80' Buitink 90+5' | Verslag | 49' Duelund | Stadion: GelreDome, Arnhem Toeschouwers: 13.877 Scheidsrechter: Makkelie Video-assistent: Bos |
| 27 februari 2022 12:15 uur |                                        |         |             | Stadion: GelreDome, Arnhem Toeschouwers: 13.877 Scheidsrechter: Makkelie Video-assistent: Bos |
| 27 februari 2022 12:15 uur |                                        |         |             | Stadion: GelreDome, Arnhem Toeschouwers: 13.877 Scheidsrechter: Makkelie Video-assistent: Bos |
|                            |                                        |         |             |                                                                                               |

|                            |                         |         |                           | |
| 27 februari 2022 14:30 uur | Sparta Rotterdam        | 1 – 2   | PSV                       | Stadion: Het Kasteel, Rotterdam Toeschouwers: 10.020 Scheidsrechter: Manschot Video-assistent: Blom |
| 27 februari 2022 14:30 uur | Thy 32' Verschueren 54' | Verslag | 59' Mauro Júnior 67' Doan | Stadion: Het Kasteel, Rotterdam Toeschouwers: 10.020 Scheidsrechter: Manschot Video-assistent: Blom |
| 27 februari 2022 14:30 uur |                         |         |                           | Stadion: Het Kasteel, Rotterdam Toeschouwers: 10.020 Scheidsrechter: Manschot Video-assistent: Blom |
| 27 februari 2022 14:30 uur |                         |         |                           | Stadion: Het Kasteel, Rotterdam Toeschouwers: 10.020 Scheidsrechter: Manschot Video-assistent: Blom |
|                            |                         |         |                           | |

|                            |                           |         |              | |
| 27 februari 2022 16:45 uur | Go Ahead Eagles           | 2 – 1   | Ajax         | Stadion: De Adelaarshorst, Deventer Toeschouwers: 9.200 Scheidsrechter: Kamphuis Video-assistent: Nijhuis |
| 27 februari 2022 16:45 uur | Córdoba 18' Rommens 45+3' | Verslag | 64' Berghuis | Stadion: De Adelaarshorst, Deventer Toeschouwers: 9.200 Scheidsrechter: Kamphuis Video-assistent: Nijhuis |
| 27 februari 2022 16:45 uur |                           |         |              | Stadion: De Adelaarshorst, Deventer Toeschouwers: 9.200 Scheidsrechter: Kamphuis Video-assistent: Nijhuis |
| 27 februari 2022 16:45 uur |                           |         |              | Stadion: De Adelaarshorst, Deventer Toeschouwers: 9.200 Scheidsrechter: Kamphuis Video-assistent: Nijhuis |
|                            |                           |         |              | |

|                            |                          |         |                                 | |
| 27 februari 2022 20:00 uur | sc Heerenveen            | 1 – 2   | FC Utrecht                      | Stadion: Abe Lenstra Stadion, Heerenveen Toeschouwers: 19.200 Scheidsrechter: Gözübüyük Video-assistent: Kooij |
| 27 februari 2022 20:00 uur | Van Hooijdonk 80' (pen.) | Verslag | 58' Ramselaar 69' Van der Hoorn | Stadion: Abe Lenstra Stadion, Heerenveen Toeschouwers: 19.200 Scheidsrechter: Gözübüyük Video-assistent: Kooij |
| 27 februari 2022 20:00 uur |                          |         |                                 | Stadion: Abe Lenstra Stadion, Heerenveen Toeschouwers: 19.200 Scheidsrechter: Gözübüyük Video-assistent: Kooij |
| 27 februari 2022 20:00 uur |                          |         |                                 | Stadion: Abe Lenstra Stadion, Heerenveen Toeschouwers: 19.200 Scheidsrechter: Gözübüyük Video-assistent: Kooij |
|                            |                          |         |                                 | |

## Speelronde 25
|                        |         |                        |                  |                                                                                                   |
| 4 maart 2022 20:00 uur | Vitesse | Gestaakt 90+2' (0 – 1) | Sparta Rotterdam | Stadion: GelreDome, Arnhem Toeschouwers: 9.771 Scheidsrechter: Dieperink Video-assistent: Gerrets |
| 4 maart 2022 20:00 uur |         | Verslag                | 5' Dalmau        | Stadion: GelreDome, Arnhem Toeschouwers: 9.771 Scheidsrechter: Dieperink Video-assistent: Gerrets |
| 4 maart 2022 20:00 uur |         |                        |                  | Stadion: GelreDome, Arnhem Toeschouwers: 9.771 Scheidsrechter: Dieperink Video-assistent: Gerrets |
| 4 maart 2022 20:00 uur |         |                        |                  | Stadion: GelreDome, Arnhem Toeschouwers: 9.771 Scheidsrechter: Dieperink Video-assistent: Gerrets |
|                        |         |                        |                  |                                                                                                   |

|                        |           |       |               | |
| 5 maart 2022 16:30 uur | Willem II | 0 – 0 | sc Heerenveen | Stadion: Koning Willem II Stadion, Tilburg Toeschouwers: 13.082 Scheidsrechter: Kamphuis Video-assistent: Oostrom |
| 5 maart 2022 16:30 uur | Verslag   |       |               | Stadion: Koning Willem II Stadion, Tilburg Toeschouwers: 13.082 Scheidsrechter: Kamphuis Video-assistent: Oostrom |
| 5 maart 2022 16:30 uur |           |       |               | Stadion: Koning Willem II Stadion, Tilburg Toeschouwers: 13.082 Scheidsrechter: Kamphuis Video-assistent: Oostrom |
| 5 maart 2022 16:30 uur |           |       |               | Stadion: Koning Willem II Stadion, Tilburg Toeschouwers: 13.082 Scheidsrechter: Kamphuis Video-assistent: Oostrom |
|                        |           |       |               | |

|                        |                 |         |            | |
| 5 maart 2022 18:45 uur | Go Ahead Eagles | 1 – 1   | FC Utrecht | Stadion: De Adelaarshorst, Deventer Toeschouwers: 9.924 Scheidsrechter: Makkelie Video-assistent: Van de Graaf |
| 5 maart 2022 18:45 uur | Brouwers 33'    | Verslag | 76' Sylla  | Stadion: De Adelaarshorst, Deventer Toeschouwers: 9.924 Scheidsrechter: Makkelie Video-assistent: Van de Graaf |
| 5 maart 2022 18:45 uur |                 |         |            | Stadion: De Adelaarshorst, Deventer Toeschouwers: 9.924 Scheidsrechter: Makkelie Video-assistent: Van de Graaf |
| 5 maart 2022 18:45 uur |                 |         |            | Stadion: De Adelaarshorst, Deventer Toeschouwers: 9.924 Scheidsrechter: Makkelie Video-assistent: Van de Graaf |
|                        |                 |         |            | |

|                        |             |         |              | |
| 5 maart 2022 21:00 uur | Feyenoord   | 1 – 1   | FC Groningen | Stadion: Stadion Feijenoord, Rotterdam Toeschouwers: 45.395 Scheidsrechter: Van Boekel Video-assistent: Manschot |
| 5 maart 2022 21:00 uur | Dessers 71' | Verslag | 23' De Leeuw | Stadion: Stadion Feijenoord, Rotterdam Toeschouwers: 45.395 Scheidsrechter: Van Boekel Video-assistent: Manschot |
| 5 maart 2022 21:00 uur |             |         |              | Stadion: Stadion Feijenoord, Rotterdam Toeschouwers: 45.395 Scheidsrechter: Van Boekel Video-assistent: Manschot |
| 5 maart 2022 21:00 uur |             |         |              | Stadion: Stadion Feijenoord, Rotterdam Toeschouwers: 45.395 Scheidsrechter: Van Boekel Video-assistent: Manschot |
|                        |             |         |              | |

|                        |                                  |         |                 | |
| 6 maart 2022 12:15 uur | PSV                              | 3 – 1   | Heracles Almelo | Stadion: Philips Stadion, Eindhoven Toeschouwers: 33.247 Scheidsrechter: Van de Graaf Video-assistent: Ruperti |
| 6 maart 2022 12:15 uur | Veerman 20' Zahavi 55' Gakpo 71' | Verslag | 69' Armenteros  | Stadion: Philips Stadion, Eindhoven Toeschouwers: 33.247 Scheidsrechter: Van de Graaf Video-assistent: Ruperti |
| 6 maart 2022 12:15 uur |                                  |         |                 | Stadion: Philips Stadion, Eindhoven Toeschouwers: 33.247 Scheidsrechter: Van de Graaf Video-assistent: Ruperti |
| 6 maart 2022 12:15 uur |                                  |         |                 | Stadion: Philips Stadion, Eindhoven Toeschouwers: 33.247 Scheidsrechter: Van de Graaf Video-assistent: Ruperti |
|                        |                                  |         |                 | |

|                        |             |         |            | |
| 6 maart 2022 14:30 uur | FC Twente   | 1 – 0   | SC Cambuur | Stadion: De Grolsch Veste, Enschede Toeschouwers: 26.800 Scheidsrechter: Van der Eijk Video-assistent: Kamphuis |
| 6 maart 2022 14:30 uur | Pröpper 63' | Verslag |            | Stadion: De Grolsch Veste, Enschede Toeschouwers: 26.800 Scheidsrechter: Van der Eijk Video-assistent: Kamphuis |
| 6 maart 2022 14:30 uur |             |         |            | Stadion: De Grolsch Veste, Enschede Toeschouwers: 26.800 Scheidsrechter: Van der Eijk Video-assistent: Kamphuis |
| 6 maart 2022 14:30 uur |             |         |            | Stadion: De Grolsch Veste, Enschede Toeschouwers: 26.800 Scheidsrechter: Van der Eijk Video-assistent: Kamphuis |
|                        |             |         |            | |

|                        |                                  |         |                              | |
| 6 maart 2022 16:45 uur | Ajax                             | 3 – 2   | RKC Waalwijk                 | Stadion: Johan Cruijff ArenA, Amsterdam Toeschouwers: 53.467 Scheidsrechter: Higler Video-assistent: Dieperink |
| 6 maart 2022 16:45 uur | Haller 33', 37' Tadić 90' (pen.) | Verslag | 50' Kramer 57' Van der Venne | Stadion: Johan Cruijff ArenA, Amsterdam Toeschouwers: 53.467 Scheidsrechter: Higler Video-assistent: Dieperink |
| 6 maart 2022 16:45 uur |                                  |         |                              | Stadion: Johan Cruijff ArenA, Amsterdam Toeschouwers: 53.467 Scheidsrechter: Higler Video-assistent: Dieperink |
| 6 maart 2022 16:45 uur |                                  |         |                              | Stadion: Johan Cruijff ArenA, Amsterdam Toeschouwers: 53.467 Scheidsrechter: Higler Video-assistent: Dieperink |
|                        |                                  |         |                              | |

|                        |          |         |                            | |
| 6 maart 2022 16:45 uur | N.E.C.   | 1 – 3   | AZ                         | Stadion: Goffertstadion, Nijmegen Toeschouwers: 12.000 Scheidsrechter: Nijhuis Video-assistent: Nagtegaal |
| 6 maart 2022 16:45 uur | Guth 44' | Verslag | 8', 70' Karlsson 76' Evjen | Stadion: Goffertstadion, Nijmegen Toeschouwers: 12.000 Scheidsrechter: Nijhuis Video-assistent: Nagtegaal |
| 6 maart 2022 16:45 uur |          |         |                            | Stadion: Goffertstadion, Nijmegen Toeschouwers: 12.000 Scheidsrechter: Nijhuis Video-assistent: Nagtegaal |
| 6 maart 2022 16:45 uur |          |         |                            | Stadion: Goffertstadion, Nijmegen Toeschouwers: 12.000 Scheidsrechter: Nijhuis Video-assistent: Nagtegaal |
|                        |          |         |                            | |

|                        |                 |         |              | |
| 6 maart 2022 20:00 uur | Fortuna Sittard | 0 – 1   | PEC Zwolle   | Stadion: Fortuna Sittard Stadion, Sittard Toeschouwers: 8.279 Scheidsrechter: Gözübüyük Video-assistent: Van den Kerkhof |
| 6 maart 2022 20:00 uur |                 | Verslag | 77' Darfalou | Stadion: Fortuna Sittard Stadion, Sittard Toeschouwers: 8.279 Scheidsrechter: Gözübüyük Video-assistent: Van den Kerkhof |
| 6 maart 2022 20:00 uur |                 |         |              | Stadion: Fortuna Sittard Stadion, Sittard Toeschouwers: 8.279 Scheidsrechter: Gözübüyük Video-assistent: Van den Kerkhof |
| 6 maart 2022 20:00 uur |                 |         |              | Stadion: Fortuna Sittard Stadion, Sittard Toeschouwers: 8.279 Scheidsrechter: Gözübüyük Video-assistent: Van den Kerkhof |
|                        |                 |         |              | |

## Speelronde 26
|                         |                        |         |                                       | |
| 11 maart 2022 20:00 uur | SC Cambuur             | 2 – 3   | Ajax                                  | Stadion: Cambuurstadion, Leeuwarden Toeschouwers: 9.822 Scheidsrechter: Lindhout Video-assistent: Martens |
| 11 maart 2022 20:00 uur | Kallon 48' Joosten 79' | Verslag | 3' Tadić 40' Haller 90+2' Gravenberch | Stadion: Cambuurstadion, Leeuwarden Toeschouwers: 9.822 Scheidsrechter: Lindhout Video-assistent: Martens |
| 11 maart 2022 20:00 uur |                        |         |                                       | Stadion: Cambuurstadion, Leeuwarden Toeschouwers: 9.822 Scheidsrechter: Lindhout Video-assistent: Martens |
| 11 maart 2022 20:00 uur |                        |         |                                       | Stadion: Cambuurstadion, Leeuwarden Toeschouwers: 9.822 Scheidsrechter: Lindhout Video-assistent: Martens |
|                         |                        |         |                                       | |

|                         |                  |         |                 | |
| 12 maart 2022 16:30 uur | Sparta Rotterdam | 1 – 0   | Go Ahead Eagles | Stadion: Het Kasteel, Rotterdam Toeschouwers: 10.011 Scheidsrechter: Martens Video-assistent: Pérez |
| 12 maart 2022 16:30 uur | Auassar 68'      | Verslag |                 | Stadion: Het Kasteel, Rotterdam Toeschouwers: 10.011 Scheidsrechter: Martens Video-assistent: Pérez |
| 12 maart 2022 16:30 uur |                  |         |                 | Stadion: Het Kasteel, Rotterdam Toeschouwers: 10.011 Scheidsrechter: Martens Video-assistent: Pérez |
| 12 maart 2022 16:30 uur |                  |         |                 | Stadion: Het Kasteel, Rotterdam Toeschouwers: 10.011 Scheidsrechter: Martens Video-assistent: Pérez |
|                         |                  |         |                 | |

|                         |                                                  |         |                                                   | |
| 12 maart 2022 18:45 uur | FC Groningen                                     | 4 – 3   | N.E.C.                                            | Stadion: Euroborg, Groningen Toeschouwers: 20.600 Scheidsrechter: Van der Eijk Video-assistent: Gözübüyük |
| 12 maart 2022 18:45 uur | De Leeuw 2' Strand Larsen 22' Postema 80', 90+2' | Verslag | 13' Akman 18' El Karouani 29' Schöne 32' Mattsson | Stadion: Euroborg, Groningen Toeschouwers: 20.600 Scheidsrechter: Van der Eijk Video-assistent: Gözübüyük |
| 12 maart 2022 18:45 uur |                                                  |         |                                                   | Stadion: Euroborg, Groningen Toeschouwers: 20.600 Scheidsrechter: Van der Eijk Video-assistent: Gözübüyük |
| 12 maart 2022 18:45 uur |                                                  |         |                                                   | Stadion: Euroborg, Groningen Toeschouwers: 20.600 Scheidsrechter: Van der Eijk Video-assistent: Gözübüyük |
|                         |                                                  |         |                                                   | |

|                         |              |       |               | |
| 12 maart 2022 21:00 uur | RKC Waalwijk | 0 – 0 | sc Heerenveen | Stadion: Mandemakers Stadion, Waalwijk Toeschouwers: 4.203 Scheidsrechter: Manschot Video-assistent: Van den Kerkhof |
| 12 maart 2022 21:00 uur | Verslag      |       |               | Stadion: Mandemakers Stadion, Waalwijk Toeschouwers: 4.203 Scheidsrechter: Manschot Video-assistent: Van den Kerkhof |
| 12 maart 2022 21:00 uur |              |       |               | Stadion: Mandemakers Stadion, Waalwijk Toeschouwers: 4.203 Scheidsrechter: Manschot Video-assistent: Van den Kerkhof |
| 12 maart 2022 21:00 uur |              |       |               | Stadion: Mandemakers Stadion, Waalwijk Toeschouwers: 4.203 Scheidsrechter: Manschot Video-assistent: Van den Kerkhof |
|                         |              |       |               | |

|                         |                 |         |           | |
| 13 maart 2022 12:15 uur | Fortuna Sittard | 1 – 0   | Willem II | Stadion: Fortuna Sittard Stadion, Sittard Toeschouwers: 5.812 Scheidsrechter: Higler Video-assistent: Mulder |
| 13 maart 2022 12:15 uur | Flemming 51'    | Verslag |           | Stadion: Fortuna Sittard Stadion, Sittard Toeschouwers: 5.812 Scheidsrechter: Higler Video-assistent: Mulder |
| 13 maart 2022 12:15 uur |                 |         |           | Stadion: Fortuna Sittard Stadion, Sittard Toeschouwers: 5.812 Scheidsrechter: Higler Video-assistent: Mulder |
| 13 maart 2022 12:15 uur |                 |         |           | Stadion: Fortuna Sittard Stadion, Sittard Toeschouwers: 5.812 Scheidsrechter: Higler Video-assistent: Mulder |
|                         |                 |         |           | |

|                         |            |         |            | |
| 13 maart 2022 14:30 uur | FC Utrecht | 0 – 1   | PSV        | Stadion: Stadion Galgenwaard, Utrecht Toeschouwers: 22.269 Scheidsrechter: Nijhuis Video-assistent: Blom |
| 13 maart 2022 14:30 uur |            | Verslag | 53' Zahavi | Stadion: Stadion Galgenwaard, Utrecht Toeschouwers: 22.269 Scheidsrechter: Nijhuis Video-assistent: Blom |
| 13 maart 2022 14:30 uur |            |         |            | Stadion: Stadion Galgenwaard, Utrecht Toeschouwers: 22.269 Scheidsrechter: Nijhuis Video-assistent: Blom |
| 13 maart 2022 14:30 uur |            |         |            | Stadion: Stadion Galgenwaard, Utrecht Toeschouwers: 22.269 Scheidsrechter: Nijhuis Video-assistent: Blom |
|                         |            |         |            | |

|                         |                 |       |         | |
| 13 maart 2022 14:30 uur | Heracles Almelo | 0 – 0 | Vitesse | Stadion: Erve Asito, Almelo Toeschouwers: 7.035 Scheidsrechter: Kamphuis Video-assistent: Van der Laan |
| 13 maart 2022 14:30 uur | Verslag         |       |         | Stadion: Erve Asito, Almelo Toeschouwers: 7.035 Scheidsrechter: Kamphuis Video-assistent: Van der Laan |
| 13 maart 2022 14:30 uur |                 |       |         | Stadion: Erve Asito, Almelo Toeschouwers: 7.035 Scheidsrechter: Kamphuis Video-assistent: Van der Laan |
| 13 maart 2022 14:30 uur |                 |       |         | Stadion: Erve Asito, Almelo Toeschouwers: 7.035 Scheidsrechter: Kamphuis Video-assistent: Van der Laan |
|                         |                 |       |         | |

|                         |                 |         |                            | |
| 13 maart 2022 16:45 uur | PEC Zwolle      | 1 – 2   | Feyenoord                  | Stadion: MAC³PARK stadion, Zwolle Toeschouwers: 14.000 Scheidsrechter: Van den Kerkhof Video-assistent: Kooij |
| 13 maart 2022 16:45 uur | Van Polen 45+2' | Verslag | 67' Sinisterra 77' Dessers | Stadion: MAC³PARK stadion, Zwolle Toeschouwers: 14.000 Scheidsrechter: Van den Kerkhof Video-assistent: Kooij |
| 13 maart 2022 16:45 uur |                 |         |                            | Stadion: MAC³PARK stadion, Zwolle Toeschouwers: 14.000 Scheidsrechter: Van den Kerkhof Video-assistent: Kooij |
| 13 maart 2022 16:45 uur |                 |         |                            | Stadion: MAC³PARK stadion, Zwolle Toeschouwers: 14.000 Scheidsrechter: Van den Kerkhof Video-assistent: Kooij |
|                         |                 |         |                            | |

|                         |    |         |            | |
| 13 maart 2022 20:00 uur | AZ | 0 – 1   | FC Twente  | Stadion: AFAS Stadion, Alkmaar Toeschouwers: 15.349 Scheidsrechter: Van Boekel Video-assistent: Blank |
| 13 maart 2022 20:00 uur |    | Verslag | 62' Brenet | Stadion: AFAS Stadion, Alkmaar Toeschouwers: 15.349 Scheidsrechter: Van Boekel Video-assistent: Blank |
| 13 maart 2022 20:00 uur |    |         |            | Stadion: AFAS Stadion, Alkmaar Toeschouwers: 15.349 Scheidsrechter: Van Boekel Video-assistent: Blank |
| 13 maart 2022 20:00 uur |    |         |            | Stadion: AFAS Stadion, Alkmaar Toeschouwers: 15.349 Scheidsrechter: Van Boekel Video-assistent: Blank |
|                         |    |         |            | |

## Speelronde 27
|                         |                     |         |                 | |
| 18 maart 2022 20:00 uur | sc Heerenveen       | 2 – 0   | Heracles Almelo | Stadion: Abe Lenstra Stadion, Heerenveen Toeschouwers: 17.980 Scheidsrechter: Bos Video-assistent: Gansner |
| 18 maart 2022 20:00 uur | Sarr 59' Bakker 88' | Verslag |                 | Stadion: Abe Lenstra Stadion, Heerenveen Toeschouwers: 17.980 Scheidsrechter: Bos Video-assistent: Gansner |
| 18 maart 2022 20:00 uur |                     |         |                 | Stadion: Abe Lenstra Stadion, Heerenveen Toeschouwers: 17.980 Scheidsrechter: Bos Video-assistent: Gansner |
| 18 maart 2022 20:00 uur |                     |         |                 | Stadion: Abe Lenstra Stadion, Heerenveen Toeschouwers: 17.980 Scheidsrechter: Bos Video-assistent: Gansner |
|                         |                     |         |                 | |

|                         |                                   |         |            | |
| 19 maart 2022 18:45 uur | Go Ahead Eagles                   | 3 – 0   | SC Cambuur | Stadion: De Adelaarshorst, Deventer Toeschouwers: 9.631 Scheidsrechter: Gözübüyük Video-assistent: Bos |
| 19 maart 2022 18:45 uur | Kramer 25' Brouwers 36' Deijl 77' | Verslag |            | Stadion: De Adelaarshorst, Deventer Toeschouwers: 9.631 Scheidsrechter: Gözübüyük Video-assistent: Bos |
| 19 maart 2022 18:45 uur |                                   |         |            | Stadion: De Adelaarshorst, Deventer Toeschouwers: 9.631 Scheidsrechter: Gözübüyük Video-assistent: Bos |
| 19 maart 2022 18:45 uur |                                   |         |            | Stadion: De Adelaarshorst, Deventer Toeschouwers: 9.631 Scheidsrechter: Gözübüyük Video-assistent: Bos |
|                         |                                   |         |            | |

|                         |           |         |            | |
| 19 maart 2022 20:00 uur | FC Twente | 1 – 0   | PEC Zwolle | Stadion: De Grolsch Veste, Enschede Toeschouwers: 28.000 Scheidsrechter: Van de Graaf Video-assistent: Van der Eijk |
| 19 maart 2022 20:00 uur | Rots 19'  | Verslag |            | Stadion: De Grolsch Veste, Enschede Toeschouwers: 28.000 Scheidsrechter: Van de Graaf Video-assistent: Van der Eijk |
| 19 maart 2022 20:00 uur |           |         |            | Stadion: De Grolsch Veste, Enschede Toeschouwers: 28.000 Scheidsrechter: Van de Graaf Video-assistent: Van der Eijk |
| 19 maart 2022 20:00 uur |           |         |            | Stadion: De Grolsch Veste, Enschede Toeschouwers: 28.000 Scheidsrechter: Van de Graaf Video-assistent: Van der Eijk |
|                         |           |         |            | |

|                         |         |       |                  | |
| 19 maart 2022 21:00 uur | N.E.C.  | 0 – 0 | Sparta Rotterdam | Stadion: Goffertstadion, Nijmegen Toeschouwers: 12.000 Scheidsrechter: Kamphuis Video-assistent: Cantineau |
| 19 maart 2022 21:00 uur | Verslag |       |                  | Stadion: Goffertstadion, Nijmegen Toeschouwers: 12.000 Scheidsrechter: Kamphuis Video-assistent: Cantineau |
| 19 maart 2022 21:00 uur |         |       |                  | Stadion: Goffertstadion, Nijmegen Toeschouwers: 12.000 Scheidsrechter: Kamphuis Video-assistent: Cantineau |
| 19 maart 2022 21:00 uur |         |       |                  | Stadion: Goffertstadion, Nijmegen Toeschouwers: 12.000 Scheidsrechter: Kamphuis Video-assistent: Cantineau |
|                         |         |       |                  | |

|                         |               |         |                                                      | |
| 20 maart 2022 12:15 uur | FC Utrecht    | 1 – 3   | FC Groningen                                         | Stadion: Stadion Galgenwaard, Utrecht Toeschouwers: 21.221 Scheidsrechter: Higler Video-assistent: Oostrom |
| 20 maart 2022 12:15 uur | Ramselaar 48' | Verslag | 4' (pen.) El Hankouri 10' De Leeuw 89' Strand Larsen | Stadion: Stadion Galgenwaard, Utrecht Toeschouwers: 21.221 Scheidsrechter: Higler Video-assistent: Oostrom |
| 20 maart 2022 12:15 uur |               |         |                                                      | Stadion: Stadion Galgenwaard, Utrecht Toeschouwers: 21.221 Scheidsrechter: Higler Video-assistent: Oostrom |
| 20 maart 2022 12:15 uur |               |         |                                                      | Stadion: Stadion Galgenwaard, Utrecht Toeschouwers: 21.221 Scheidsrechter: Higler Video-assistent: Oostrom |
|                         |               |         |                                                      | |

|                         |                                            |         |                       | |
| 20 maart 2022 14:30 uur | Ajax                                       | 3 – 2   | Feyenoord             | Stadion: Johan Cruijff ArenA, Amsterdam Toeschouwers: 54.709 Scheidsrechter: Makkelie Video-assistent: Ruperti |
| 20 maart 2022 14:30 uur | Haller 24' Tadić 78' Antony 86' 87', 90+5' | Verslag | 8' Sinisterra 28' Til | Stadion: Johan Cruijff ArenA, Amsterdam Toeschouwers: 54.709 Scheidsrechter: Makkelie Video-assistent: Ruperti |
| 20 maart 2022 14:30 uur |                                            |         |                       | Stadion: Johan Cruijff ArenA, Amsterdam Toeschouwers: 54.709 Scheidsrechter: Makkelie Video-assistent: Ruperti |
| 20 maart 2022 14:30 uur |                                            |         |                       | Stadion: Johan Cruijff ArenA, Amsterdam Toeschouwers: 54.709 Scheidsrechter: Makkelie Video-assistent: Ruperti |
|                         |                                            |         |                       | |

|                         |                                                    |         |                 | |
| 20 maart 2022 16:45 uur | PSV                                                | 5 – 0   | Fortuna Sittard | Stadion: Philips Stadion, Eindhoven Toeschouwers: 33.491 Scheidsrechter: Lindhout Video-assistent: Manschot |
| 20 maart 2022 16:45 uur | Max 10' Doan 39' Zahavi 41' Bruma 77' Vinícius 82' | Verslag |                 | Stadion: Philips Stadion, Eindhoven Toeschouwers: 33.491 Scheidsrechter: Lindhout Video-assistent: Manschot |
| 20 maart 2022 16:45 uur |                                                    |         |                 | Stadion: Philips Stadion, Eindhoven Toeschouwers: 33.491 Scheidsrechter: Lindhout Video-assistent: Manschot |
| 20 maart 2022 16:45 uur |                                                    |         |                 | Stadion: Philips Stadion, Eindhoven Toeschouwers: 33.491 Scheidsrechter: Lindhout Video-assistent: Manschot |
|                         |                                                    |         |                 | |

|                         |           |         |                             |                                                                                                |
| 20 maart 2022 16:45 uur | Vitesse   | 1 – 2   | RKC Waalwijk                | Stadion: GelreDome, Arnhem Toeschouwers: 13.625 Scheidsrechter: Kooij Video-assistent: Nijhuis |
| 20 maart 2022 16:45 uur | Openda 6' | Verslag | 15' Meulensteen 51' Büttner | Stadion: GelreDome, Arnhem Toeschouwers: 13.625 Scheidsrechter: Kooij Video-assistent: Nijhuis |
| 20 maart 2022 16:45 uur |           |         |                             | Stadion: GelreDome, Arnhem Toeschouwers: 13.625 Scheidsrechter: Kooij Video-assistent: Nijhuis |
| 20 maart 2022 16:45 uur |           |         |                             | Stadion: GelreDome, Arnhem Toeschouwers: 13.625 Scheidsrechter: Kooij Video-assistent: Nijhuis |
|                         |           |         |                             |                                                                                                |

|                         |                        |         |                                  | |
| 20 maart 2022 20:00 uur | Willem II              | 2 – 2   | AZ                               | Stadion: Koning Willem II Stadion, Tilburg Toeschouwers: 13.064 Scheidsrechter: Dieperink Video-assistent: Van de Graaf |
| 20 maart 2022 20:00 uur | Nunnely 7' Kabangu 17' | Verslag | 35' Martins Indi 90+1' Aboukhlal | Stadion: Koning Willem II Stadion, Tilburg Toeschouwers: 13.064 Scheidsrechter: Dieperink Video-assistent: Van de Graaf |
| 20 maart 2022 20:00 uur |                        |         |                                  | Stadion: Koning Willem II Stadion, Tilburg Toeschouwers: 13.064 Scheidsrechter: Dieperink Video-assistent: Van de Graaf |
| 20 maart 2022 20:00 uur |                        |         |                                  | Stadion: Koning Willem II Stadion, Tilburg Toeschouwers: 13.064 Scheidsrechter: Dieperink Video-assistent: Van de Graaf |
|                         |                        |         |                                  | |

## Speelronde 28
|                        |                   |         |                                                  | |
| 2 april 2022 16:30 uur | FC Groningen      | 1 – 3   | Ajax                                             | Stadion: Euroborg, Groningen Toeschouwers: 22.525 Scheidsrechter: Nijhuis Video-assistent: Dieperink |
| 2 april 2022 16:30 uur | Strand Larsen 20' | Verslag | 45+1' Klaassen 45+7' (pen.) Tadić 90+1' Berghuis | Stadion: Euroborg, Groningen Toeschouwers: 22.525 Scheidsrechter: Nijhuis Video-assistent: Dieperink |
| 2 april 2022 16:30 uur |                   |         |                                                  | Stadion: Euroborg, Groningen Toeschouwers: 22.525 Scheidsrechter: Nijhuis Video-assistent: Dieperink |
| 2 april 2022 16:30 uur |                   |         |                                                  | Stadion: Euroborg, Groningen Toeschouwers: 22.525 Scheidsrechter: Nijhuis Video-assistent: Dieperink |
|                        |                   |         |                                                  | |

|                        |                                   |         |                                      | |
| 2 april 2022 18:45 uur | FC Twente                         | 3 – 3   | PSV                                  | Stadion: De Grolsch Veste, Enschede Toeschouwers: 30.000 Scheidsrechter: Gözübüyük Video-assistent: Kamphuis |
| 2 april 2022 18:45 uur | Van Wolfswinkel 13', 19' Vlap 25' | Verslag | 35' Veerman 53' Gakpo 90+4' Boscagli | Stadion: De Grolsch Veste, Enschede Toeschouwers: 30.000 Scheidsrechter: Gözübüyük Video-assistent: Kamphuis |
| 2 april 2022 18:45 uur |                                   |         |                                      | Stadion: De Grolsch Veste, Enschede Toeschouwers: 30.000 Scheidsrechter: Gözübüyük Video-assistent: Kamphuis |
| 2 april 2022 18:45 uur |                                   |         |                                      | Stadion: De Grolsch Veste, Enschede Toeschouwers: 30.000 Scheidsrechter: Gözübüyük Video-assistent: Kamphuis |
|                        |                                   |         |                                      | |

|                        |                                                       |         |              | |
| 2 april 2022 20:00 uur | AZ                                                    | 3 – 1   | Vitesse      | Stadion: AFAS Stadion, Alkmaar Toeschouwers: 17.406 Scheidsrechter: Manschot Video-assistent: Oostrom |
| 2 april 2022 20:00 uur | Pavlidis 32' Rasmussen 56' (e.d.) Karlsson 83' (pen.) | Verslag | 63' Tronstad | Stadion: AFAS Stadion, Alkmaar Toeschouwers: 17.406 Scheidsrechter: Manschot Video-assistent: Oostrom |
| 2 april 2022 20:00 uur |                                                       |         |              | Stadion: AFAS Stadion, Alkmaar Toeschouwers: 17.406 Scheidsrechter: Manschot Video-assistent: Oostrom |
| 2 april 2022 20:00 uur |                                                       |         |              | Stadion: AFAS Stadion, Alkmaar Toeschouwers: 17.406 Scheidsrechter: Manschot Video-assistent: Oostrom |
|                        |                                                       |         |              | |

|                        |              |         |            | |
| 2 april 2022 20:00 uur | RKC Waalwijk | 1 – 1   | FC Utrecht | Stadion: Mandemakers Stadion, Waalwijk Toeschouwers: 6.389 Scheidsrechter: Nagtegaal Video-assistent: Van der Eijk |
| 2 april 2022 20:00 uur | Kramer 90+2' | Verslag | 34' Timber | Stadion: Mandemakers Stadion, Waalwijk Toeschouwers: 6.389 Scheidsrechter: Nagtegaal Video-assistent: Van der Eijk |
| 2 april 2022 20:00 uur |              |         |            | Stadion: Mandemakers Stadion, Waalwijk Toeschouwers: 6.389 Scheidsrechter: Nagtegaal Video-assistent: Van der Eijk |
| 2 april 2022 20:00 uur |              |         |            | Stadion: Mandemakers Stadion, Waalwijk Toeschouwers: 6.389 Scheidsrechter: Nagtegaal Video-assistent: Van der Eijk |
|                        |              |         |            | |

|                        |                              |         |           | |
| 2 april 2022 21:00 uur | Feyenoord                    | 2 – 0   | Willem II | Stadion: Stadion Feijenoord, Rotterdam Toeschouwers: 47.500 Scheidsrechter: Van de Graaf Video-assistent: Cantineau |
| 2 april 2022 21:00 uur | Sinisterra 67' Linssen 90+2' | Verslag |           | Stadion: Stadion Feijenoord, Rotterdam Toeschouwers: 47.500 Scheidsrechter: Van de Graaf Video-assistent: Cantineau |
| 2 april 2022 21:00 uur |                              |         |           | Stadion: Stadion Feijenoord, Rotterdam Toeschouwers: 47.500 Scheidsrechter: Van de Graaf Video-assistent: Cantineau |
| 2 april 2022 21:00 uur |                              |         |           | Stadion: Stadion Feijenoord, Rotterdam Toeschouwers: 47.500 Scheidsrechter: Van de Graaf Video-assistent: Cantineau |
|                        |                              |         |           | |

|                        |            |         |                 | |
| 3 april 2022 12:15 uur | PEC Zwolle | 0 – 1   | Go Ahead Eagles | Stadion: MAC³PARK stadion, Zwolle Toeschouwers: 14.000 Scheidsrechter: Makkelie Video-assistent: Martens |
| 3 april 2022 12:15 uur |            | Verslag | 90+3' Rommens   | Stadion: MAC³PARK stadion, Zwolle Toeschouwers: 14.000 Scheidsrechter: Makkelie Video-assistent: Martens |
| 3 april 2022 12:15 uur |            |         |                 | Stadion: MAC³PARK stadion, Zwolle Toeschouwers: 14.000 Scheidsrechter: Makkelie Video-assistent: Martens |
| 3 april 2022 12:15 uur |            |         |                 | Stadion: MAC³PARK stadion, Zwolle Toeschouwers: 14.000 Scheidsrechter: Makkelie Video-assistent: Martens |
|                        |            |         |                 | |

|                        |                 |         |                         | |
| 3 april 2022 14:30 uur | Fortuna Sittard | 0 – 2   | Heracles Almelo         | Stadion: Fortuna Sittard Stadion, Sittard Toeschouwers: 10.067 Scheidsrechter: Van den Kerkhof Video-assistent: Higler |
| 3 april 2022 14:30 uur |                 | Verslag | 58' Quagliata 66' Bakış | Stadion: Fortuna Sittard Stadion, Sittard Toeschouwers: 10.067 Scheidsrechter: Van den Kerkhof Video-assistent: Higler |
| 3 april 2022 14:30 uur |                 |         |                         | Stadion: Fortuna Sittard Stadion, Sittard Toeschouwers: 10.067 Scheidsrechter: Van den Kerkhof Video-assistent: Higler |
| 3 april 2022 14:30 uur |                 |         |                         | Stadion: Fortuna Sittard Stadion, Sittard Toeschouwers: 10.067 Scheidsrechter: Van den Kerkhof Video-assistent: Higler |
|                        |                 |         |                         | |

|                        |                       |         |               | |
| 3 april 2022 14:30 uur | Sparta Rotterdam      | 1 – 1   | sc Heerenveen | Stadion: Het Kasteel, Rotterdam Toeschouwers: 10.210 Scheidsrechter: Lindhout Video-assistent: Kooij |
| 3 april 2022 14:30 uur | Van Crooij 52' (pen.) | Verslag | 67' Sarr      | Stadion: Het Kasteel, Rotterdam Toeschouwers: 10.210 Scheidsrechter: Lindhout Video-assistent: Kooij |
| 3 april 2022 14:30 uur |                       |         |               | Stadion: Het Kasteel, Rotterdam Toeschouwers: 10.210 Scheidsrechter: Lindhout Video-assistent: Kooij |
| 3 april 2022 14:30 uur |                       |         |               | Stadion: Het Kasteel, Rotterdam Toeschouwers: 10.210 Scheidsrechter: Lindhout Video-assistent: Kooij |
|                        |                       |         |               | |

|                        |               |         |                  | |
| 3 april 2022 16:45 uur | SC Cambuur    | 1 – 2   | N.E.C.           | Stadion: Cambuurstadion, Leeuwarden Toeschouwers: 10.000 Scheidsrechter: Van Boekel Video-assistent: Manschot |
| 3 april 2022 16:45 uur | Paulissen 12' | Verslag | 3' Okita 78' Vet | Stadion: Cambuurstadion, Leeuwarden Toeschouwers: 10.000 Scheidsrechter: Van Boekel Video-assistent: Manschot |
| 3 april 2022 16:45 uur |               |         |                  | Stadion: Cambuurstadion, Leeuwarden Toeschouwers: 10.000 Scheidsrechter: Van Boekel Video-assistent: Manschot |
| 3 april 2022 16:45 uur |               |         |                  | Stadion: Cambuurstadion, Leeuwarden Toeschouwers: 10.000 Scheidsrechter: Van Boekel Video-assistent: Manschot |
|                        |               |         |                  | |

## Speelronde 29
|                        |                                              |         |           | |
| 8 april 2022 20:00 uur | Go Ahead Eagles                              | 4 – 0   | Willem II | Stadion: De Adelaarshorst, Deventer Toeschouwers: 9.821 Scheidsrechter: Nijhuis Video-assistent: Blank |
| 8 april 2022 20:00 uur | Lidberg 26' Córdoba 34' Heil 70' Cardona 81' | Verslag |           | Stadion: De Adelaarshorst, Deventer Toeschouwers: 9.821 Scheidsrechter: Nijhuis Video-assistent: Blank |
| 8 april 2022 20:00 uur |                                              |         |           | Stadion: De Adelaarshorst, Deventer Toeschouwers: 9.821 Scheidsrechter: Nijhuis Video-assistent: Blank |
| 8 april 2022 20:00 uur |                                              |         |           | Stadion: De Adelaarshorst, Deventer Toeschouwers: 9.821 Scheidsrechter: Nijhuis Video-assistent: Blank |
|                        |                                              |         |           | |

|                        |              |         |                 | |
| 9 april 2022 18:45 uur | FC Utrecht   | 1 – 1   | Fortuna Sittard | Stadion: Stadion Galgenwaard, Utrecht Toeschouwers: 21.216 Scheidsrechter: Van der Eijk Video-assistent: Makkelie |
| 9 april 2022 18:45 uur | Ramselaar 5' | Verslag | 61' Flemming    | Stadion: Stadion Galgenwaard, Utrecht Toeschouwers: 21.216 Scheidsrechter: Van der Eijk Video-assistent: Makkelie |
| 9 april 2022 18:45 uur |              |         |                 | Stadion: Stadion Galgenwaard, Utrecht Toeschouwers: 21.216 Scheidsrechter: Van der Eijk Video-assistent: Makkelie |
| 9 april 2022 18:45 uur |              |         |                 | Stadion: Stadion Galgenwaard, Utrecht Toeschouwers: 21.216 Scheidsrechter: Van der Eijk Video-assistent: Makkelie |
|                        |              |         |                 | |

|                        |                               |         |                  | |
| 9 april 2022 20:00 uur | Ajax                          | 2 – 1   | Sparta Rotterdam | Stadion: Johan Cruijff ArenA, Amsterdam Toeschouwers: 54.254 Scheidsrechter: Van Boekel Video-assistent: Van de Graaf |
| 9 april 2022 20:00 uur | Klaassen 49' Tadić 62' (pen.) | Verslag | 33' De Kamps     | Stadion: Johan Cruijff ArenA, Amsterdam Toeschouwers: 54.254 Scheidsrechter: Van Boekel Video-assistent: Van de Graaf |
| 9 april 2022 20:00 uur |                               |         |                  | Stadion: Johan Cruijff ArenA, Amsterdam Toeschouwers: 54.254 Scheidsrechter: Van Boekel Video-assistent: Van de Graaf |
| 9 april 2022 20:00 uur |                               |         |                  | Stadion: Johan Cruijff ArenA, Amsterdam Toeschouwers: 54.254 Scheidsrechter: Van Boekel Video-assistent: Van de Graaf |
|                        |                               |         |                  | |

|                        |           |         |                          | |
| 9 april 2022 21:00 uur | N.E.C.    | 0 – 2   | FC Twente                | Stadion: Goffertstadion, Nijmegen Toeschouwers: 12.390 Scheidsrechter: Higler Video-assistent: Lindhout |
| 9 april 2022 21:00 uur | Akman 58' | Verslag | 65' Misidjan 75' Limnios | Stadion: Goffertstadion, Nijmegen Toeschouwers: 12.390 Scheidsrechter: Higler Video-assistent: Lindhout |
| 9 april 2022 21:00 uur |           |         |                          | Stadion: Goffertstadion, Nijmegen Toeschouwers: 12.390 Scheidsrechter: Higler Video-assistent: Lindhout |
| 9 april 2022 21:00 uur |           |         |                          | Stadion: Goffertstadion, Nijmegen Toeschouwers: 12.390 Scheidsrechter: Higler Video-assistent: Lindhout |
|                        |           |         |                          | |

|                         |                                    |         |                | |
| 10 april 2022 12:15 uur | sc Heerenveen                      | 3 – 1   | FC Groningen   | Stadion: Abe Lenstra Stadion, Heerenveen Toeschouwers: 22.500 Scheidsrechter: Makkelie Video-assistent: Ruperti |
| 10 april 2022 12:15 uur | Van Hooijdonk 7', 53' Van Beek 80' | Verslag | 29' Kasanwirjo | Stadion: Abe Lenstra Stadion, Heerenveen Toeschouwers: 22.500 Scheidsrechter: Makkelie Video-assistent: Ruperti |
| 10 april 2022 12:15 uur |                                    |         |                | Stadion: Abe Lenstra Stadion, Heerenveen Toeschouwers: 22.500 Scheidsrechter: Makkelie Video-assistent: Ruperti |
| 10 april 2022 12:15 uur |                                    |         |                | Stadion: Abe Lenstra Stadion, Heerenveen Toeschouwers: 22.500 Scheidsrechter: Makkelie Video-assistent: Ruperti |
|                         |                                    |         |                | |

|                         |                      |         |              | |
| 10 april 2022 14:30 uur | PSV                  | 2 – 0   | RKC Waalwijk | Stadion: Philips Stadion, Eindhoven Toeschouwers: 33.000 Scheidsrechter: Dieperink Video-assistent: Pérez |
| 10 april 2022 14:30 uur | Veerman 38' Teze 69' | Verslag |              | Stadion: Philips Stadion, Eindhoven Toeschouwers: 33.000 Scheidsrechter: Dieperink Video-assistent: Pérez |
| 10 april 2022 14:30 uur |                      |         |              | Stadion: Philips Stadion, Eindhoven Toeschouwers: 33.000 Scheidsrechter: Dieperink Video-assistent: Pérez |
| 10 april 2022 14:30 uur |                      |         |              | Stadion: Philips Stadion, Eindhoven Toeschouwers: 33.000 Scheidsrechter: Dieperink Video-assistent: Pérez |
|                         |                      |         |              | |

|                         |            |         |            | |
| 10 april 2022 14:30 uur | Vitesse    | 1 – 0   | SC Cambuur | Stadion: GelreDome, Arnhem Toeschouwers: 14.970 Scheidsrechter: Van de Graaf Video-assistent: Van den Kerkhof |
| 10 april 2022 14:30 uur | Openda 42' | Verslag |            | Stadion: GelreDome, Arnhem Toeschouwers: 14.970 Scheidsrechter: Van de Graaf Video-assistent: Van den Kerkhof |
| 10 april 2022 14:30 uur |            |         |            | Stadion: GelreDome, Arnhem Toeschouwers: 14.970 Scheidsrechter: Van de Graaf Video-assistent: Van den Kerkhof |
| 10 april 2022 14:30 uur |            |         |            | Stadion: GelreDome, Arnhem Toeschouwers: 14.970 Scheidsrechter: Van de Graaf Video-assistent: Van den Kerkhof |
|                         |            |         |            | |

|                         |                 |         |                                           |                                                                                                 |
| 10 april 2022 16:45 uur | Heracles Almelo | 1 – 4   | Feyenoord                                 | Stadion: Erve Asito, Almelo Toeschouwers: 7.461 Scheidsrechter: Manschot Video-assistent: Kooij |
| 10 april 2022 16:45 uur | Bakış 1'        | Verslag | 21' Kökçü 39' Nelson 45' Til 70' Wålemark | Stadion: Erve Asito, Almelo Toeschouwers: 7.461 Scheidsrechter: Manschot Video-assistent: Kooij |
| 10 april 2022 16:45 uur |                 |         |                                           | Stadion: Erve Asito, Almelo Toeschouwers: 7.461 Scheidsrechter: Manschot Video-assistent: Kooij |
| 10 april 2022 16:45 uur |                 |         |                                           | Stadion: Erve Asito, Almelo Toeschouwers: 7.461 Scheidsrechter: Manschot Video-assistent: Kooij |
|                         |                 |         |                                           |                                                                                                 |

|                         |                         |         |              | |
| 10 april 2022 20:00 uur | PEC Zwolle              | 2 – 1   | AZ           | Stadion: MAC³PARK stadion, Zwolle Toeschouwers: 12.876 Scheidsrechter: Lindhout Video-assistent: Dröge |
| 10 april 2022 20:00 uur | Kastaneer 51' Redan 86' | Verslag | 81' Pavlidis | Stadion: MAC³PARK stadion, Zwolle Toeschouwers: 12.876 Scheidsrechter: Lindhout Video-assistent: Dröge |
| 10 april 2022 20:00 uur |                         |         |              | Stadion: MAC³PARK stadion, Zwolle Toeschouwers: 12.876 Scheidsrechter: Lindhout Video-assistent: Dröge |
| 10 april 2022 20:00 uur |                         |         |              | Stadion: MAC³PARK stadion, Zwolle Toeschouwers: 12.876 Scheidsrechter: Lindhout Video-assistent: Dröge |
|                         |                         |         |              | |

## Inhaalronde 23
|                         |                               |         |                  | |
| 16 april 2022 18:45 uur | Fortuna Sittard               | 3 – 0   | Sparta Rotterdam | Stadion: Fortuna Sittard Stadion, Sittard Toeschouwers: 10.032 Scheidsrechter: Gözübüyük Video-assistent: Van Boekel |
| 16 april 2022 18:45 uur | Seuntjens 10' Gladon 35', 77' | Verslag |                  | Stadion: Fortuna Sittard Stadion, Sittard Toeschouwers: 10.032 Scheidsrechter: Gözübüyük Video-assistent: Van Boekel |
| 16 april 2022 18:45 uur |                               |         |                  | Stadion: Fortuna Sittard Stadion, Sittard Toeschouwers: 10.032 Scheidsrechter: Gözübüyük Video-assistent: Van Boekel |
| 16 april 2022 18:45 uur |                               |         |                  | Stadion: Fortuna Sittard Stadion, Sittard Toeschouwers: 10.032 Scheidsrechter: Gözübüyük Video-assistent: Van Boekel |
|                         |                               |         |                  | |

## Inhaalronde 25
|                         |         |                                                                               |                  | |
| 19 april 2022 18:45 uur | Vitesse | 0 – 1                                                                         | Sparta Rotterdam | Stadion: GelreDome, Arnhem Toeschouwers: 0 (9.771 eerdere wedstrijd) Scheidsrechter: Nijhuis Video-assistent: Bos |
| 19 april 2022 18:45 uur |         | Verslag Restant van de wedstrijd vanaf 90+2' met minimaal 6 minuten speeltijd | 5' Dalmau        | Stadion: GelreDome, Arnhem Toeschouwers: 0 (9.771 eerdere wedstrijd) Scheidsrechter: Nijhuis Video-assistent: Bos |
| 19 april 2022 18:45 uur |         |                                                                               |                  | Stadion: GelreDome, Arnhem Toeschouwers: 0 (9.771 eerdere wedstrijd) Scheidsrechter: Nijhuis Video-assistent: Bos |
| 19 april 2022 18:45 uur |         |                                                                               |                  | Stadion: GelreDome, Arnhem Toeschouwers: 0 (9.771 eerdere wedstrijd) Scheidsrechter: Nijhuis Video-assistent: Bos |
|                         |         |                                                                               |                  | |

## Speelronde 30
|                         |                              |         |                  | |
| 22 april 2022 20:00 uur | FC Twente                    | 2 – 0   | Sparta Rotterdam | Stadion: De Grolsch Veste, Enschede Toeschouwers: 29.100 Scheidsrechter: Makkelie Video-assistent: Van der Eijk |
| 22 april 2022 20:00 uur | Van Wolfswinkel 23' Vlap 57' | Verslag |                  | Stadion: De Grolsch Veste, Enschede Toeschouwers: 29.100 Scheidsrechter: Makkelie Video-assistent: Van der Eijk |
| 22 april 2022 20:00 uur |                              |         |                  | Stadion: De Grolsch Veste, Enschede Toeschouwers: 29.100 Scheidsrechter: Makkelie Video-assistent: Van der Eijk |
| 22 april 2022 20:00 uur |                              |         |                  | Stadion: De Grolsch Veste, Enschede Toeschouwers: 29.100 Scheidsrechter: Makkelie Video-assistent: Van der Eijk |
|                         |                              |         |                  | |

|                         |        |         |             | |
| 23 april 2022 16:30 uur | N.E.C. | 0 – 1   | Ajax        | Stadion: Goffertstadion, Nijmegen Toeschouwers: 12.390 Scheidsrechter: Manschot Video-assistent: Oostrom |
| 23 april 2022 16:30 uur |        | Verslag | 88' Brobbey | Stadion: Goffertstadion, Nijmegen Toeschouwers: 12.390 Scheidsrechter: Manschot Video-assistent: Oostrom |
| 23 april 2022 16:30 uur |        |         |             | Stadion: Goffertstadion, Nijmegen Toeschouwers: 12.390 Scheidsrechter: Manschot Video-assistent: Oostrom |
| 23 april 2022 16:30 uur |        |         |             | Stadion: Goffertstadion, Nijmegen Toeschouwers: 12.390 Scheidsrechter: Manschot Video-assistent: Oostrom |
|                         |        |         |             | |

|                         |                            |         |               | |
| 23 april 2022 18:45 uur | AZ                         | 2 – 1   | sc Heerenveen | Stadion: AFAS Stadion, Alkmaar Toeschouwers: 17.198 Scheidsrechter: Nagtegaal Video-assistent: Gözübüyük |
| 23 april 2022 18:45 uur | Karlsson 44' Reijnders 87' | Verslag | 7' Sarr       | Stadion: AFAS Stadion, Alkmaar Toeschouwers: 17.198 Scheidsrechter: Nagtegaal Video-assistent: Gözübüyük |
| 23 april 2022 18:45 uur |                            |         |               | Stadion: AFAS Stadion, Alkmaar Toeschouwers: 17.198 Scheidsrechter: Nagtegaal Video-assistent: Gözübüyük |
| 23 april 2022 18:45 uur |                            |         |               | Stadion: AFAS Stadion, Alkmaar Toeschouwers: 17.198 Scheidsrechter: Nagtegaal Video-assistent: Gözübüyük |
|                         |                            |         |               | |

|                         |              |         |                                       | |
| 23 april 2022 20:00 uur | RKC Waalwijk | 0 – 2   | PEC Zwolle                            | Stadion: Mandemakers Stadion, Waalwijk Toeschouwers: 5.236 Scheidsrechter: Kamphuis Video-assistent: Dieperink |
| 23 april 2022 20:00 uur |              | Verslag | 16' Van den Belt 50' (pen.) Van Polen | Stadion: Mandemakers Stadion, Waalwijk Toeschouwers: 5.236 Scheidsrechter: Kamphuis Video-assistent: Dieperink |
| 23 april 2022 20:00 uur |              |         |                                       | Stadion: Mandemakers Stadion, Waalwijk Toeschouwers: 5.236 Scheidsrechter: Kamphuis Video-assistent: Dieperink |
| 23 april 2022 20:00 uur |              |         |                                       | Stadion: Mandemakers Stadion, Waalwijk Toeschouwers: 5.236 Scheidsrechter: Kamphuis Video-assistent: Dieperink |
|                         |              |         |                                       | |

|                         |                           |         |                      | |
| 23 april 2022 21:00 uur | SC Cambuur                | 1 – 2   | PSV                  | Stadion: Cambuurstadion, Leeuwarden Toeschouwers: 10.000 Scheidsrechter: Higler Video-assistent: Nijhuis |
| 23 april 2022 21:00 uur | Joosten 2' Sylla 38', 60' | Verslag | 44' Zahavi 65' Götze | Stadion: Cambuurstadion, Leeuwarden Toeschouwers: 10.000 Scheidsrechter: Higler Video-assistent: Nijhuis |
| 23 april 2022 21:00 uur |                           |         |                      | Stadion: Cambuurstadion, Leeuwarden Toeschouwers: 10.000 Scheidsrechter: Higler Video-assistent: Nijhuis |
| 23 april 2022 21:00 uur |                           |         |                      | Stadion: Cambuurstadion, Leeuwarden Toeschouwers: 10.000 Scheidsrechter: Higler Video-assistent: Nijhuis |
|                         |                           |         |                      | |

|                         |             |         |         | |
| 24 april 2022 12:15 uur | Willem II   | 1 – 0   | Vitesse | Stadion: Koning Willem II Stadion, Tilburg Toeschouwers: 14.500 Scheidsrechter: Gözübüyük Video-assistent: Van der Laan |
| 24 april 2022 12:15 uur | Hornkamp 4' | Verslag |         | Stadion: Koning Willem II Stadion, Tilburg Toeschouwers: 14.500 Scheidsrechter: Gözübüyük Video-assistent: Van der Laan |
| 24 april 2022 12:15 uur |             |         |         | Stadion: Koning Willem II Stadion, Tilburg Toeschouwers: 14.500 Scheidsrechter: Gözübüyük Video-assistent: Van der Laan |
| 24 april 2022 12:15 uur |             |         |         | Stadion: Koning Willem II Stadion, Tilburg Toeschouwers: 14.500 Scheidsrechter: Gözübüyük Video-assistent: Van der Laan |
|                         |             |         |         | |

|                         |                                           |         |                   | |
| 24 april 2022 14:30 uur | Feyenoord                                 | 2 – 1   | FC Utrecht        | Stadion: Stadion Feijenoord, Rotterdam Toeschouwers: 47.500 Scheidsrechter: Nijhuis Video-assistent: Blom |
| 24 april 2022 14:30 uur | Van der Hoorn 48' (e.d.) Sinisterra 90+6' | Verslag | 64' Van de Streek | Stadion: Stadion Feijenoord, Rotterdam Toeschouwers: 47.500 Scheidsrechter: Nijhuis Video-assistent: Blom |
| 24 april 2022 14:30 uur |                                           |         |                   | Stadion: Stadion Feijenoord, Rotterdam Toeschouwers: 47.500 Scheidsrechter: Nijhuis Video-assistent: Blom |
| 24 april 2022 14:30 uur |                                           |         |                   | Stadion: Stadion Feijenoord, Rotterdam Toeschouwers: 47.500 Scheidsrechter: Nijhuis Video-assistent: Blom |
|                         |                                           |         |                   | |

|                         |              |         |                 | |
| 24 april 2022 14:30 uur | FC Groningen | 0 – 1   | Heracles Almelo | Stadion: Euroborg, Groningen Toeschouwers: 20.471 Scheidsrechter: Van de Graaf Video-assistent: Nagtegaal |
| 24 april 2022 14:30 uur |              | Verslag | 22' Laursen     | Stadion: Euroborg, Groningen Toeschouwers: 20.471 Scheidsrechter: Van de Graaf Video-assistent: Nagtegaal |
| 24 april 2022 14:30 uur |              |         |                 | Stadion: Euroborg, Groningen Toeschouwers: 20.471 Scheidsrechter: Van de Graaf Video-assistent: Nagtegaal |
| 24 april 2022 14:30 uur |              |         |                 | Stadion: Euroborg, Groningen Toeschouwers: 20.471 Scheidsrechter: Van de Graaf Video-assistent: Nagtegaal |
|                         |              |         |                 | |

|                         |                 |         |                 | |
| 24 april 2022 16:45 uur | Fortuna Sittard | 1 – 0   | Go Ahead Eagles | Stadion: Fortuna Sittard Stadion, Sittard Toeschouwers: 9.512 Scheidsrechter: Kooij Video-assistent: Higler |
| 24 april 2022 16:45 uur | Flemming 21'    | Verslag |                 | Stadion: Fortuna Sittard Stadion, Sittard Toeschouwers: 9.512 Scheidsrechter: Kooij Video-assistent: Higler |
| 24 april 2022 16:45 uur |                 |         |                 | Stadion: Fortuna Sittard Stadion, Sittard Toeschouwers: 9.512 Scheidsrechter: Kooij Video-assistent: Higler |
| 24 april 2022 16:45 uur |                 |         |                 | Stadion: Fortuna Sittard Stadion, Sittard Toeschouwers: 9.512 Scheidsrechter: Kooij Video-assistent: Higler |
|                         |                 |         |                 | |

## Speelronde 31
|                         |              |         |        | |
| 29 april 2022 20:00 uur | FC Utrecht   | 1 – 0   | N.E.C. | Stadion: Stadion Galgenwaard, Utrecht Toeschouwers: 20.665 Scheidsrechter: Makkelie Video-assistent: Dieperink |
| 29 april 2022 20:00 uur | Douvikas 77' | Verslag |        | Stadion: Stadion Galgenwaard, Utrecht Toeschouwers: 20.665 Scheidsrechter: Makkelie Video-assistent: Dieperink |
| 29 april 2022 20:00 uur |              |         |        | Stadion: Stadion Galgenwaard, Utrecht Toeschouwers: 20.665 Scheidsrechter: Makkelie Video-assistent: Dieperink |
| 29 april 2022 20:00 uur |              |         |        | Stadion: Stadion Galgenwaard, Utrecht Toeschouwers: 20.665 Scheidsrechter: Makkelie Video-assistent: Dieperink |
|                         |              |         |        | |

|                         |                             |         |            | |
| 30 april 2022 18:45 uur | Ajax                        | 3 – 0   | PEC Zwolle | Stadion: Johan Cruijff ArenA, Amsterdam Toeschouwers: 54.120 Scheidsrechter: Dieperink Video-assistent: Lindhout |
| 30 april 2022 18:45 uur | Tadić 30' Klaassen 51', 80' | Verslag |            | Stadion: Johan Cruijff ArenA, Amsterdam Toeschouwers: 54.120 Scheidsrechter: Dieperink Video-assistent: Lindhout |
| 30 april 2022 18:45 uur |                             |         |            | Stadion: Johan Cruijff ArenA, Amsterdam Toeschouwers: 54.120 Scheidsrechter: Dieperink Video-assistent: Lindhout |
| 30 april 2022 18:45 uur |                             |         |            | Stadion: Johan Cruijff ArenA, Amsterdam Toeschouwers: 54.120 Scheidsrechter: Dieperink Video-assistent: Lindhout |
|                         |                             |         |            | |

|                         |                       |         |            | |
| 30 april 2022 20:00 uur | Heracles Almelo       | 1 – 1   | FC Twente  | Stadion: Erve Asito, Almelo Toeschouwers: 7.845 Scheidsrechter: Van der Eijk Video-assistent: Gerrets |
| 30 april 2022 20:00 uur | Ouahim 16' Fadiga 36' | Verslag | 45+3' Smal | Stadion: Erve Asito, Almelo Toeschouwers: 7.845 Scheidsrechter: Van der Eijk Video-assistent: Gerrets |
| 30 april 2022 20:00 uur |                       |         |            | Stadion: Erve Asito, Almelo Toeschouwers: 7.845 Scheidsrechter: Van der Eijk Video-assistent: Gerrets |
| 30 april 2022 20:00 uur |                       |         |            | Stadion: Erve Asito, Almelo Toeschouwers: 7.845 Scheidsrechter: Van der Eijk Video-assistent: Gerrets |
|                         |                       |         |            | |

|                         |                  |         |              | |
| 30 april 2022 21:00 uur | Sparta Rotterdam | 1 – 1   | AZ           | Stadion: Het Kasteel, Rotterdam Toeschouwers: 10.010 Scheidsrechter: Van de Graaf Video-assistent: Martens |
| 30 april 2022 21:00 uur | Van Crooij 90+4' | Verslag | 48' Pavlidis | Stadion: Het Kasteel, Rotterdam Toeschouwers: 10.010 Scheidsrechter: Van de Graaf Video-assistent: Martens |
| 30 april 2022 21:00 uur |                  |         |              | Stadion: Het Kasteel, Rotterdam Toeschouwers: 10.010 Scheidsrechter: Van de Graaf Video-assistent: Martens |
| 30 april 2022 21:00 uur |                  |         |              | Stadion: Het Kasteel, Rotterdam Toeschouwers: 10.010 Scheidsrechter: Van de Graaf Video-assistent: Martens |
|                         |                  |         |              | |

|                      |                                            |         |                                                | |
| 1 mei 2022 12:15 uur | sc Heerenveen                              | 3 – 3   | SC Cambuur                                     | Stadion: Abe Lenstra Stadion, Heerenveen Toeschouwers: 25.100 Scheidsrechter: Nijhuis Video-assistent: Pérez |
| 1 mei 2022 12:15 uur | Tahiri 2' Van Hooijdonk 34' Van Aken 90+6' | Verslag | 12' Uldriķis 65' (pen.) Maulun 90+4' Paulissen | Stadion: Abe Lenstra Stadion, Heerenveen Toeschouwers: 25.100 Scheidsrechter: Nijhuis Video-assistent: Pérez |
| 1 mei 2022 12:15 uur |                                            |         |                                                | Stadion: Abe Lenstra Stadion, Heerenveen Toeschouwers: 25.100 Scheidsrechter: Nijhuis Video-assistent: Pérez |
| 1 mei 2022 12:15 uur |                                            |         |                                                | Stadion: Abe Lenstra Stadion, Heerenveen Toeschouwers: 25.100 Scheidsrechter: Nijhuis Video-assistent: Pérez |
|                      |                                            |         |                                                | |

|                      |                 |         |                 | |
| 1 mei 2022 14:30 uur | Go Ahead Eagles | 1 – 2   | Vitesse         | Stadion: De Adelaarshorst, Deventer Toeschouwers: 9.814 Scheidsrechter: Manschot Video-assistent: Dröge |
| 1 mei 2022 14:30 uur | Lidberg 35'     | Verslag | 13', 69' Openda | Stadion: De Adelaarshorst, Deventer Toeschouwers: 9.814 Scheidsrechter: Manschot Video-assistent: Dröge |
| 1 mei 2022 14:30 uur |                 |         |                 | Stadion: De Adelaarshorst, Deventer Toeschouwers: 9.814 Scheidsrechter: Manschot Video-assistent: Dröge |
| 1 mei 2022 14:30 uur |                 |         |                 | Stadion: De Adelaarshorst, Deventer Toeschouwers: 9.814 Scheidsrechter: Manschot Video-assistent: Dröge |
|                      |                 |         |                 | |

|                      |                                                   |         |                         | |
| 1 mei 2022 14:30 uur | PSV                                               | 4 – 2   | Willem II               | Stadion: Philips Stadion, Eindhoven Toeschouwers: 33.100 Scheidsrechter: Kamphuis Video-assistent: Van de Graaf |
| 1 mei 2022 14:30 uur | Doan 2' Gakpo 31' Zahavi 45+3' Dammers 60' (e.d.) | Verslag | 44' Nunnely 50' Kabangu | Stadion: Philips Stadion, Eindhoven Toeschouwers: 33.100 Scheidsrechter: Kamphuis Video-assistent: Van de Graaf |
| 1 mei 2022 14:30 uur |                                                   |         |                         | Stadion: Philips Stadion, Eindhoven Toeschouwers: 33.100 Scheidsrechter: Kamphuis Video-assistent: Van de Graaf |
| 1 mei 2022 14:30 uur |                                                   |         |                         | Stadion: Philips Stadion, Eindhoven Toeschouwers: 33.100 Scheidsrechter: Kamphuis Video-assistent: Van de Graaf |
|                      |                                                   |         |                         | |

|                      |                 |         |                               | |
| 1 mei 2022 16:45 uur | Fortuna Sittard | 1 – 3   | Feyenoord                     | Stadion: Fortuna Sittard Stadion, Sittard Toeschouwers: 10.512 Scheidsrechter: Lindhout Video-assistent: Ruperti |
| 1 mei 2022 16:45 uur | Flemming 70'    | Verslag | 8', 25' Geertruida 52' Nelson | Stadion: Fortuna Sittard Stadion, Sittard Toeschouwers: 10.512 Scheidsrechter: Lindhout Video-assistent: Ruperti |
| 1 mei 2022 16:45 uur |                 |         |                               | Stadion: Fortuna Sittard Stadion, Sittard Toeschouwers: 10.512 Scheidsrechter: Lindhout Video-assistent: Ruperti |
| 1 mei 2022 16:45 uur |                 |         |                               | Stadion: Fortuna Sittard Stadion, Sittard Toeschouwers: 10.512 Scheidsrechter: Lindhout Video-assistent: Ruperti |
|                      |                 |         |                               | |

|                      |                                     |         |                   | |
| 1 mei 2022 20:00 uur | RKC Waalwijk                        | 3 – 1   | FC Groningen      | Stadion: Mandemakers Stadion, Waalwijk Toeschouwers: 6.348 Scheidsrechter: Gözübüyük Video-assistent: Cantineau |
| 1 mei 2022 20:00 uur | Stokkers 16', 25' Van der Venne 39' | Verslag | 58' Strand Larsen | Stadion: Mandemakers Stadion, Waalwijk Toeschouwers: 6.348 Scheidsrechter: Gözübüyük Video-assistent: Cantineau |
| 1 mei 2022 20:00 uur |                                     |         |                   | Stadion: Mandemakers Stadion, Waalwijk Toeschouwers: 6.348 Scheidsrechter: Gözübüyük Video-assistent: Cantineau |
| 1 mei 2022 20:00 uur |                                     |         |                   | Stadion: Mandemakers Stadion, Waalwijk Toeschouwers: 6.348 Scheidsrechter: Gözübüyük Video-assistent: Cantineau |
|                      |                                     |         |                   | |

## Speelronde 32
|                      |            |         |                    | |
| 6 mei 2022 20:00 uur | SC Cambuur | 1 – 1   | RKC Waalwijk       | Stadion: Cambuurstadion, Leeuwarden Toeschouwers: 10.000 Scheidsrechter: Kooij Video-assistent: Ruperti |
| 6 mei 2022 20:00 uur | Smit 90+5' | Verslag | 72' (e.d.) Schmidt | Stadion: Cambuurstadion, Leeuwarden Toeschouwers: 10.000 Scheidsrechter: Kooij Video-assistent: Ruperti |
| 6 mei 2022 20:00 uur |            |         |                    | Stadion: Cambuurstadion, Leeuwarden Toeschouwers: 10.000 Scheidsrechter: Kooij Video-assistent: Ruperti |
| 6 mei 2022 20:00 uur |            |         |                    | Stadion: Cambuurstadion, Leeuwarden Toeschouwers: 10.000 Scheidsrechter: Kooij Video-assistent: Ruperti |
|                      |            |         |                    | |

|                      |                     |         |                   | |
| 7 mei 2022 18:45 uur | FC Twente           | 1 – 2   | Fortuna Sittard   | Stadion: De Grolsch Veste, Enschede Toeschouwers: 29.500 Scheidsrechter: Kamphuis Video-assistent: Bos |
| 7 mei 2022 18:45 uur | Van Wolfswinkel 37' | Verslag | 25', 42' Flemming | Stadion: De Grolsch Veste, Enschede Toeschouwers: 29.500 Scheidsrechter: Kamphuis Video-assistent: Bos |
| 7 mei 2022 18:45 uur |                     |         |                   | Stadion: De Grolsch Veste, Enschede Toeschouwers: 29.500 Scheidsrechter: Kamphuis Video-assistent: Bos |
| 7 mei 2022 18:45 uur |                     |         |                   | Stadion: De Grolsch Veste, Enschede Toeschouwers: 29.500 Scheidsrechter: Kamphuis Video-assistent: Bos |
|                      |                     |         |                   | |

|                      |            |         |               | |
| 7 mei 2022 20:00 uur | PEC Zwolle | 1 – 1   | FC Utrecht    | Stadion: MAC³PARK stadion, Zwolle Toeschouwers: 14.000 Scheidsrechter: Van Boekel Video-assistent: Nijhuis |
| 7 mei 2022 20:00 uur | Redan 73'  | Verslag | 29' Ter Avest | Stadion: MAC³PARK stadion, Zwolle Toeschouwers: 14.000 Scheidsrechter: Van Boekel Video-assistent: Nijhuis |
| 7 mei 2022 20:00 uur |            |         |               | Stadion: MAC³PARK stadion, Zwolle Toeschouwers: 14.000 Scheidsrechter: Van Boekel Video-assistent: Nijhuis |
| 7 mei 2022 20:00 uur |            |         |               | Stadion: MAC³PARK stadion, Zwolle Toeschouwers: 14.000 Scheidsrechter: Van Boekel Video-assistent: Nijhuis |
|                      |            |         |               | |

|                      |                          |         |                  | |
| 7 mei 2022 20:00 uur | Willem II                | 2 – 0   | Heracles Almelo  | Stadion: Koning Willem II Stadion, Tilburg Toeschouwers: 14.408 Scheidsrechter: Lindhout Video-assistent: Makkelie |
| 7 mei 2022 20:00 uur | Dammers 15' Hornkamp 17' | Verslag | 90+2' Sonnenberg | Stadion: Koning Willem II Stadion, Tilburg Toeschouwers: 14.408 Scheidsrechter: Lindhout Video-assistent: Makkelie |
| 7 mei 2022 20:00 uur |                          |         |                  | Stadion: Koning Willem II Stadion, Tilburg Toeschouwers: 14.408 Scheidsrechter: Lindhout Video-assistent: Makkelie |
| 7 mei 2022 20:00 uur |                          |         |                  | Stadion: Koning Willem II Stadion, Tilburg Toeschouwers: 14.408 Scheidsrechter: Lindhout Video-assistent: Makkelie |
|                      |                          |         |                  | |

|                      |              |         |                         |                                                                                                   |
| 7 mei 2022 21:00 uur | FC Groningen | 1 – 2   | Sparta Rotterdam        | Stadion: Euroborg, Groningen Toeschouwers: 20.400 Scheidsrechter: Manschot Video-assistent: Blank |
| 7 mei 2022 21:00 uur | Meijer 77'   | Verslag | 20' Verschueren 57' Thy | Stadion: Euroborg, Groningen Toeschouwers: 20.400 Scheidsrechter: Manschot Video-assistent: Blank |
| 7 mei 2022 21:00 uur |              |         |                         | Stadion: Euroborg, Groningen Toeschouwers: 20.400 Scheidsrechter: Manschot Video-assistent: Blank |
| 7 mei 2022 21:00 uur |              |         |                         | Stadion: Euroborg, Groningen Toeschouwers: 20.400 Scheidsrechter: Manschot Video-assistent: Blank |
|                      |              |         |                         |                                                                                                   |

|                      |               |         |                 | |
| 8 mei 2022 12:15 uur | N.E.C.        | 1 – 0   | Go Ahead Eagles | Stadion: Goffertstadion, Nijmegen Toeschouwers: 12.390 Scheidsrechter: Oostrom Video-assistent: Manschot |
| 8 mei 2022 12:15 uur | Cissoko 90+2' | Verslag |                 | Stadion: Goffertstadion, Nijmegen Toeschouwers: 12.390 Scheidsrechter: Oostrom Video-assistent: Manschot |
| 8 mei 2022 12:15 uur |               |         |                 | Stadion: Goffertstadion, Nijmegen Toeschouwers: 12.390 Scheidsrechter: Oostrom Video-assistent: Manschot |
| 8 mei 2022 12:15 uur |               |         |                 | Stadion: Goffertstadion, Nijmegen Toeschouwers: 12.390 Scheidsrechter: Oostrom Video-assistent: Manschot |
|                      |               |         |                 | |

|                      |                        |         |                         |                                                                                                  |
| 8 mei 2022 14:30 uur | AZ                     | 2 – 2   | Ajax                    | Stadion: AFAS Stadion, Alkmaar Toeschouwers: 18.033 Scheidsrechter: Higler Video-assistent: Blom |
| 8 mei 2022 14:30 uur | Pavlidis 62' Evjen 75' | Verslag | 42' Brobbey 86' Álvarez | Stadion: AFAS Stadion, Alkmaar Toeschouwers: 18.033 Scheidsrechter: Higler Video-assistent: Blom |
| 8 mei 2022 14:30 uur |                        |         |                         | Stadion: AFAS Stadion, Alkmaar Toeschouwers: 18.033 Scheidsrechter: Higler Video-assistent: Blom |
| 8 mei 2022 14:30 uur |                        |         |                         | Stadion: AFAS Stadion, Alkmaar Toeschouwers: 18.033 Scheidsrechter: Higler Video-assistent: Blom |
|                      |                        |         |                         |                                                                                                  |

|                      |                   |         |               |                                                                                                   |
| 8 mei 2022 14:30 uur | Vitesse           | 1 – 2   | sc Heerenveen | Stadion: GelreDome, Arnhem Toeschouwers: 14.710 Scheidsrechter: Martens Video-assistent: Hensgens |
| 8 mei 2022 14:30 uur | Bero 45+1' (pen.) | Verslag | 75', 83' Sarr | Stadion: GelreDome, Arnhem Toeschouwers: 14.710 Scheidsrechter: Martens Video-assistent: Hensgens |
| 8 mei 2022 14:30 uur |                   |         |               | Stadion: GelreDome, Arnhem Toeschouwers: 14.710 Scheidsrechter: Martens Video-assistent: Hensgens |
| 8 mei 2022 14:30 uur |                   |         |               | Stadion: GelreDome, Arnhem Toeschouwers: 14.710 Scheidsrechter: Martens Video-assistent: Hensgens |
|                      |                   |         |               |                                                                                                   |

|                      |                           |         |                | |
| 8 mei 2022 16:45 uur | Feyenoord                 | 2 – 2   | PSV            | Stadion: Stadion Feijenoord, Rotterdam Toeschouwers: 47.500 Scheidsrechter: Gözübüyük Video-assistent: Van Boekel |
| 8 mei 2022 16:45 uur | Dessers 86', 90+6' (pen.) | Verslag | 16', 29' Gakpo | Stadion: Stadion Feijenoord, Rotterdam Toeschouwers: 47.500 Scheidsrechter: Gözübüyük Video-assistent: Van Boekel |
| 8 mei 2022 16:45 uur |                           |         |                | Stadion: Stadion Feijenoord, Rotterdam Toeschouwers: 47.500 Scheidsrechter: Gözübüyük Video-assistent: Van Boekel |
| 8 mei 2022 16:45 uur |                           |         |                | Stadion: Stadion Feijenoord, Rotterdam Toeschouwers: 47.500 Scheidsrechter: Gözübüyük Video-assistent: Van Boekel |
|                      |                           |         |                | |

## Speelronde 33
|                       |                                                                       |         |               | |
| 11 mei 2022 20:00 uur | Ajax                                                                  | 5 – 0   | sc Heerenveen | Stadion: Johan Cruijff ArenA, Amsterdam Toeschouwers: 54.335 Scheidsrechter: Lindhout Video-assistent: Van der Eijk |
| 11 mei 2022 20:00 uur | Tagliafico 19' Berghuis 33' Haller 38' (pen.) Brobbey 85' Álvarez 90' | Verslag |               | Stadion: Johan Cruijff ArenA, Amsterdam Toeschouwers: 54.335 Scheidsrechter: Lindhout Video-assistent: Van der Eijk |
| 11 mei 2022 20:00 uur |                                                                       |         |               | Stadion: Johan Cruijff ArenA, Amsterdam Toeschouwers: 54.335 Scheidsrechter: Lindhout Video-assistent: Van der Eijk |
| 11 mei 2022 20:00 uur |                                                                       |         |               | Stadion: Johan Cruijff ArenA, Amsterdam Toeschouwers: 54.335 Scheidsrechter: Lindhout Video-assistent: Van der Eijk |
|                       |                                                                       |         |               | |

|                       |            |         |           | |
| 11 mei 2022 20:00 uur | SC Cambuur | 1 – 1   | Willem II | Stadion: Cambuurstadion, Leeuwarden Toeschouwers: 10.000 Scheidsrechter: Blank Video-assistent: Cantineau |
| 11 mei 2022 20:00 uur | Sylla 43'  | Verslag | 55' Köhn  | Stadion: Cambuurstadion, Leeuwarden Toeschouwers: 10.000 Scheidsrechter: Blank Video-assistent: Cantineau |
| 11 mei 2022 20:00 uur |            |         |           | Stadion: Cambuurstadion, Leeuwarden Toeschouwers: 10.000 Scheidsrechter: Blank Video-assistent: Cantineau |
| 11 mei 2022 20:00 uur |            |         |           | Stadion: Cambuurstadion, Leeuwarden Toeschouwers: 10.000 Scheidsrechter: Blank Video-assistent: Cantineau |
|                       |            |         |           | |

|                       |                   |         |                          | |
| 11 mei 2022 20:00 uur | Fortuna Sittard   | 1 – 2   | Vitesse                  | Stadion: Fortuna Sittard Stadion, Sittard Toeschouwers: 10.883 Scheidsrechter: Van Boekel Video-assistent: Pérez |
| 11 mei 2022 20:00 uur | Gladon 44' (pen.) | Verslag | 45+1' Manhoef 63' Openda | Stadion: Fortuna Sittard Stadion, Sittard Toeschouwers: 10.883 Scheidsrechter: Van Boekel Video-assistent: Pérez |
| 11 mei 2022 20:00 uur |                   |         |                          | Stadion: Fortuna Sittard Stadion, Sittard Toeschouwers: 10.883 Scheidsrechter: Van Boekel Video-assistent: Pérez |
| 11 mei 2022 20:00 uur |                   |         |                          | Stadion: Fortuna Sittard Stadion, Sittard Toeschouwers: 10.883 Scheidsrechter: Van Boekel Video-assistent: Pérez |
|                       |                   |         |                          | |

|                       |                 |         |             | |
| 11 mei 2022 20:00 uur | Go Ahead Eagles | 0 – 1   | Feyenoord   | Stadion: De Adelaarshorst, Deventer Toeschouwers: 9.802 Scheidsrechter: Makkelie Video-assistent: Kooij |
| 11 mei 2022 20:00 uur |                 | Verslag | 71' Linssen | Stadion: De Adelaarshorst, Deventer Toeschouwers: 9.802 Scheidsrechter: Makkelie Video-assistent: Kooij |
| 11 mei 2022 20:00 uur |                 |         |             | Stadion: De Adelaarshorst, Deventer Toeschouwers: 9.802 Scheidsrechter: Makkelie Video-assistent: Kooij |
| 11 mei 2022 20:00 uur |                 |         |             | Stadion: De Adelaarshorst, Deventer Toeschouwers: 9.802 Scheidsrechter: Makkelie Video-assistent: Kooij |
|                       |                 |         |             | |

|                       |                                   |         |                              | |
| 11 mei 2022 20:00 uur | PSV                               | 3 – 2   | N.E.C.                       | Stadion: Philips Stadion, Eindhoven Toeschouwers: 34.274 Scheidsrechter: Nijhuis Video-assistent: Gerrets |
| 11 mei 2022 20:00 uur | Doan 26' Gutiérrez 36' Zahavi 61' | Verslag | 66' Duelund 72' (pen.) Okita | Stadion: Philips Stadion, Eindhoven Toeschouwers: 34.274 Scheidsrechter: Nijhuis Video-assistent: Gerrets |
| 11 mei 2022 20:00 uur |                                   |         |                              | Stadion: Philips Stadion, Eindhoven Toeschouwers: 34.274 Scheidsrechter: Nijhuis Video-assistent: Gerrets |
| 11 mei 2022 20:00 uur |                                   |         |                              | Stadion: Philips Stadion, Eindhoven Toeschouwers: 34.274 Scheidsrechter: Nijhuis Video-assistent: Gerrets |
|                       |                                   |         |                              | |

|                       |                              |         |                 | |
| 11 mei 2022 20:00 uur | RKC Waalwijk                 | 2 – 0   | Heracles Almelo | Stadion: Mandemakers Stadion, Waalwijk Toeschouwers: 6.126 Scheidsrechter: Nagtegaal Video-assistent: Van de Graaf |
| 11 mei 2022 20:00 uur | Kramer 20' Van der Venne 59' | Verslag |                 | Stadion: Mandemakers Stadion, Waalwijk Toeschouwers: 6.126 Scheidsrechter: Nagtegaal Video-assistent: Van de Graaf |
| 11 mei 2022 20:00 uur |                              |         |                 | Stadion: Mandemakers Stadion, Waalwijk Toeschouwers: 6.126 Scheidsrechter: Nagtegaal Video-assistent: Van de Graaf |
| 11 mei 2022 20:00 uur |                              |         |                 | Stadion: Mandemakers Stadion, Waalwijk Toeschouwers: 6.126 Scheidsrechter: Nagtegaal Video-assistent: Van de Graaf |
|                       |                              |         |                 | |

|                       |                           |         |            | |
| 11 mei 2022 20:00 uur | Sparta Rotterdam          | 2 – 0   | PEC Zwolle | Stadion: Het Kasteel, Rotterdam Toeschouwers: 10.606 Scheidsrechter: Higler Video-assistent: Oostrom |
| 11 mei 2022 20:00 uur | Auassar 3' Van Crooij 24' | Verslag |            | Stadion: Het Kasteel, Rotterdam Toeschouwers: 10.606 Scheidsrechter: Higler Video-assistent: Oostrom |
| 11 mei 2022 20:00 uur |                           |         |            | Stadion: Het Kasteel, Rotterdam Toeschouwers: 10.606 Scheidsrechter: Higler Video-assistent: Oostrom |
| 11 mei 2022 20:00 uur |                           |         |            | Stadion: Het Kasteel, Rotterdam Toeschouwers: 10.606 Scheidsrechter: Higler Video-assistent: Oostrom |
|                       |                           |         |            | |

|                       |                            |         |              | |
| 11 mei 2022 20:00 uur | FC Twente                  | 3 – 0   | FC Groningen | Stadion: De Grolsch Veste, Enschede Toeschouwers: 29.100 Scheidsrechter: Van den Kerkhof Video-assistent: Van der Laan |
| 11 mei 2022 20:00 uur | Černý 29' Limnios 68', 81' | Verslag |              | Stadion: De Grolsch Veste, Enschede Toeschouwers: 29.100 Scheidsrechter: Van den Kerkhof Video-assistent: Van der Laan |
| 11 mei 2022 20:00 uur |                            |         |              | Stadion: De Grolsch Veste, Enschede Toeschouwers: 29.100 Scheidsrechter: Van den Kerkhof Video-assistent: Van der Laan |
| 11 mei 2022 20:00 uur |                            |         |              | Stadion: De Grolsch Veste, Enschede Toeschouwers: 29.100 Scheidsrechter: Van den Kerkhof Video-assistent: Van der Laan |
|                       |                            |         |              | |

|                       |                                  |         |                   | |
| 11 mei 2022 20:00 uur | FC Utrecht                       | 2 – 2   | AZ                | Stadion: Stadion Galgenwaard, Utrecht Toeschouwers: 20.085 Scheidsrechter: Kamphuis Video-assistent: Gözübüyük |
| 11 mei 2022 20:00 uur | Van de Streek 37' Douvikas 90+4' | Verslag | 12', 15' Pavlidis | Stadion: Stadion Galgenwaard, Utrecht Toeschouwers: 20.085 Scheidsrechter: Kamphuis Video-assistent: Gözübüyük |
| 11 mei 2022 20:00 uur |                                  |         |                   | Stadion: Stadion Galgenwaard, Utrecht Toeschouwers: 20.085 Scheidsrechter: Kamphuis Video-assistent: Gözübüyük |
| 11 mei 2022 20:00 uur |                                  |         |                   | Stadion: Stadion Galgenwaard, Utrecht Toeschouwers: 20.085 Scheidsrechter: Kamphuis Video-assistent: Gözübüyük |
|                       |                                  |         |                   | |

## Speelronde 34
|                       |              |         |                                     | |
| 15 mei 2022 14:30 uur | AZ           | 1 – 3   | RKC Waalwijk                        | Stadion: AFAS Stadion, Alkmaar Toeschouwers: 17.568 Scheidsrechter: Van der Eijk Video-assistent: Nagtegaal |
| 15 mei 2022 14:30 uur | De Wit 45+2' | Verslag | 18' Stokkers 64' Gaari 79' Kuijpers | Stadion: AFAS Stadion, Alkmaar Toeschouwers: 17.568 Scheidsrechter: Van der Eijk Video-assistent: Nagtegaal |
| 15 mei 2022 14:30 uur |              |         |                                     | Stadion: AFAS Stadion, Alkmaar Toeschouwers: 17.568 Scheidsrechter: Van der Eijk Video-assistent: Nagtegaal |
| 15 mei 2022 14:30 uur |              |         |                                     | Stadion: AFAS Stadion, Alkmaar Toeschouwers: 17.568 Scheidsrechter: Van der Eijk Video-assistent: Nagtegaal |
|                       |              |         |                                     | |

|                       |             |         |                      | |
| 15 mei 2022 14:30 uur | Feyenoord   | 1 – 2   | FC Twente            | Stadion: Stadion Feijenoord, Rotterdam Toeschouwers: 47.500 Scheidsrechter: Manschot Video-assistent: Martens |
| 15 mei 2022 14:30 uur | Dessers 68' | Verslag | 27' Limnios 37' Smal | Stadion: Stadion Feijenoord, Rotterdam Toeschouwers: 47.500 Scheidsrechter: Manschot Video-assistent: Martens |
| 15 mei 2022 14:30 uur |             |         |                      | Stadion: Stadion Feijenoord, Rotterdam Toeschouwers: 47.500 Scheidsrechter: Manschot Video-assistent: Martens |
| 15 mei 2022 14:30 uur |             |         |                      | Stadion: Stadion Feijenoord, Rotterdam Toeschouwers: 47.500 Scheidsrechter: Manschot Video-assistent: Martens |
|                       |             |         |                      | |

|                       |                                 |         |                                                | |
| 15 mei 2022 14:30 uur | FC Groningen                    | 2 – 3   | SC Cambuur                                     | Stadion: Euroborg, Groningen Toeschouwers: 21.286 Scheidsrechter: Dieperink Video-assistent: Ruperti |
| 15 mei 2022 14:30 uur | Strand Larsen 58' Postema 90+2' | Verslag | 12' Uldriķis 50' Hoedemakers 61' (pen.) Kallon | Stadion: Euroborg, Groningen Toeschouwers: 21.286 Scheidsrechter: Dieperink Video-assistent: Ruperti |
| 15 mei 2022 14:30 uur |                                 |         |                                                | Stadion: Euroborg, Groningen Toeschouwers: 21.286 Scheidsrechter: Dieperink Video-assistent: Ruperti |
| 15 mei 2022 14:30 uur |                                 |         |                                                | Stadion: Euroborg, Groningen Toeschouwers: 21.286 Scheidsrechter: Dieperink Video-assistent: Ruperti |
|                       |                                 |         |                                                | |

|                       |                                   |         |                 | |
| 15 mei 2022 14:30 uur | sc Heerenveen                     | 3 – 1   | Go Ahead Eagles | Stadion: Abe Lenstra Stadion, Heerenveen Toeschouwers: 23.200 Scheidsrechter: Gözübüyük Video-assistent: Kamphuis |
| 15 mei 2022 14:30 uur | Van Hooijdonk 30', 61' Musaba 87' | Verslag | 89' Mulenga     | Stadion: Abe Lenstra Stadion, Heerenveen Toeschouwers: 23.200 Scheidsrechter: Gözübüyük Video-assistent: Kamphuis |
| 15 mei 2022 14:30 uur |                                   |         |                 | Stadion: Abe Lenstra Stadion, Heerenveen Toeschouwers: 23.200 Scheidsrechter: Gözübüyük Video-assistent: Kamphuis |
| 15 mei 2022 14:30 uur |                                   |         |                 | Stadion: Abe Lenstra Stadion, Heerenveen Toeschouwers: 23.200 Scheidsrechter: Gözübüyük Video-assistent: Kamphuis |
|                       |                                   |         |                 | |

|                       |                 |         |                                      |                                                                                                |
| 15 mei 2022 14:30 uur | Heracles Almelo | 1 – 3   | Sparta Rotterdam                     | Stadion: Erve Asito, Almelo Toeschouwers: 7.954 Scheidsrechter: Makkelie Video-assistent: Blom |
| 15 mei 2022 14:30 uur | Bakış 83'       | Verslag | 45+1' Verschueren 69' Thy 79' Engels | Stadion: Erve Asito, Almelo Toeschouwers: 7.954 Scheidsrechter: Makkelie Video-assistent: Blom |
| 15 mei 2022 14:30 uur |                 |         |                                      | Stadion: Erve Asito, Almelo Toeschouwers: 7.954 Scheidsrechter: Makkelie Video-assistent: Blom |
| 15 mei 2022 14:30 uur |                 |         |                                      | Stadion: Erve Asito, Almelo Toeschouwers: 7.954 Scheidsrechter: Makkelie Video-assistent: Blom |
|                       |                 |         |                                      |                                                                                                |

|                       |        |         |                 | |
| 15 mei 2022 14:30 uur | N.E.C. | 0 – 1   | Fortuna Sittard | Stadion: Goffertstadion, Nijmegen Toeschouwers: 12.390 Scheidsrechter: Higler Video-assistent: Lindhout |
| 15 mei 2022 14:30 uur |        | Verslag | 13' Flemming    | Stadion: Goffertstadion, Nijmegen Toeschouwers: 12.390 Scheidsrechter: Higler Video-assistent: Lindhout |
| 15 mei 2022 14:30 uur |        |         |                 | Stadion: Goffertstadion, Nijmegen Toeschouwers: 12.390 Scheidsrechter: Higler Video-assistent: Lindhout |
| 15 mei 2022 14:30 uur |        |         |                 | Stadion: Goffertstadion, Nijmegen Toeschouwers: 12.390 Scheidsrechter: Higler Video-assistent: Lindhout |
|                       |        |         |                 | |

|                       |               |         |                       | |
| 15 mei 2022 14:30 uur | PEC Zwolle    | 1 – 2   | PSV                   | Stadion: MAC³PARK stadion, Zwolle Toeschouwers: 14.000 Scheidsrechter: Van de Graaf Video-assistent: Blank |
| 15 mei 2022 14:30 uur | Kastaneer 15' | Verslag | 11' Bruma 73' Ledezma | Stadion: MAC³PARK stadion, Zwolle Toeschouwers: 14.000 Scheidsrechter: Van de Graaf Video-assistent: Blank |
| 15 mei 2022 14:30 uur |               |         |                       | Stadion: MAC³PARK stadion, Zwolle Toeschouwers: 14.000 Scheidsrechter: Van de Graaf Video-assistent: Blank |
| 15 mei 2022 14:30 uur |               |         |                       | Stadion: MAC³PARK stadion, Zwolle Toeschouwers: 14.000 Scheidsrechter: Van de Graaf Video-assistent: Blank |
|                       |               |         |                       | |

|                       |                 |         |                         |                                                                                              |
| 15 mei 2022 14:30 uur | Vitesse         | 2 – 2   | Ajax                    | Stadion: GelreDome, Arnhem Toeschouwers: 18.920 Scheidsrechter: Nijhuis Video-assistent: Bos |
| 15 mei 2022 14:30 uur | Openda 52', 56' | Verslag | 15' Brobbey 87' Álvarez | Stadion: GelreDome, Arnhem Toeschouwers: 18.920 Scheidsrechter: Nijhuis Video-assistent: Bos |
| 15 mei 2022 14:30 uur |                 |         |                         | Stadion: GelreDome, Arnhem Toeschouwers: 18.920 Scheidsrechter: Nijhuis Video-assistent: Bos |
| 15 mei 2022 14:30 uur |                 |         |                         | Stadion: GelreDome, Arnhem Toeschouwers: 18.920 Scheidsrechter: Nijhuis Video-assistent: Bos |
|                       |                 |         |                         |                                                                                              |

|                       |                                                |         |            | |
| 15 mei 2022 14:30 uur | Willem II                                      | 3 – 0   | FC Utrecht | Stadion: Koning Willem II Stadion, Tilburg Toeschouwers: 14.000 Scheidsrechter: Van den Kerkhof Video-assistent: Van Boekel |
| 15 mei 2022 14:30 uur | Hornkamp 8' Saddiki 53' Van Overeem 73' (e.d.) | Verslag |            | Stadion: Koning Willem II Stadion, Tilburg Toeschouwers: 14.000 Scheidsrechter: Van den Kerkhof Video-assistent: Van Boekel |
| 15 mei 2022 14:30 uur |                                                |         |            | Stadion: Koning Willem II Stadion, Tilburg Toeschouwers: 14.000 Scheidsrechter: Van den Kerkhof Video-assistent: Van Boekel |
| 15 mei 2022 14:30 uur |                                                |         |            | Stadion: Koning Willem II Stadion, Tilburg Toeschouwers: 14.000 Scheidsrechter: Van den Kerkhof Video-assistent: Van Boekel |
|                       |                                                |         |            | |

Ajax ·
AZ ·
SC Cambuur ·
Feyenoord ·
Fortuna Sittard ·
Go Ahead Eagles ·
FC Groningen ·
sc Heerenveen ·
Heracles Almelo ·
N.E.C. ·
PEC Zwolle · 
PSV ·
RKC Waalwijk ·
Sparta Rotterdam ·
FC Twente ·
FC Utrecht ·
Vitesse ·
Willem II